# Enceinte gallo-romaine du Mans
Vous lisez un « article de qualité » labellisé en 2023.
L'enceinte gallo-romaine du Mans, appelée aussi enceinte romaine du Mans, dans la ville dénommée anciennement Vindinum ou Vindunum, capitale du peuple gaulois des Aulerques Cénomans, a été édifiée au Bas-Empire romain, à une époque longtemps supposée être la fin du IIIe siècle mais que des études plus récentes placent désormais au début du IVe siècle.
Les recherches ont pu démontrer que les travaux de construction ont été réalisés selon un plan organisé et pour un coût important, « signe de la richesse de la ville et de son territoire » selon Joseph Guilleux, et conditions nécessitant une stabilité politique. L'enceinte garde sa fonction militaire pendant le Moyen Âge, et est conservée également parce que l'élévation du niveau du sol intra-muros lui donne un rôle de soutènement. Après le Moyen Âge, des bâtiments construits à ses abords immédiats contribuent à sa pérennité.
D'une longueur initiale de 1 300 mètres, elle est très bien conservée sur environ 500 mètres et présente de très belles ornementations géométriques réalisées avec les matériaux polychromes de sa construction, « sans équivalents en France » selon Joseph Guilleux. Les couleurs de l'enceinte ont valu au Mans le nom de « ville rouge ».
Le monument est étudié ponctuellement à partir du XVIe siècle puis de manière scientifique à partir du XIXe siècle. Le nombre de recherches qui lui sont consacrées augmente considérablement à partir des années 1980 à la suite d'un mouvement lancé par la communauté locale émue par la dégradation qu'il subissait et le risque de perte irrémédiable. Grâce aux travaux dont l'édifice a été l'objet, il appartient selon Estelle Bertrand au cercle « des enceintes les mieux connues de l'Antiquité ».
Classé au titre de monument historique depuis 1862, le monument est candidat au patrimoine mondial de l'Unesco depuis 2016.

## Historique durant l'Antiquité

### Contexte général
Pour un article plus général, voir Enceinte urbaine en Gaule romaine.

#### Des origines à la crise duIIIesiècle
Les enceintes urbaines ont un triple rôle : délimiter les villes, les défendre et témoigner de leur puissance. Dans le contexte de la paix romaine, peu d'enceintes sont construites en Gaule : la sécurité est assurée par une cohorte à Lyon et des légions positionnées le long du Rhin. Les villes pourvues d'une muraille sont peu nombreuses, dix-neuf avant le milieu du IIIe siècle, surtout dans le cadre d'une « remilitarisation symbolique » et à finalité de prestige. Ces édifices sont des « monuments publics au caractère ostentatoire » et symbolique. Les chefs-lieux ne sont pas dotés de murailles en majorité.
Avec l'assassinat d'Alexandre Sévère en 235 débute une crise qui dure jusqu'en 284. La crise a été politique, militaire, économique mais aussi une période d'insécurité du fait de pressions sur les frontières de l'Empire et de révoltes paysannes, outre une crise climatique et épidémique. Les crises entraînent de nombreuses transformations économiques et civiques. On constate dans ce contexte « une fragilisation de la vie urbaine », avec une réduction de la population.
Certains édifices publics sont désaffectés pour des raisons financières ou du fait de ces mutations.

#### Bas-Empire
À l'issue de la crise, une profonde réorganisation a lieu et se poursuit sous les règnes de Dioclétien et Constantin. Sont mises en place alors de profondes réformes administratives, économiques et politiques. Les provinces romaines sont divisées afin d'être plus facilement administrées. Cette réorganisation dure jusqu'aux IVe siècle-début Ve siècle selon Joseph Guilleux en 2000.

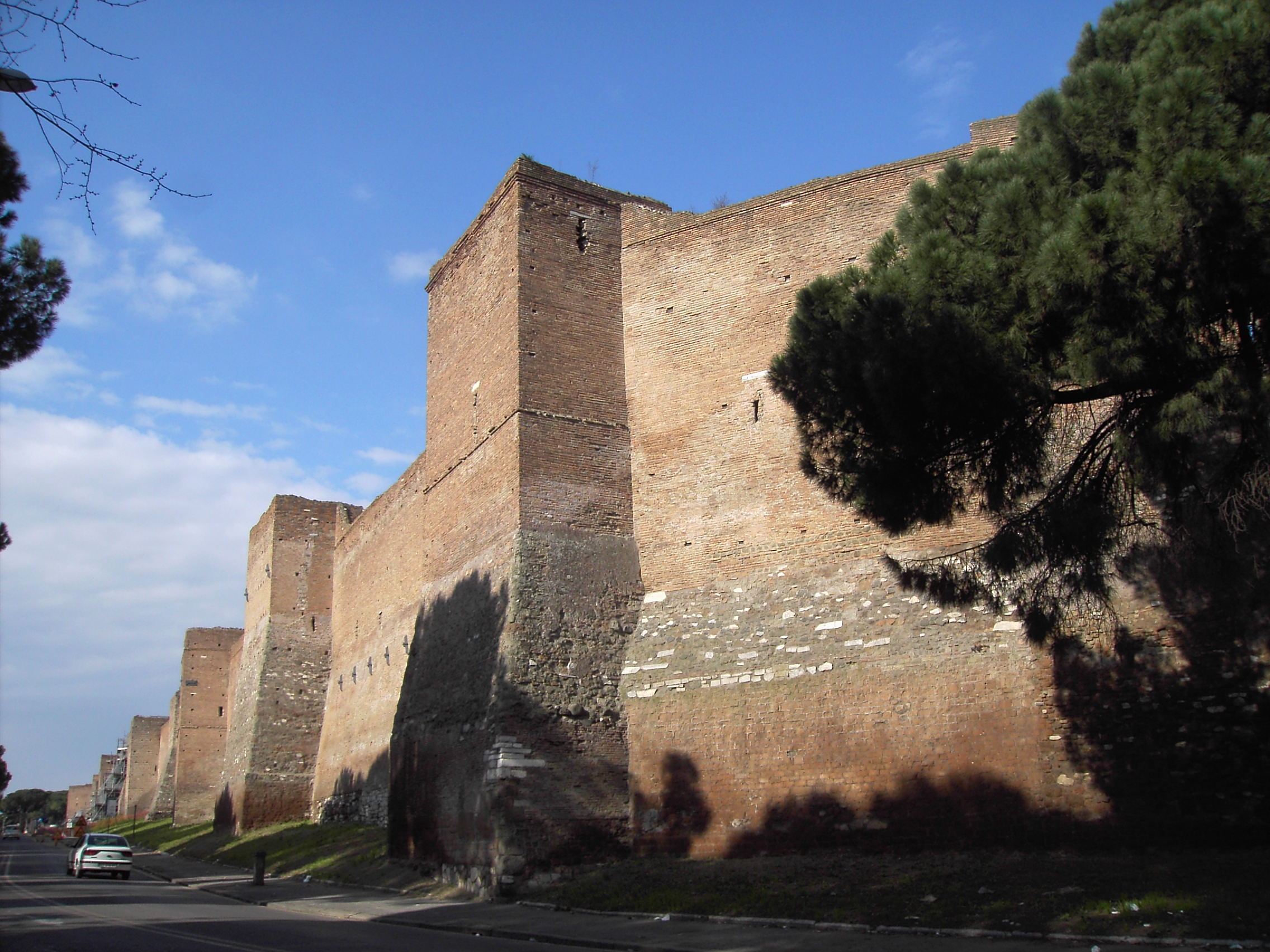
À Rome, mur d'Aurélien entre la porte San Sebastiano et la porte Aredatina.

Les enceintes tardives sont liées à un « nouveau contexte militaire, politique et administratif », avec notamment la réduction de la surface protégée par rapport à la surface antérieure des villes. La reprise en main se marque à Rome par la construction du mur d'Aurélien, long de 19 km. Les capitales de civitas en sont dotées, ainsi que d'autres sites au nouveau rôle administratif ou stratégique. Le mouvement débute dans le dernier quart du IIIe siècle.
Le dispositif militaire romain est alors renforcé, un système de villes fortifiées se constitue dans l'Empire et est « l'élément le plus remarquable de ce système ». La frontière du Rhin et du Danube est en particulier réorganisée, et les chefs-lieux de cités sont dotés d'enceintes, signes de « l'ordre retrouvé et [de] la puissance rénovée de Rome ».
La construction d'enceintes, très diverses tant pour les surfaces protégées que pour le caractère des constructions, dure jusqu'au Ve siècle. Au milieu du Ve siècle, la majeure partie des capitales et agglomérations secondaires possède des enceintes. Les constructions, réalisées sans doute avec l'autorisation de l'empereur, réutilisent des éléments monumentaux des constructions du Haut-Empire et sont une manifestation de prestige, même si les zones enceintes sont moindres que les superficies atteintes par les agglomérations.
Durant les IVe siècle et Ve siècle, les troubles alternent avec les périodes de calme, et au début du Ve siècle débutent de « véritables invasions »,.

### Contexte local

#### Site deVindunumet histoire jusqu'au Haut-Empire

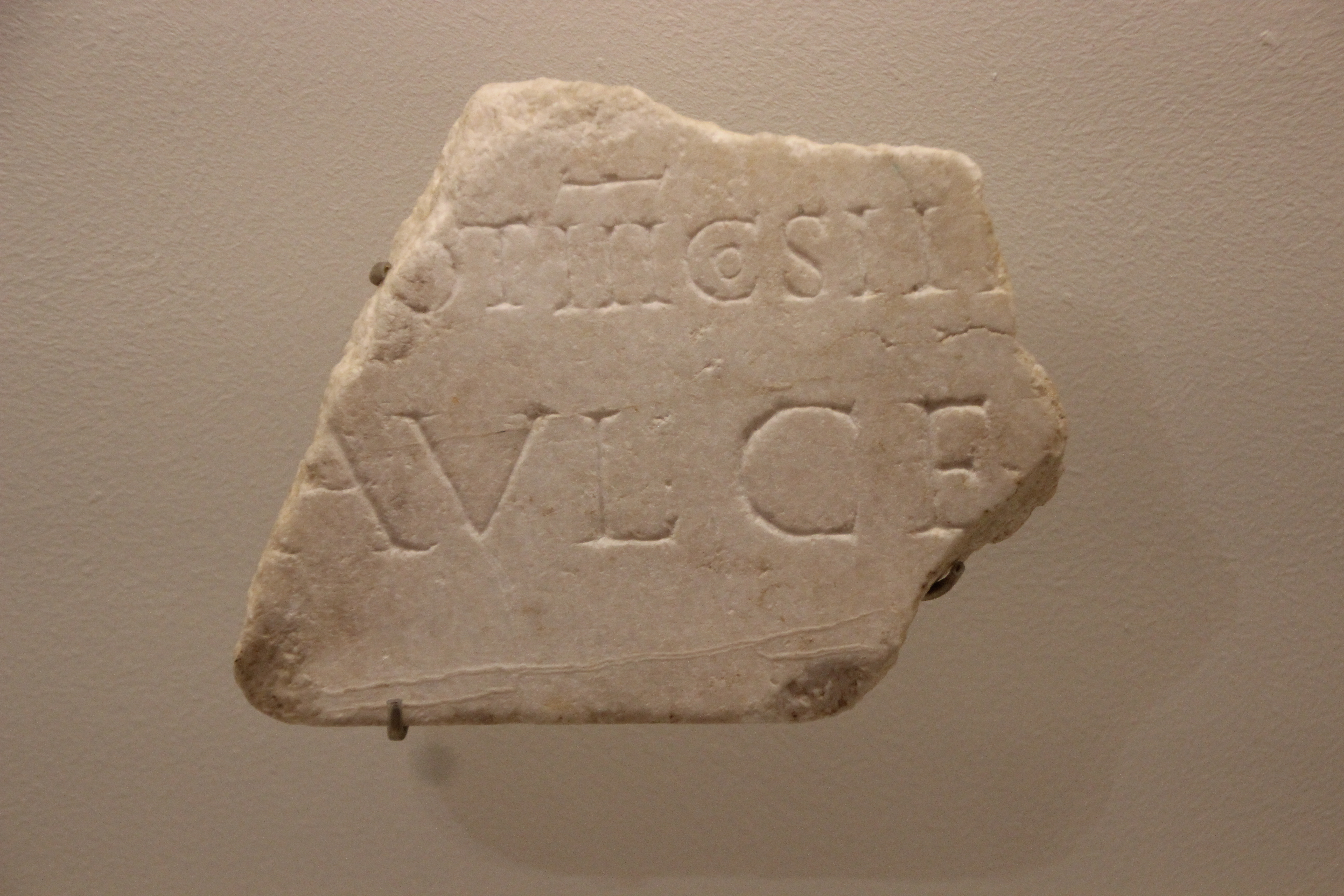
Fragment d'inscription datée des IIe siècle-IIIe siècle comportant une mention du peuple des Aulerques Cénomans.

La cité s'étend sur le site du type éperon barré du plateau de Sargé, entre la Sarthe et un affluent, l'Isaac. Le relief est marqué vers la Sarthe et plus doux à l'opposé,. Du côté de la Sarthe, le site de l'actuelle enceinte est protégé des crues même si la rivière ne possède alors pas de digues : la Sarthe peut protéger d'éventuels ennemis et être un atout économique.
Le site du Mans est occupé entre le VIIIe siècle av. J.-C. et le Ve siècle av. J.-C.. Le lieu est connu comme capitale des Aulerques Cénomans dès Ptolémée (Géographie, II, 8), mais la présence d'un oppidum sur le site n'est pas certaine, en dépit de la découverte en 2010 d'une occupation du milieu du Ier siècle av. J.-C. interprétée comme un sanctuaire des eaux, « petit ensemble isolé ».

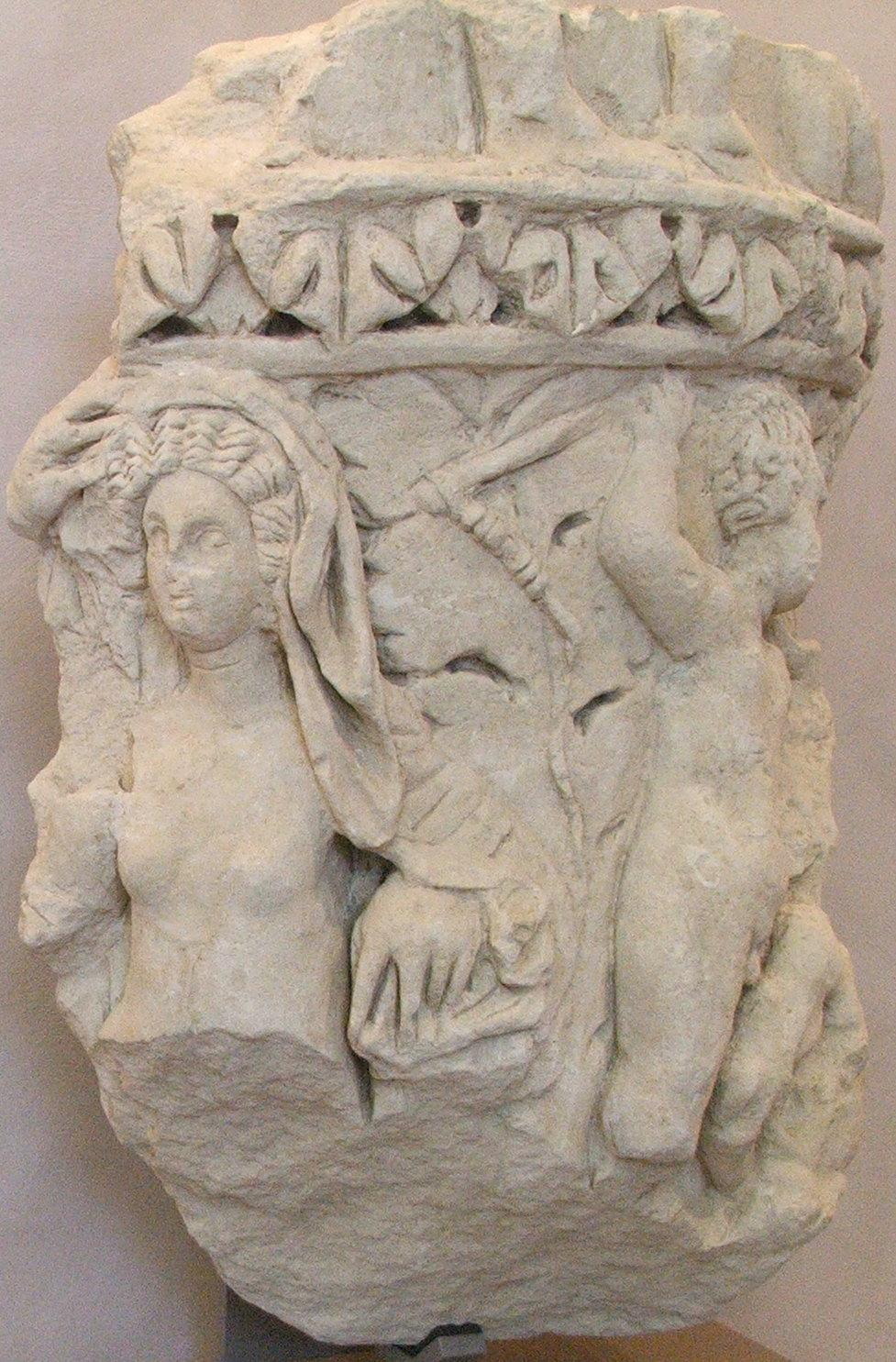
Tambour de colonnes du temple de Mars Mullo et conservé au Musée d'archéologie et d'histoire du Mans.

Après la conquête romaine, la ville est intégrée à la nouvelle organisation augustéenne de la Gaule lyonnaise. La connaissance de la ville du Haut-Empire est « délicate ». L'agglomération prend forme au début de l'ère commune. L'agglomération occupe environ 30 ha vers 50, et environ 40 ha à la fin du Ier siècle-début IIe siècle. Le site est modifié par l'installation de terrasses destinées à faciliter l'urbanisation.
La période de la plus grande vitalité de la ville va de la dynastie flavienne au IIIe siècle.
La romanisation à l’œuvre entraîne un changement de mode de vie et d'apparat urbain aux Ier siècle-IIe siècle, et certains habitants accèdent à la citoyenneté romaine dès le milieu du Ier siècle. La ville se dote d'institutions calquées sur le mode romain et un temple monumental à Mars Mullo, déjà présent à Allonnes, est construit à la fin du Ier siècle. La ville possède alors la parure monumentale destinée à marquer son rôle politique, religieux et de loisirs ; en outre elle est peut-être équipée d'un port fluvial.
La superficie de la ville est de 70 ha à 80 ha selon Joseph Guilleux au IIe siècle, même si les synthèses récentes évoquent 60 ha vers 200.

#### Contraction de la ville et histoire au Bas-Empire

##### Crise

Carte de l'Empire romain en 271.

La ville change de nom dès le IIIe siècle, passant de Vindinum à Civitas Cenomannorum,. Elle appartient à l'empire des Gaules (260-274) pendant la période de troubles.

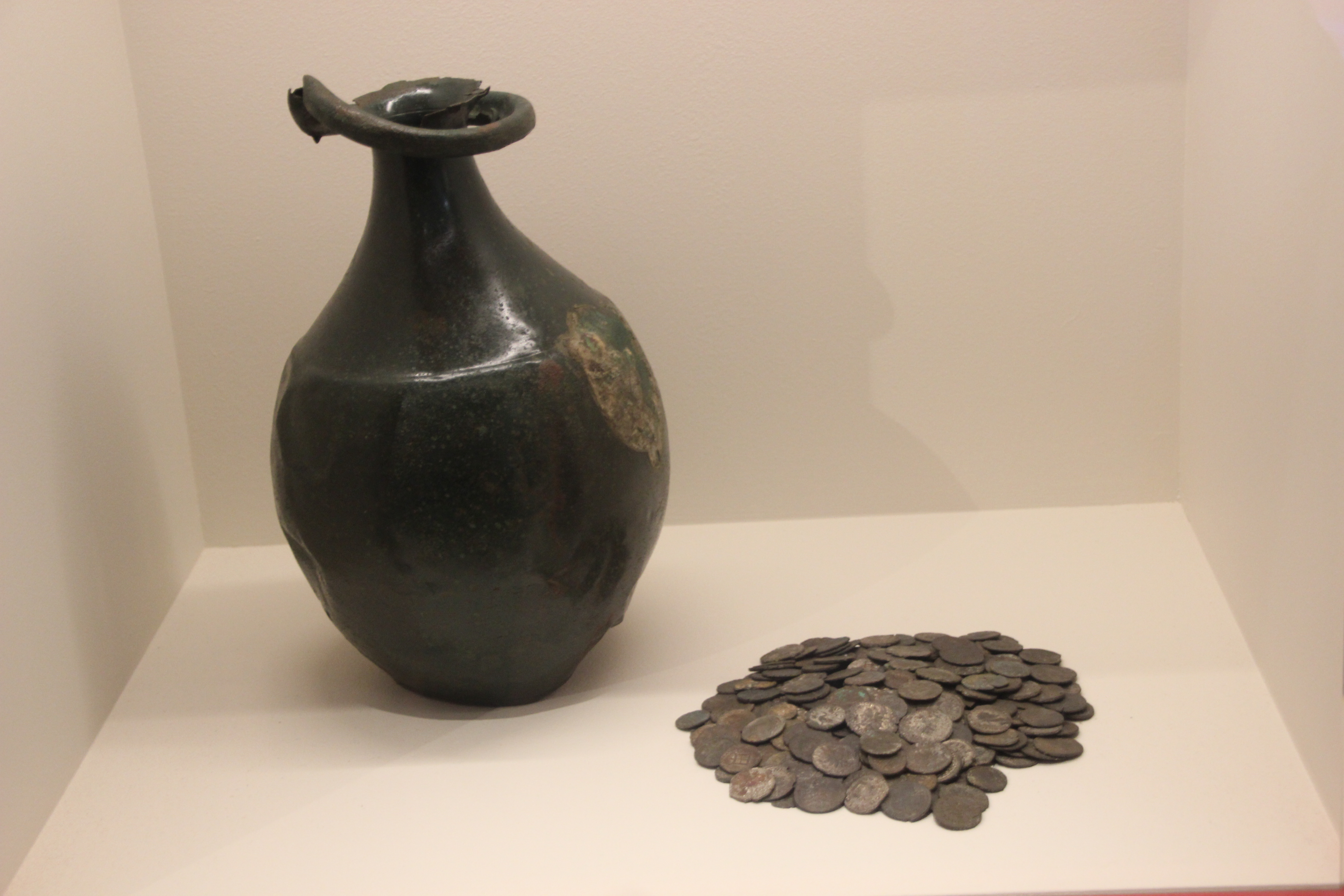
Présentation d'une cruche et de monnaies du dépôt monétaire dit trésor d'Allonnes, daté de 275.

L'extension de la ville s'arrête au début du IIIe siècle. La superficie est de 45 ha au milieu du IIIe siècle, et encore d'une trentaine d'hectares à la fin du siècle,. Les secteurs abandonnés de la ville alternent avec d'autres sites toujours occupés, ainsi l'édifice de spectacles ou une taverne. La période 270-280 connaît un retrait important des espaces occupés par l'habitat, hormis ceux situés à proximité de la Sarthe, et la fin des activités artisanales. Les secteurs inoccupés sont en ruines ou retournent à l'agriculture.

##### Construction de l'enceinte
L'édification de l'enceinte romaine du Mans répond à la nécessité de protéger la ville. La question se pose du rôle militaire de la ville et de l'enceinte, « partie d'un ensemble » plus vaste ou système autonome. L'enceinte du Mans est intégrée à un groupe d'édifices destinés à protéger les axes routiers. Une garnison était peut-être présente. Il s'agit également par cet édifice d'affirmer la puissance et la richesse de la ville.
L'enceinte a longtemps été datée comme remontant au règne de Dioclétien, entre 270 et 310. La thèse de Joseph Guilleux avançait une datation autour de 285 en raison des analyses archéométriques de briques, qui ont été réétudiées. Les dernières estimations de l'Inrap, en 2018-2019, l'établissent plutôt entre 320 et 360,, au moins sa partie orientale,.
La décision de bâtir une enceinte est datée de la fin du IIIe siècle et du début du IVe siècle, mais ce qui peut être dit sur la préparation n'est que supposition. Les données archéologiques plaident pour une construction de qualité planifiée et réalisée en dehors de l'urgence,.
Cette décision est prise par les autorités locales mais avec l'accord de l'autorité impériale. L'enceinte a aussi pour rôle de marquer le rétablissement de l'Empire après la période de troubles. Il a été nécessaire de mobiliser de la main-d’œuvre mais aussi des ressources financières, peut-être tout à la fois issues d'un évergétisme local et d'un impôt exceptionnel ou d'une exemption impériale, voire du reversement de taxes et impôts. L'évergétisme n'était plus de mise sur le territoire des Gaules depuis le IIIe siècle.
Selon Joseph Guilleux, l'enceinte permet à la ville de maintenir sa « tradition de domination » sur un territoire. La construction est l'occasion de réaffirmer le statut du chef-lieu et la place des élites locales.

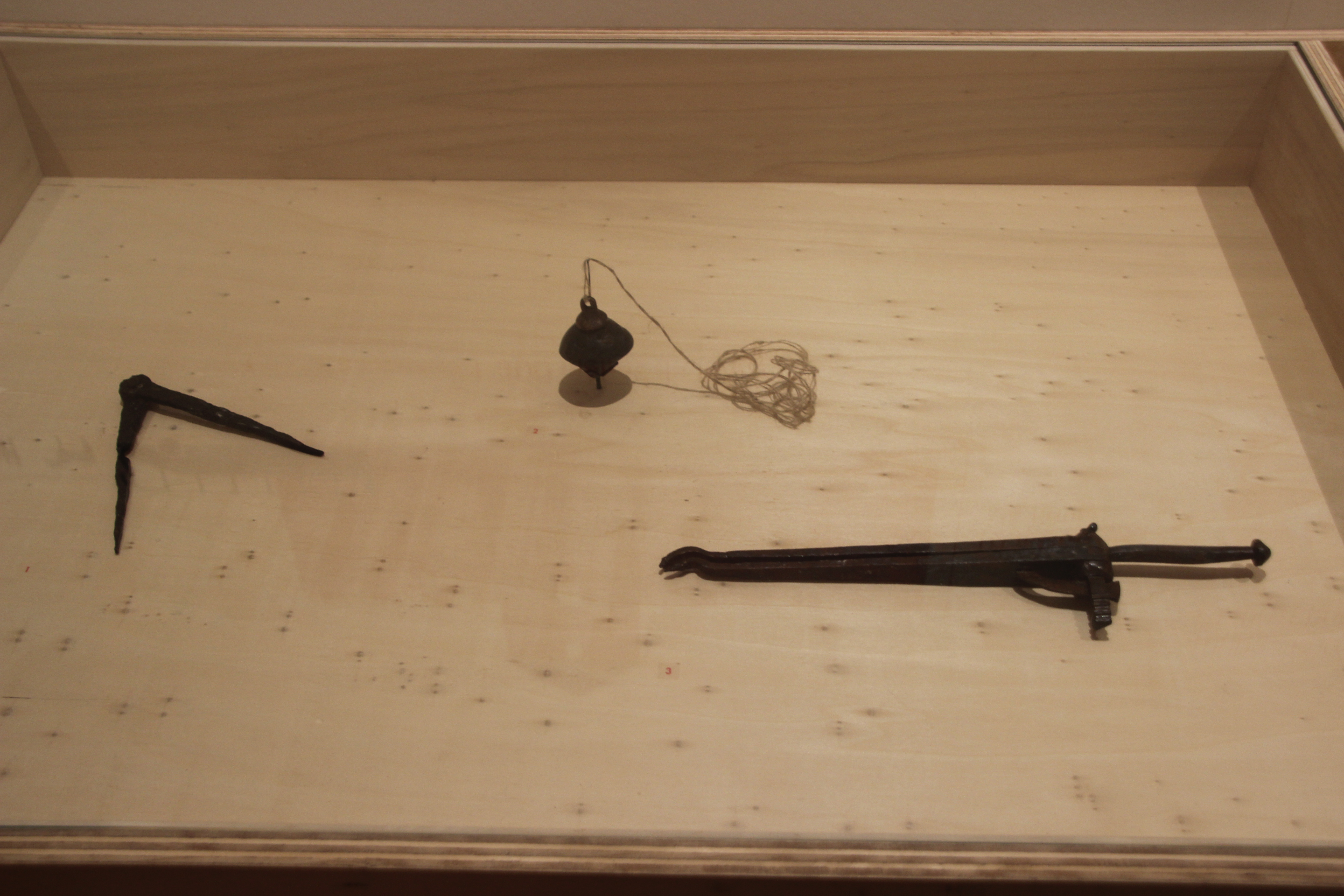
Présentation de trois outils, dont un compas, nécessaires à la réalisation de l'enceinte et exposés en 2022-2023 au musée archéologique du Mans.

Le plan est établi par un architecte ou ingénieur, « spécialiste de l'architecture militaire », appartenant à l'armée ou fonctionnaire impérial. Le plan a prévu les portes et poternes nécessaires et a pris en compte le réseau viaire ainsi que les nécessités d'aménagements telles que les systèmes d'évacuation d'eaux usées et de pluie. Le centre civique a sans doute été intégré dans l'enceinte.
La construction a duré au minimum de trois à cinq ans avec au moins 200 maçons, jusqu'à vingt-cinq à trente ans si l'effectif employé était moindre. Joseph Guilleux donnait au chantier une durée d'une dizaine d'années. À titre de comparaison, l'enceinte d'Aurélien à Rome a été bâtie en cinq à dix ans. Le chantier a permis de relancer l'économie locale, avec la mobilisation de tous les corps de métiers. La main-d’œuvre était peut-être composée à la fois de militaires et de locaux astreints à des corvées.
Certains quartiers de la ville, des édifices publics et privés ont été détruits afin de permettre la construction et la mise en œuvre du chantier. Les arasements, d'une surface estimée entre 4 ha et 13 ha, ont pu avoir lieu « sur plusieurs dizaines de mètres ».

##### Mutations urbaines et fin de l'Empire

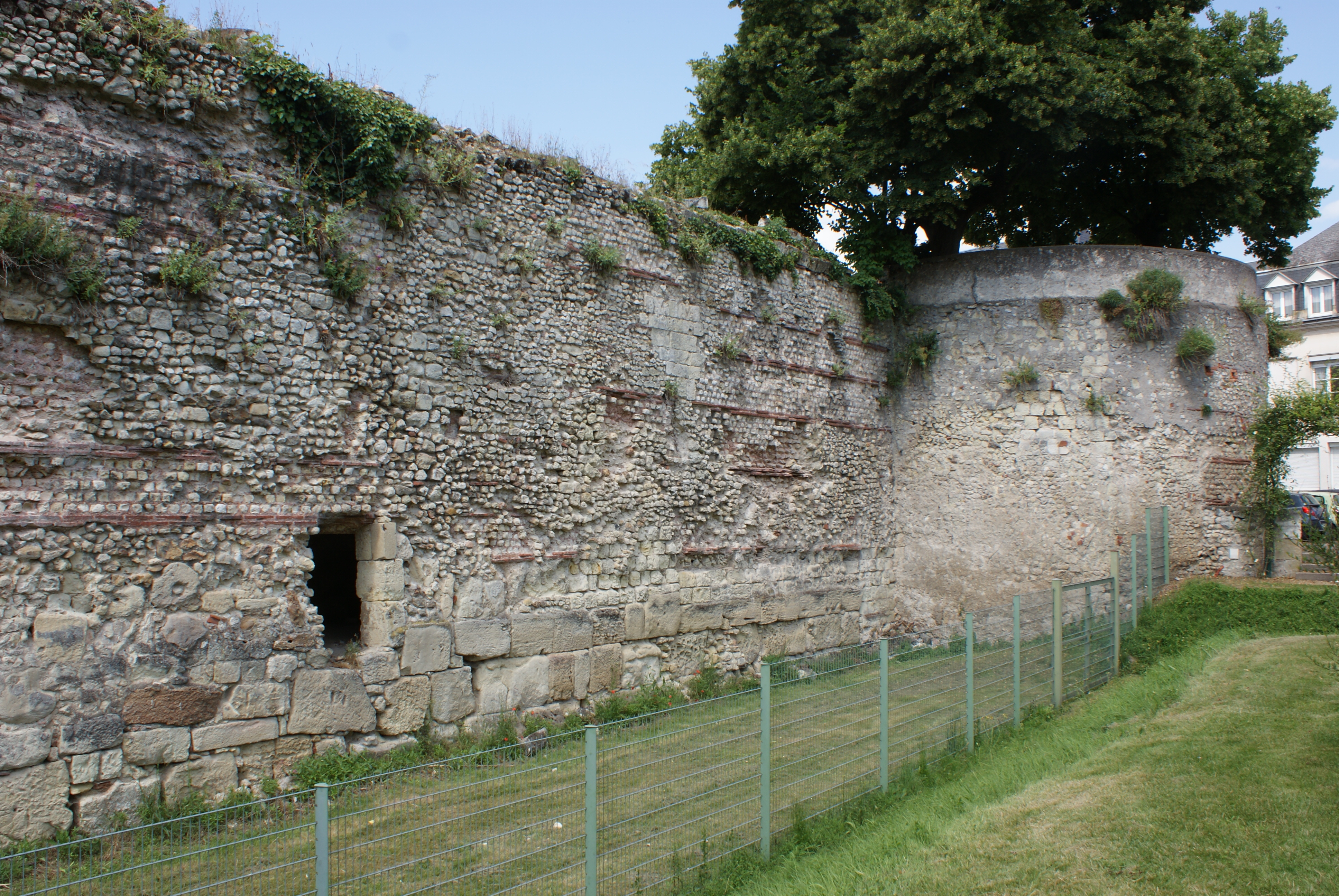
Angle sud-est de l'enceinte romaine de Tours et tour dite du Petit Cupidon.

L'enceinte enserre une superficie de 8,5 ha et la ville couvre au maximum 10 ha au IVe siècle, soit une superficie comparable aux nouvelles villes fortifiées, Angers et Tours, capitale provinciale (9 ha)  ; la majeure partie de la ville des IVe et Ve siècles est alors protégée. Une partie de la ville en est cependant exclue. L'enceinte exclut les thermes dits de l'école Claude-Chappe réutilisés comme habitat en dépit d'une destruction partielle et une fontaine monumentale. Le réseau viaire se simplifie.
L'intérieur de la cité est mal connu au plan archéologique du fait du statut de secteur sauvegardé à partir de 1966, tout comme l'histoire des quartiers situés hors de l'enceinte. De rares investigations archéologiques ont pu avoir lieu, ainsi qu'un réexamen des résultats de fouilles du XIXe siècle. Les chercheurs évoquent un « maintien vraisemblable de la voirie à l'époque médiévale ». Le tracé des rues évoque un urbanisme régulier peut-être hérité du Haut-Empire.
Les archéologues supposent que des espaces privés s'installent dans d'anciens édifices ; les nouvelles constructions sont faites en terre, bois et autres éléments végétaux. L'inhumation remplace l'incinération et les nécropoles restent extérieures à la ville du IIIe au VIe siècle voire au Xe siècle. De petites nécropoles sont destinées à accueillir des populations modestes, une nécropole plus vaste étant située sur la rive droite de la Sarthe.
Les matériaux de certains monuments publics hors de l'enceinte sont utilisés pour construire l'enceinte, et peu de lieux d'occupation résiduelle sont connus si ce n'est une domus dans le secteur de la place des Halles occupée jusqu'au milieu du IVe siècle. Les rives de la Sarthe sont occupées par des activités artisanales et commerciales.
Le forum est peut-être entretenu jusqu'à la fin du IVe siècle-début du Ve siècle, la curie permettant la vie administrative et économique. Les sanctuaires civiques et publics sont abandonnés à partir de la fin du IIIe siècle, le sanctuaire de Mars Mullo est fermé vers 330-340.

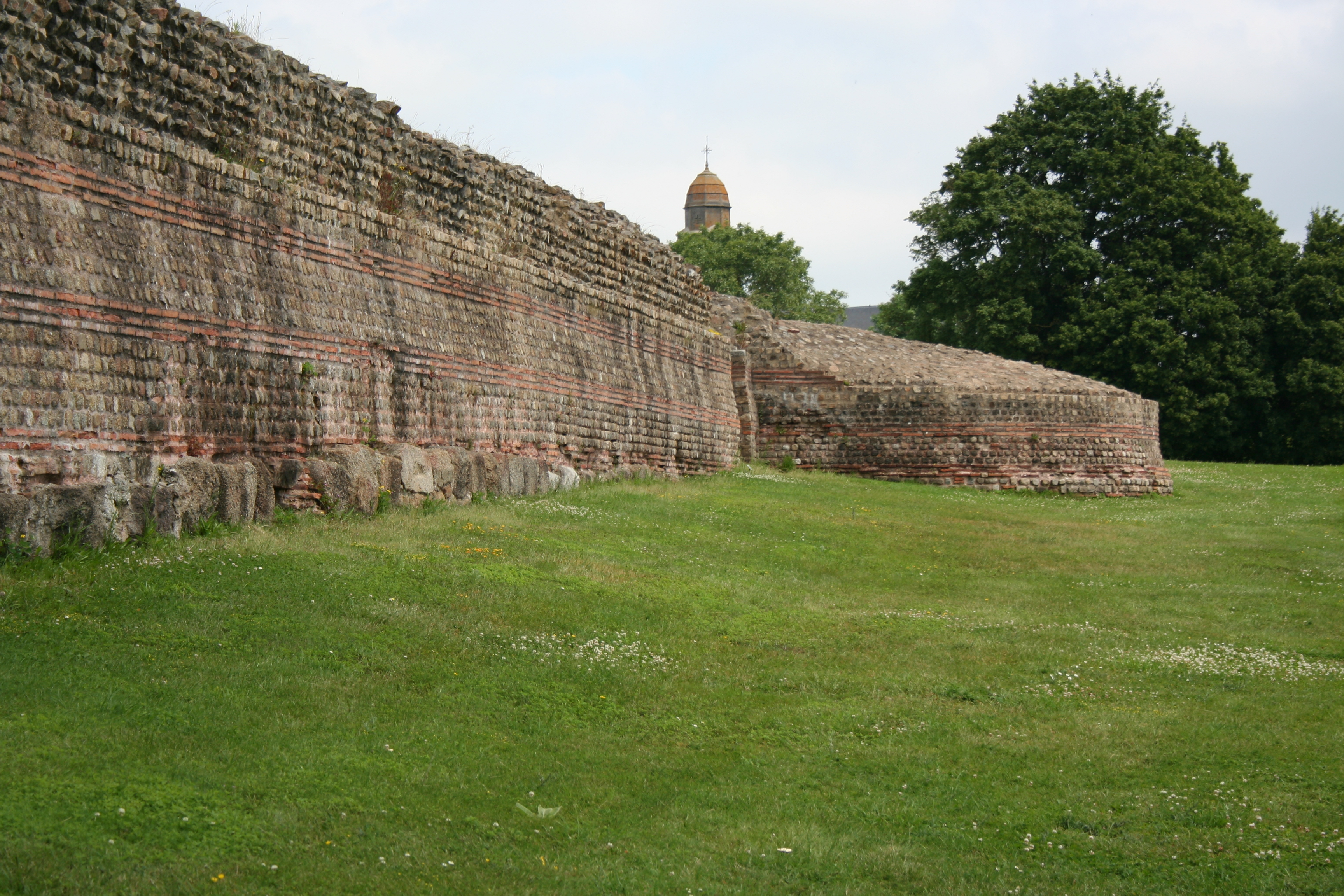
Mur extérieur de la forteresse de Jublains.

Le Mans est rattaché à la province de Lyonnaise seconde puis Lyonnaise troisième au IVe siècle sous le règne de Constantin. Dans la première moitié du Ve siècle, le territoire des Aulerques Diablintes passe sous le contrôle du Mans, Jublains perdant son statut de capitale.

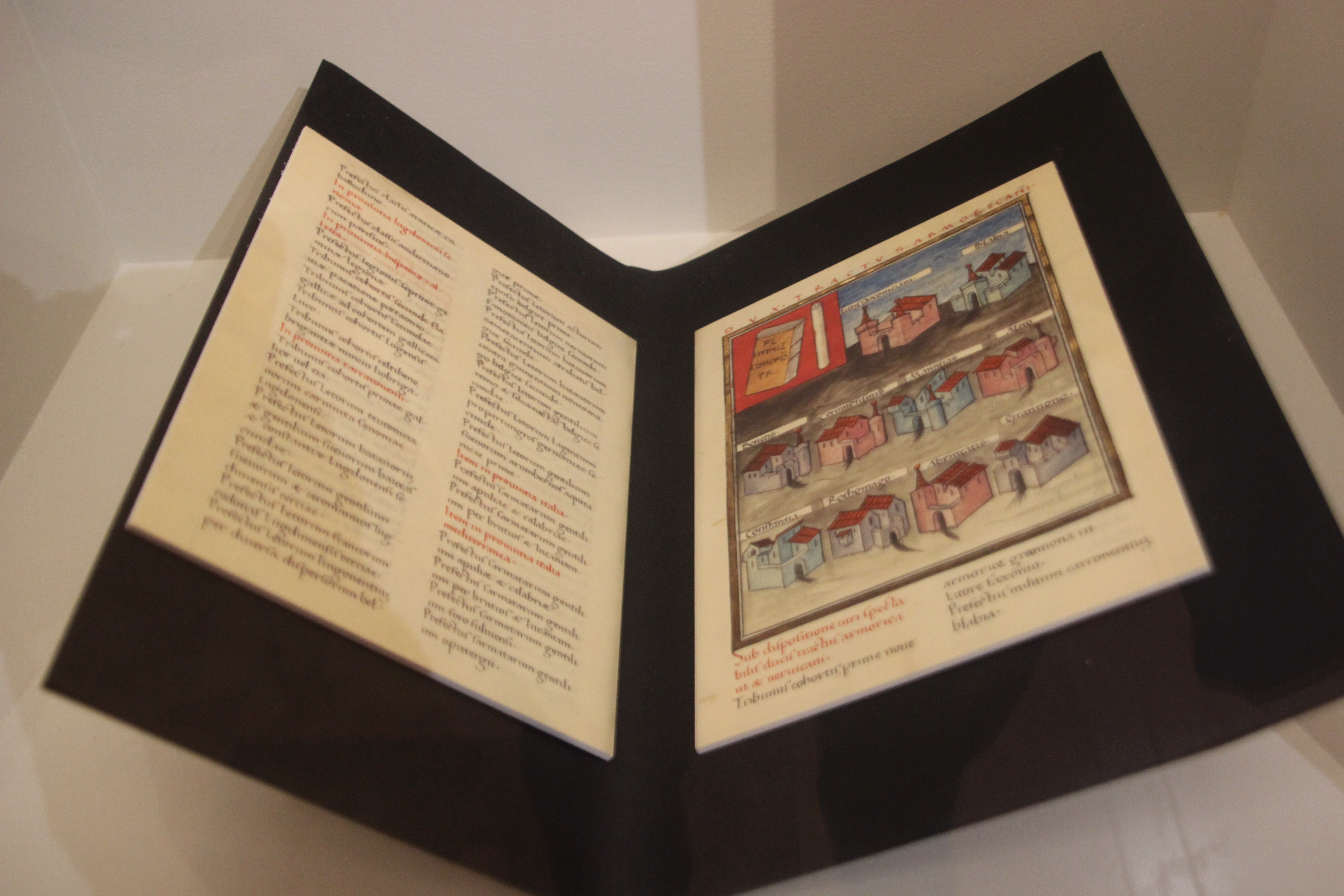
Fac-similé de la Notitia Dignitatum exposée au musée archéologique du Mans durant l'exposition Au pied du mur.

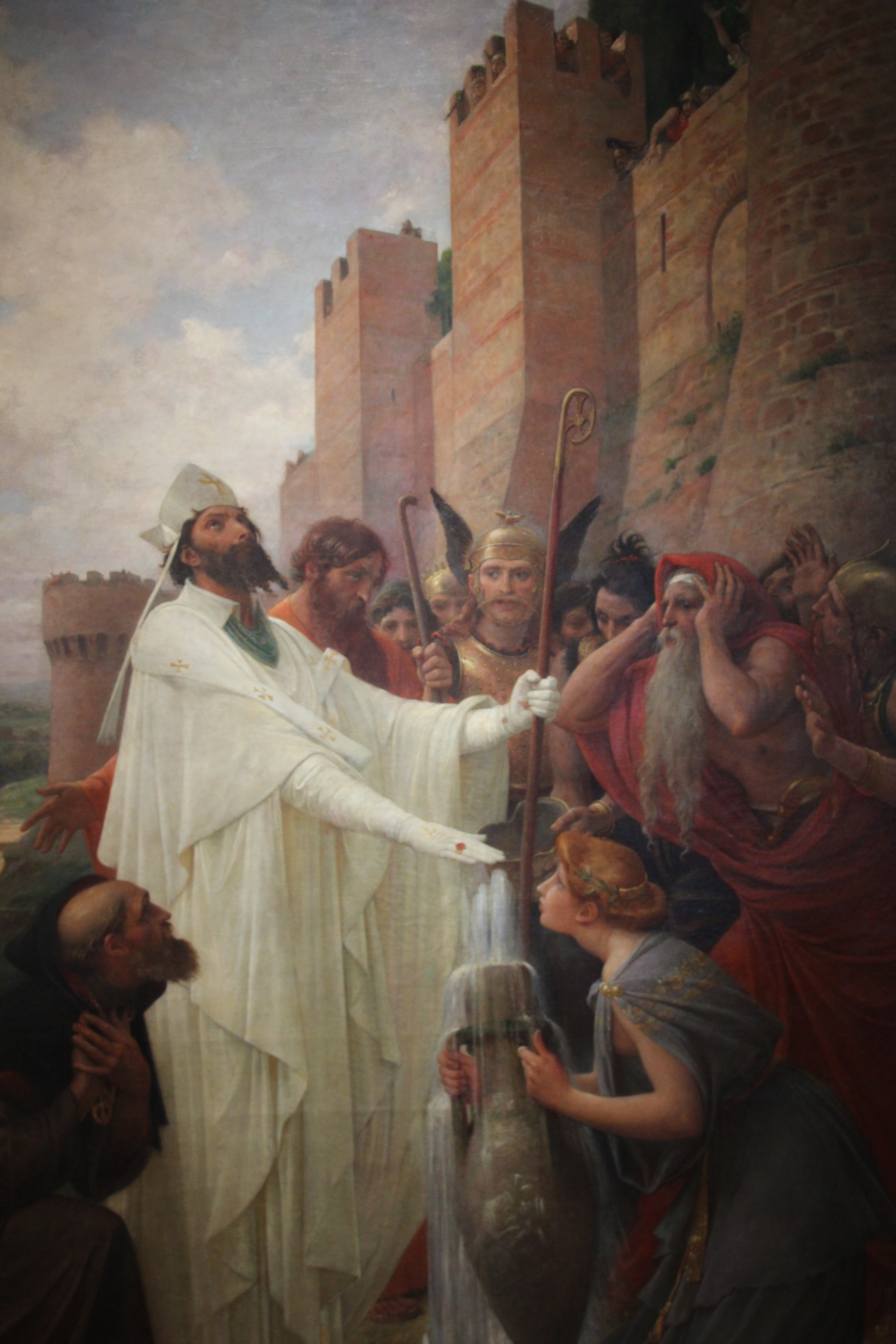
Saint Julien faisant jaillir la fontaine, tableau par Lionel Royer, présenté dans l'exposition Au pied du mur. L’évêque du Mans est au premier plan. Noter à l'arrière-plan la représentation d'une muraille, qui se veut sans doute celle de la ville antique.

La Notitia Dignitatum de la fin du IVe siècle début du Ve siècle évoque un préfet chargé des « lètes gentiles Suèves ». La population est alors composée selon certains auteurs aux IVe siècle et au début Ve siècle de civils et de militaires chargés de la sécurité et de garantir les rentrées fiscales. Pour d'autres auteurs, la présence de militaires était ponctuelle, liée à des opérations.
La ville abrite sans doute un groupe épiscopal dans la seconde moitié du Ve siècle au moment de l'épiscopat de Victeur, peut-être à l'emplacement de la cathédrale et contre l'enceinte, du fait d'« un manque de place disponible ailleurs ». L'évêque prend la suite des représentants de l'empereur. Le rôle défensif de l'enceinte du Mans n'est pas avéré dans le contexte des invasions du Ve siècle, et à la fin du siècle la ville appartient au royaume franc.
L'enceinte transforme la ville « pour des siècles ». Elle est un symbole des transformations de la ville à la fin de l'Antiquité. Le terme de civitas cesse de qualifier le territoire pour qualifier la ville close.

## Description

Plan de l'enceinte gallo-romaine :
section observée
section attestée
section restituée
restitution J. Guilleux

### Description générale

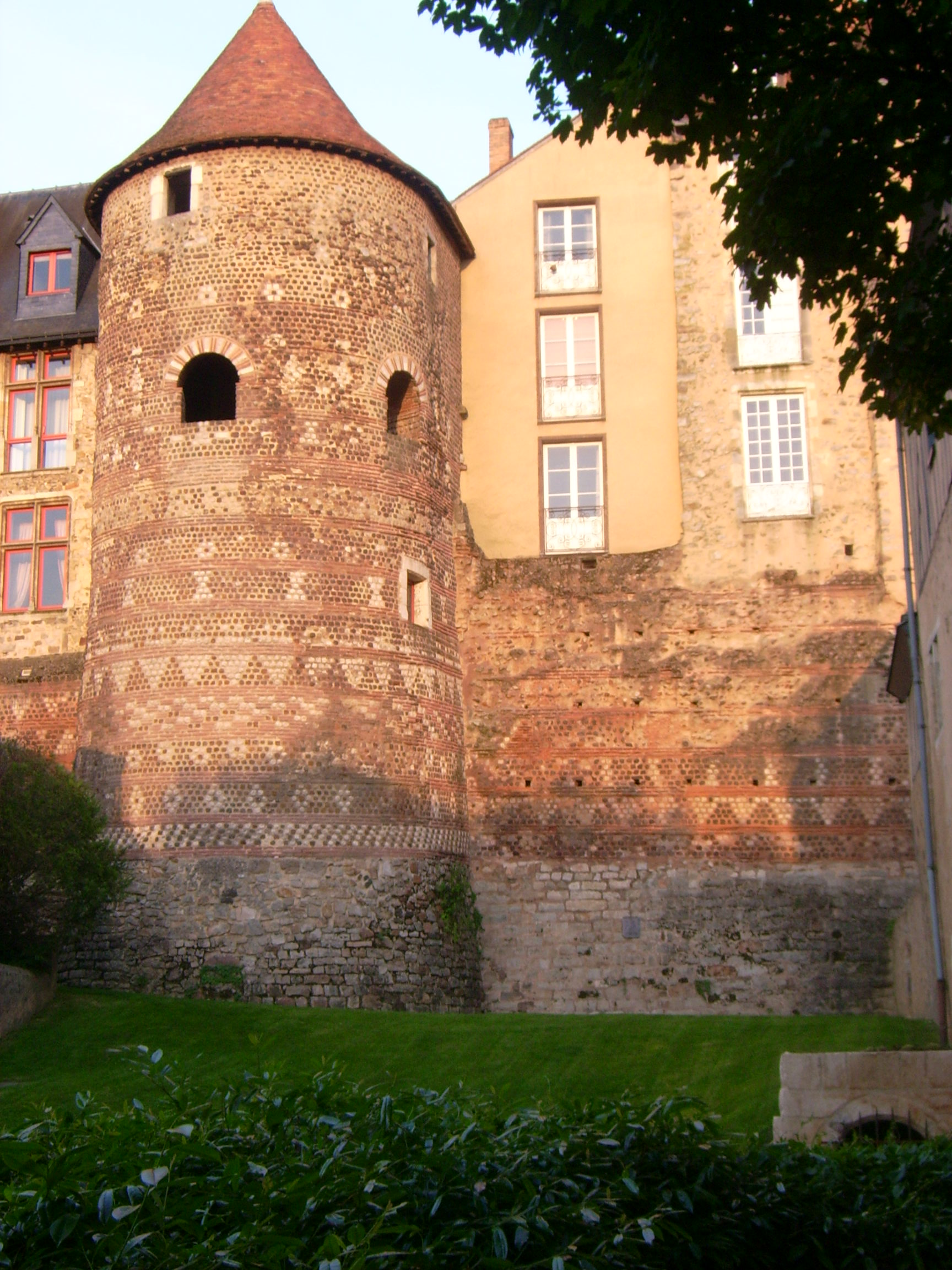
Détail de l'enceinte avec la Tour du Vivier.

L'enceinte du Mans entoure « l'essentiel de la ville » de l'Antiquité tardive. La localisation en hauteur témoigne du rôle militaire tout en intégrant le forum du Haut-Empire.
Elle formait à l'origine un rectangle approximatif de 450 m sur 200 m, le long de la Sarthe. La longueur est ailleurs notée 490 m et large de 185 m au nord à 115 m au sud.
L'enceinte possède deux grands côtés et deux petits côtés qui ne sont ni totalement droits ni totalement parallèles, cela s'explique par l'adaptation au terrain et le rebord du plateau. Le côté nord-est est le plus fragile de l'enceinte car le plateau le surplombe. La muraille est orientée sud-ouest nord-est.
Au sud-est, l'enceinte se resserre du fait de la topographie du site et aussi de la présence du complexe public, peut-être le forum. Le côté sud est « en partie incertain ». La superficie ne peut être donnée précisément du fait d'incertitudes signalées par Joseph Guilleux en 2000.

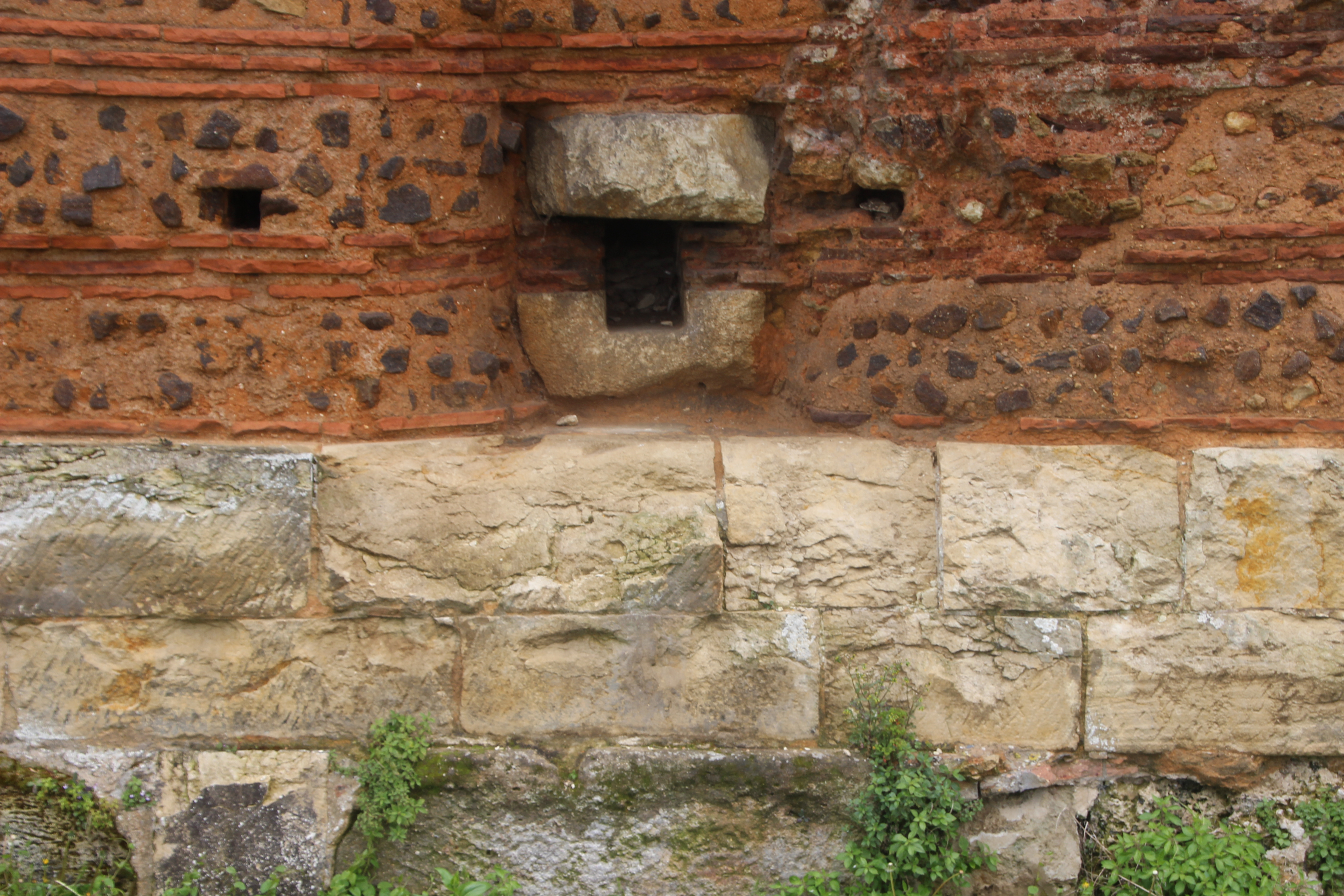
Sortie d'eau entre la tour Madeleine et la tour Hueau.

L'enceinte prend en compte l'alimentation en eau et l'évacuation des eaux usées. Deux aqueducs alimentent la ville romaine, mais leur tracé à proximité de l'enceinte est méconnu. Une autre alimentation par une conduite en plomb, dite de Saint-Alric, a été identifiée au XVIe siècle ; elle est longue de 1 600 m. Six sorties d'eau ont été mises en évidence par Joseph Guilleux, dont une entre la tour Madeleine et celle des Pans-de-Gorron ; elles permettaient l'évacuation des eaux pluviales et des égouts.
Atteignant parfois une épaisseur de 4 m à sa base (enceinte dite « lourde » selon Louis Maurin), la muraille ceinturait entièrement la vieille cité sur 1 300 m, ayant compris 39 tours fortifiées visibles, attestées par la documentation ancienne ou récente, ou restituables sur le tracé. Joseph Guilleux évoque un nombre de tours allant de 40 à 46 voire un effectif théorique allant de 42 à 48. Les travaux les plus récents évoquent de façon plus prudente une quarantaine de tours.
Les tours sont situées en saillie par rapport à la courtine tous les 20 m à 40 m. Dix-neuf tours sont conservées « dans des états de conservation très variables », dix sont observées par les archéologues et diverses sources, et dix restituables sur les faces moins connues du sud-est,.
La courtine, large d'environ 4,50 m, était haute d'environ 10 m. Un glacis protégeait la courtine.
Six poternes sont identifiées, dont quatre sont visibles, ainsi que trois portes, dont la porte Saint-Martin conservée sous une maison médiévale.
De cet ensemble, il subsiste la totalité du tracé en sous-sol et une bonne partie visible du mur d'enceinte, avec onze tours et trois poternes, essentiellement sur la façade ouest longeant la Sarthe. D'autres poternes existent, comprises dans les habitations.

### Mode de construction

#### Organisation du chantier

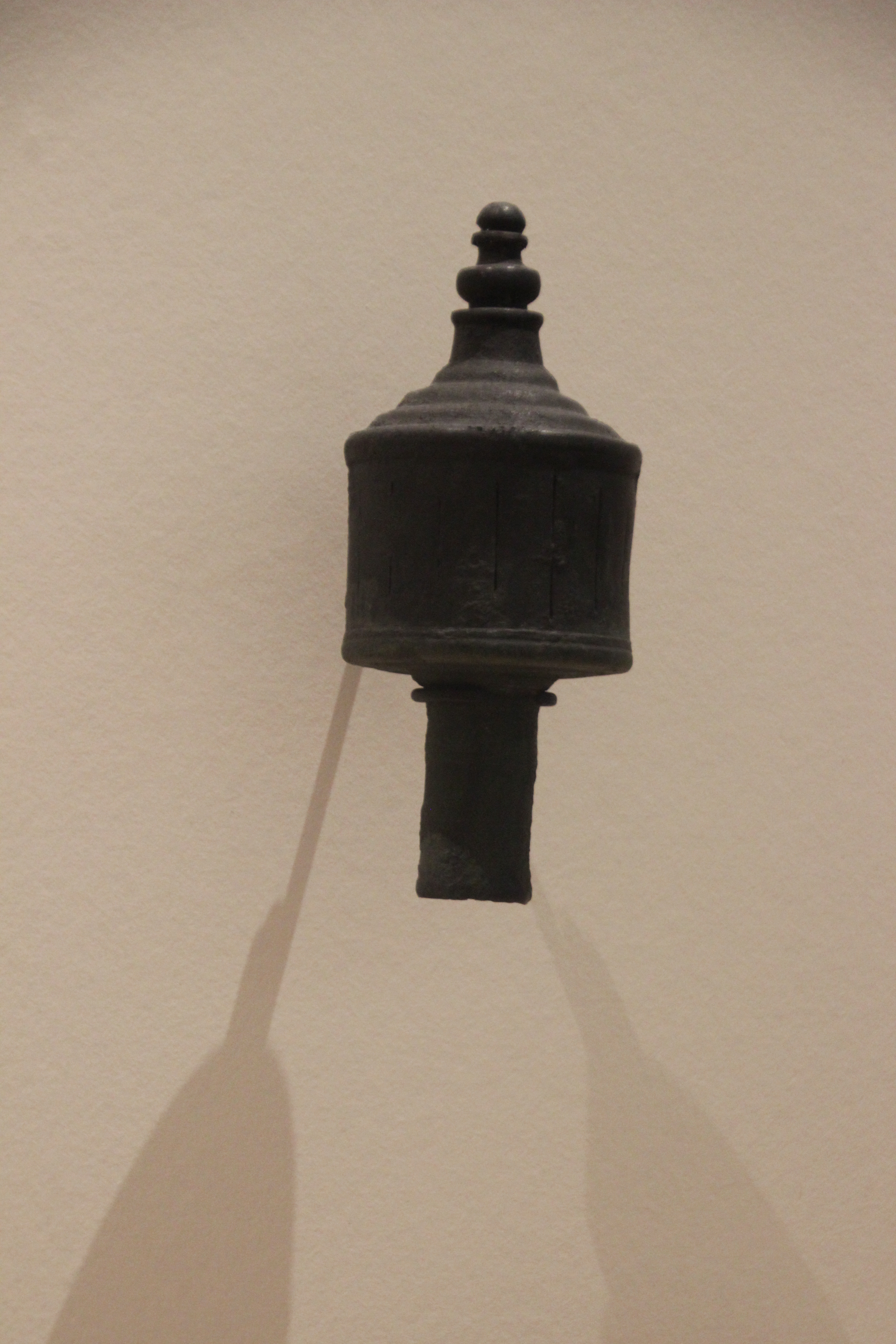
Instrument de mesure d'un arpenteur romain présenté au musée archéologique du Mans lors de l'exposition Au pied du mur en 2022-2023.

Le projet a été conçu par un spécialiste d'architecture militaire membre de l'armée ou de l'administration impériale. Des géomètres se sont occupés du tracé au sol des courtines, des portes et poternes en tenant compte de la topographie du site. Les évacuations d'eaux usées et pluviales sont également prévues. Des destructions d'édifices publics et privés, avec expropriation, ont été également des préalables. La superficie de la ville détruite a été estimée de 4 ha à 12 ha et a été évaluée de 10 à 15 % de la ville du Haut-Empire. L'espace détruit a été arasé. Du fait de la présence de sources en différents endroits, dont la fontaine Saint-Anne non loin de la tour d'Oigny, il a fallu drainer le terrain.
Une rue permettait peut-être de faire le tour de l'enceinte à l'intérieur de l'enceinte sur une largeur de 5 m à 6 m. Un seul mur perpendiculaire à la courtine et datable du Haut-Empire est conservé dans les caves de l'hôtel de ville. Un autre mur antérieur est réutilisé près de l'angle nord-ouest. Du côté extérieur, un glacis de plusieurs dizaines de mètres a été mis en place, occasionnant des destructions. Entre la tour des Pans-de-Gorron et la tour du Tunnel, le glacis a été identifié comme large de 45 m. Sur les côtés sud et nord, il était de 20 m à 60 m voire 80 m. Ce glacis est attesté archéologiquement. Un fossé est pour sa part attesté sur trois côtés pour l'époque médiévale.

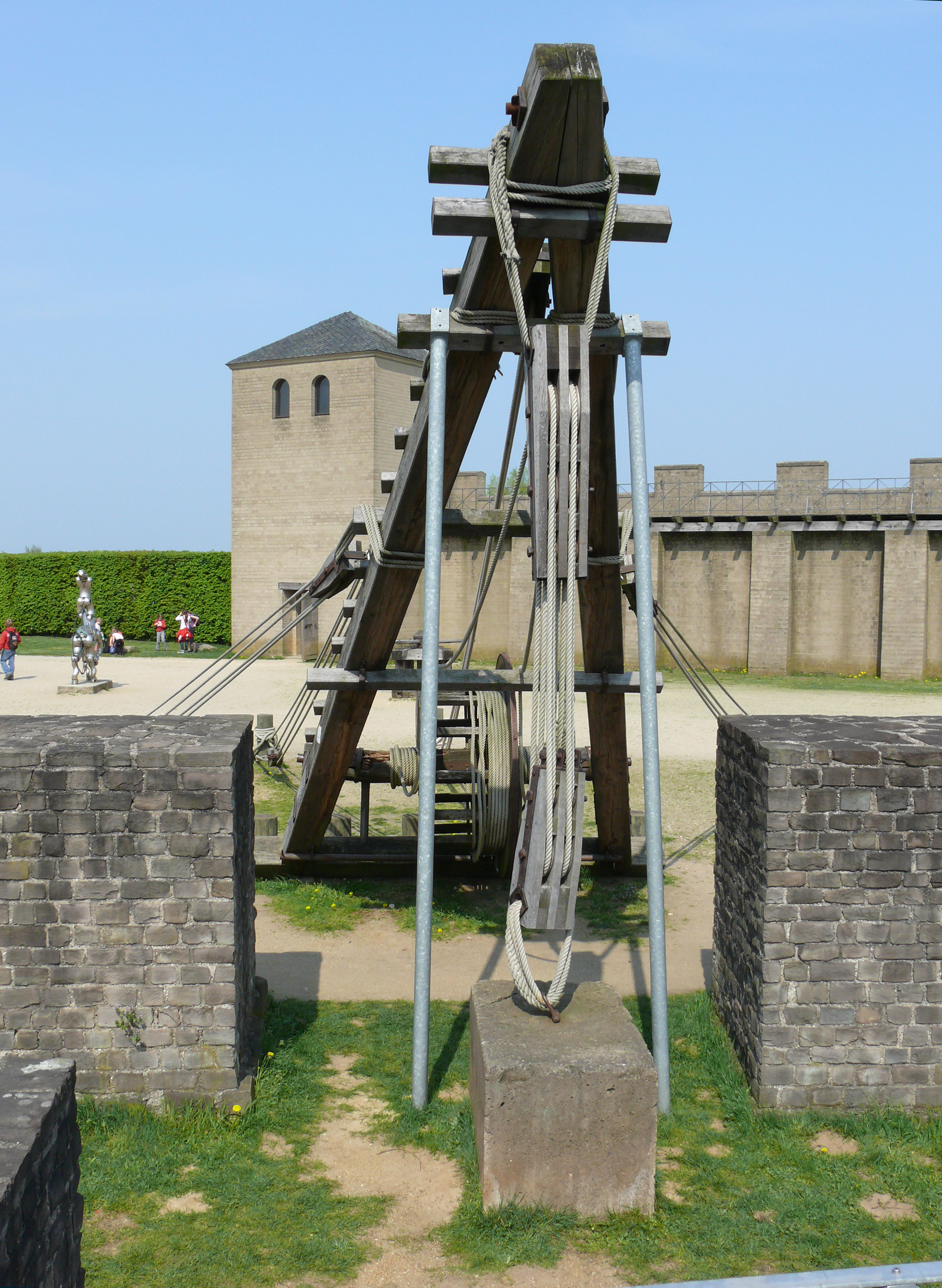
Reconstitution d'une grue romaine au parc archéologique de Xanten.

Une tranchée large d'environ 5 m et profonde de 0,70 m à 1 m a été creusée,. Les bâtisseurs ont recherché le sol compact. La construction a parfois été confortée par des pieux. Les bâtisseurs ont ensuite déposé des cailloux, des blocs divers et du mortier. La fondation n'est pas très haute, avec un « faible ressaut ». Les blocs de fondation ont été placés au-dessus, en particulier issus des réemplois. Les faces des blocs de réemploi sont lisses afin d'avoir des joints de qualité. Il n'y a pas de gabarit standard pour les blocs du soubassement. Des machines de levage comme les chèvres ont été nécessaires, certains éléments pesant plus d'une tonne, et des blocs de réemploi conservent des traces dues à l'emploi de ces machines. La manière de placer les blocs de fondation varie avec un plus ou moins grand souci de régularité, témoignant peut-être de la présence de plusieurs équipes.

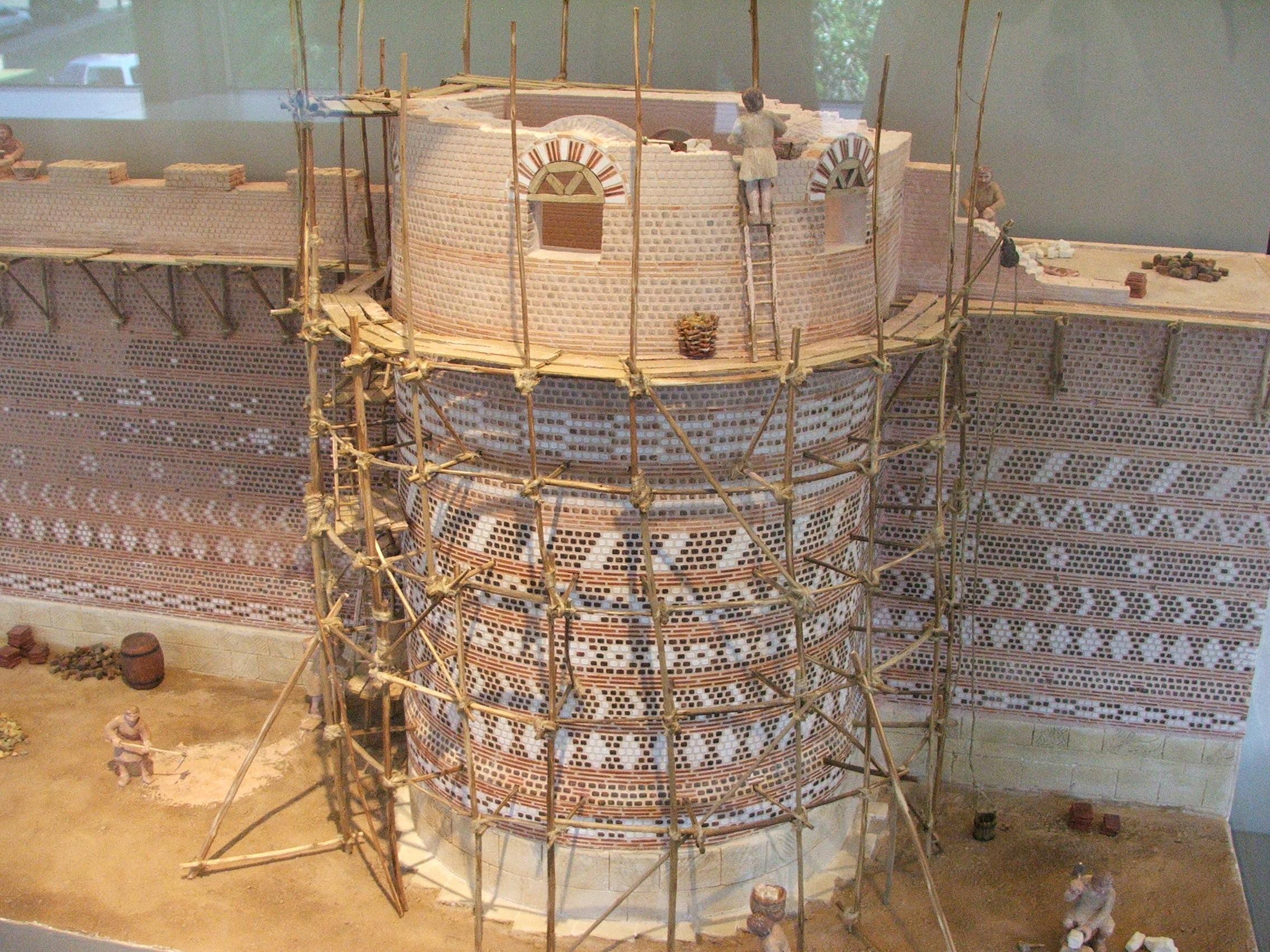
Maquette de la construction de la muraille au musée archéologique du Maine.

Pour le montage des murs, les constructeurs ont utilisé des échafaudages, dont subsistent des trous de boulin. Ces échafaudages étaient présents sur les deux faces de l'enceinte. Les boulins, larges de 10 à 11 cm et hauts de 11 à 12 cm ne traversent pas le mur et sont davantage présents sur la face externe pour les nécessités de circulation et d'approvisionnement du chantier. Les trous étaient terminés de manière circulaire, ce qui fait dire à Joseph Guilleux que les bâtisseurs ont utilisé des branches. Ces trous n'ont pas été rebouchés après le chantier. Un trou d'une perche d'un échafaudage a été trouvé à 0,50 m sous la chapelle Saint-Joseph. Ces perches mesuraient 8 à 10 m de longueur.
Plusieurs équipes intervenaient de façon simultanée sur différentes tranches. Les équipes ont dû obéir à un schéma général, mais elles ont eu des libertés pour les détails. Les diverses tranches du chantier sont visibles sur une à trois assises. Le blocage interne et les parements (larges de 0,60 m à 0,70 m) étaient réalisés simultanément sans coffrages. À Jublains ou pour l'enceinte de Tours, un coffrage a été utilisé. Le mortier du côté interne mesure 0,30 m. Les joints côté extérieur de la muraille sont « tirés au fer » ; du côté interne, les joints sont réalisés avec un moindre soin. Les joints tirés au fer permettent la pénétration du mortier dans le joint et apportent également un aspect esthétique. La face interne, souvent en moellons de grès roussard, n'est pas ornée, ou alors le rejointement y a été réalisé avec un moindre soin.
Le chantier de la courtine a été réalisé par sections de 3 m à 8 m, avec des matériaux différents et des équipes particulières,, jusqu'à une hauteur de plus de 10 m. Les interruptions du chantier sont dues aux nécessités d'avoir du temps pour que le mortier sèche ou du fait des conditions météorologiques. Le blocage d'opus caementicium était d'abord réalisé, et les parements larges de 0,60 m à 0,70 m étaient ensuite réalisés, dispensant de réaliser des coffrages. Des raccords de section ont été mis en évidence, ces raccords ayant pu entraîner des fragilités ou des effondrements. Les étapes du chantier ont été peut-être dictées par la météorologie ou d'autres problématiques, de main-d’œuvre, techniques ou financières.
Les tours sont prévues dès le début du chantier. La majeure partie des tours est édifiée après la courtine, et le chemin de ronde se situe à l'arrière. L'édification peut aussi avoir lieu en même temps que la courtine. La continuité ou non du parement et décor entre courtine et tours est un indice de la façon dont s'est déroulé le chantier.

#### Matériaux

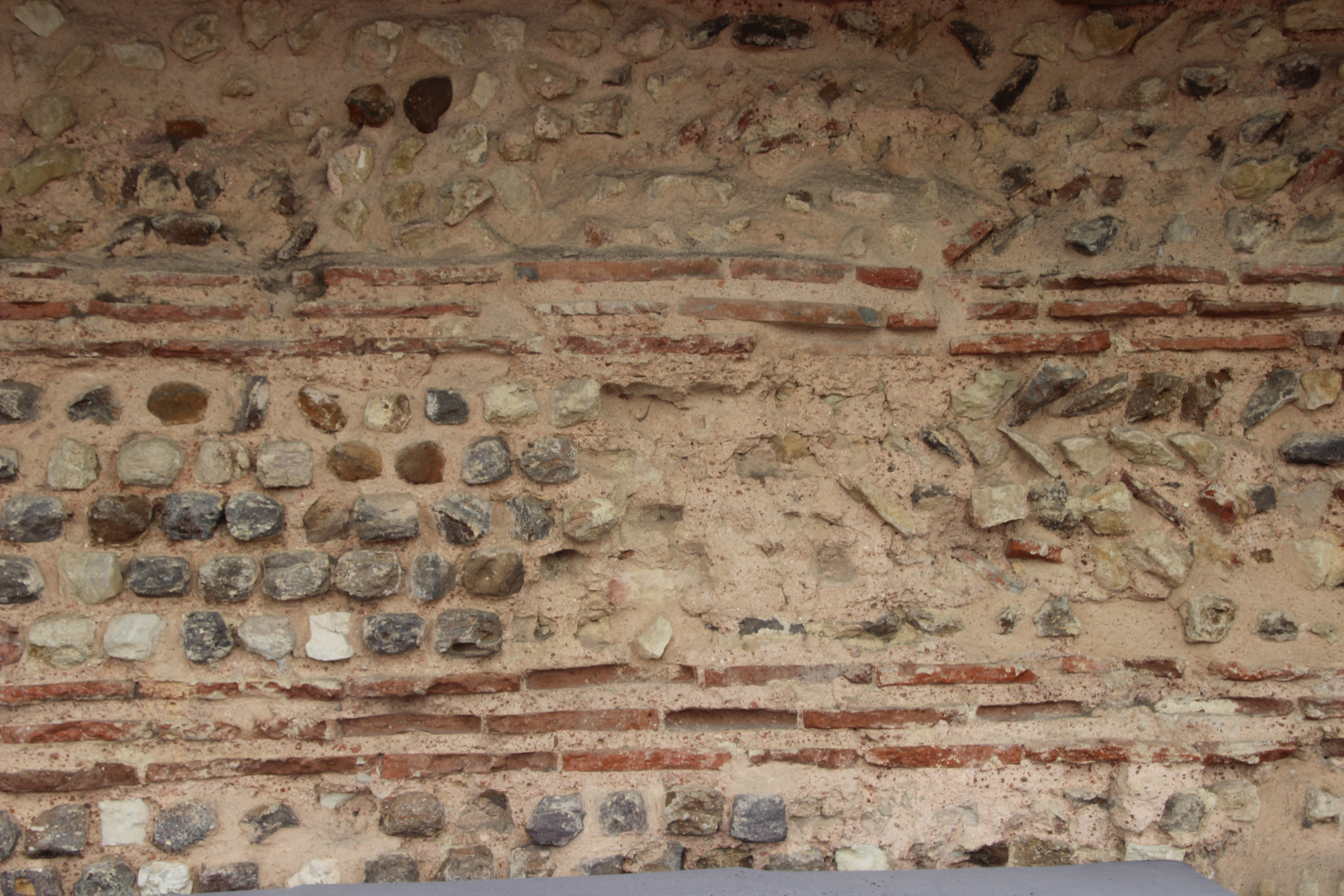
Détail du parement près de la Place du Jet d'eau, avec les rangs de briques et les différentes couleurs de moellons utilisés.

L'enceinte du Mans comporte de nombreux matériaux : réemploi, briques, moellons et mortier. Le volume nécessaire pour la courtine et les tours a été estimé à 70 000 m3. Les recherches récentes permettent d'étudier les mortiers et les briques utilisés, de localiser les carrières et d'étudier l'usage du bois dans la construction, pieux ou éléments des échafaudages.
La muraille est du type commun dans toute la construction romaine, constituée d'un blocage en béton de rocaille et mortier d'opus caementicium entre deux murs de parement ornés ici de motifs raffinés, entre des chaînages horizontaux de briques plates. L'enceinte présente une succession de bandes de briques et de moellons de couleurs diverses provenant de récupération de matériaux anciens mais aussi d'extractions nouvelles.

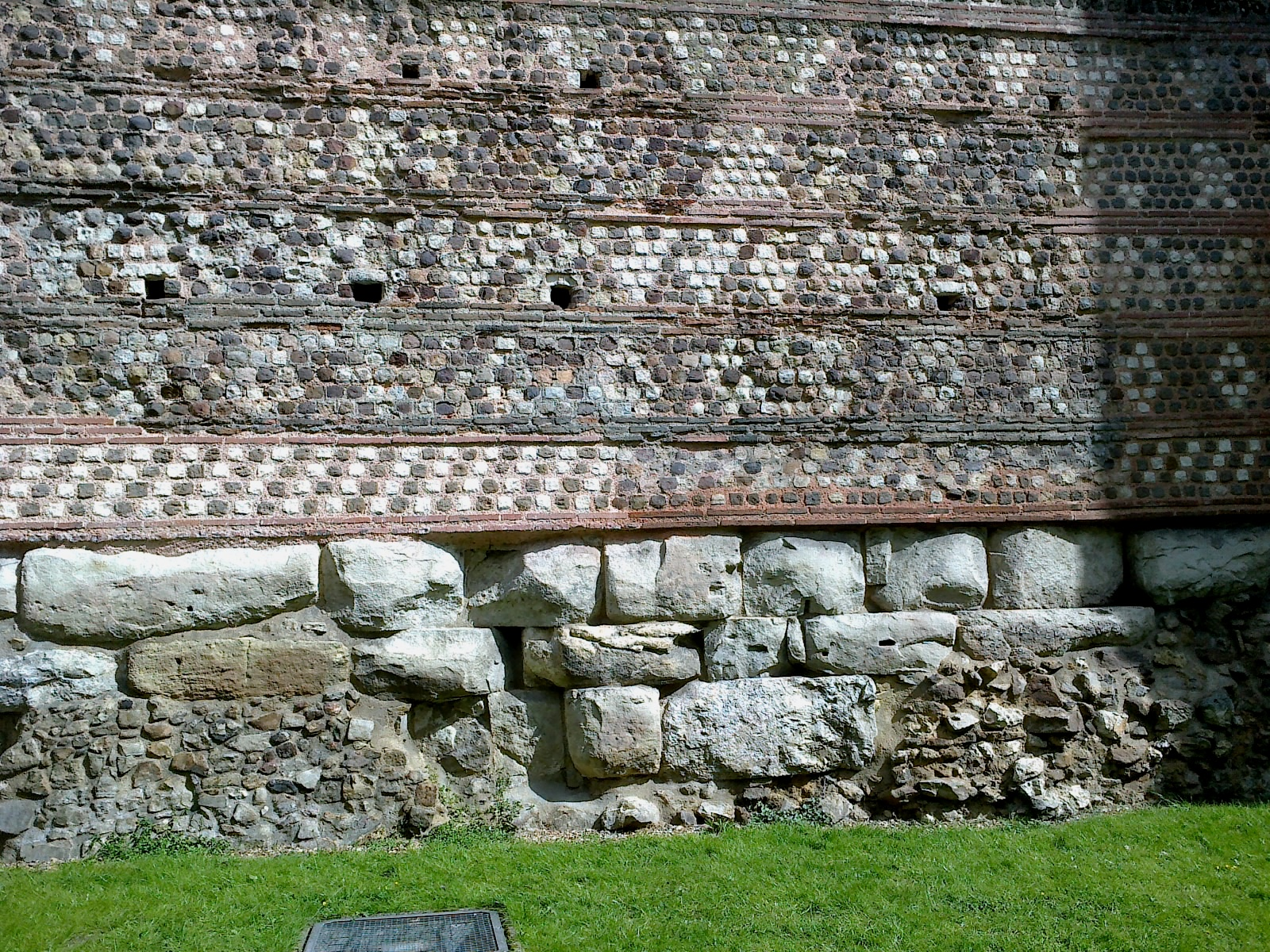
Base de l'enceinte avec niveaux de réemploi.

Lors de la construction de la muraille, les matériaux de bâtiments plus anciens ont été réemployés. On retrouve ainsi dans la muraille des fragments de colonnes et frontons provenant de monuments antérieurs parfois démolis pour céder la place au nouveau projet imposant que constituaient la muraille et son dispositif défensif de fossés. L'alignement des blocs du soubassement est de grande qualité.

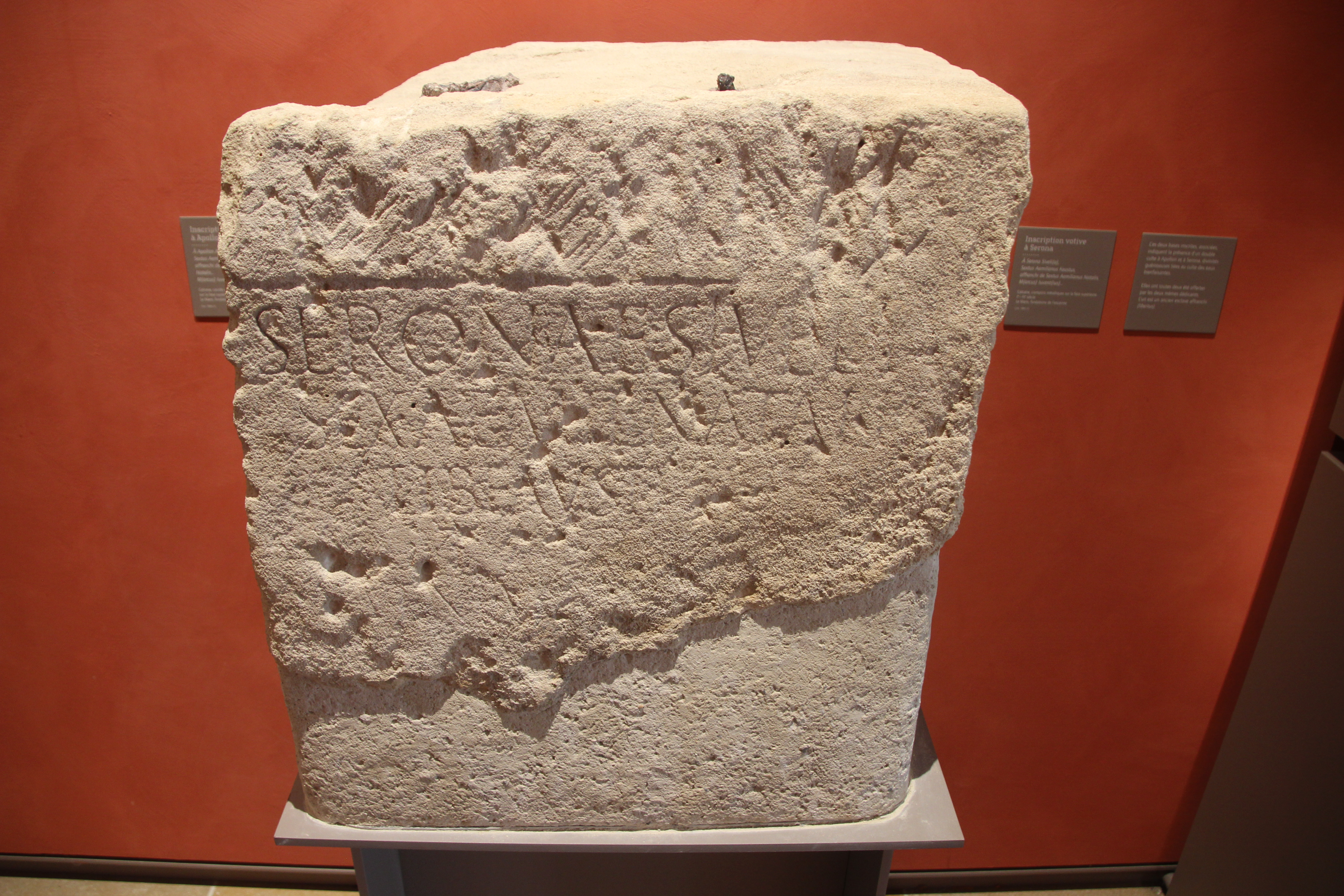
Inscription votive à Serona, musée archéologique du Mans, retrouvée dans la courtine entre la Petite Poterne et la tour du Petit Saint-Pierre.

La construction a pu réutiliser des matériaux issus des destructions d'édifice du Haut-Empire désormais non utilisés, préalables à la construction sur une hauteur de trois à cinq assises pour les fondations et les premiers niveaux de l'enceinte. L'usage a cependant consisté au parement tant extérieur qu'intérieur. Certains éléments, en calcaire ou plus rarement du grès, dépassent une tonne. Quinze blocs environ ont été identifiés, les autres demeurant dans les fondations de l'enceinte : parmi les blocs identifiés, un bloc de corniche, un bas-relief et des inscriptions votives. Les édifices dont les matériaux ont pu être réutilisés dans les fondations sont les bâtiments publics ou les tombeaux importants. Ce réemploi a été estimé à 4 500 m3, ce qui est considéré comme faible en comparaison d'autres enceintes urbaines (ainsi à Rennes ou Tours) : cet aspect est peut-être lié à un faible nombre de monuments publics ou alors à leur préservation, voire au coût de transport. Peut-être les édifices publics étaient-ils localisés à l'intérieur de l'enceinte ou en bon état de conservation, ce qui évitait de les détruire. Peu de blocs de réemploi sont connus, de plus certains éléments architecturaux connus par les destructions anciennes n'ont pas été conservés. Des éléments provenant de bas-reliefs, dont l'un comportant deux personnages, ont été extraits de la base de tour d'Oigny. Des inscriptions votives dont l'une à Apollon ont été retrouvées.
Les briques utilisées dans la construction mesurent pour la plupart 32 × 26 cm ; mais d'autres sont un peu plus grandes (38 × 28 cm) ; certaines, enfin, de 50 cm environ, proviennent de « surplus de chantier » d'édifice thermal. Leur épaisseur va de 3,5 à 5,5 cm. Les briques servent uniquement pour le parement et jusqu'à 11 rangs se superposent dans l'édifice ; la brique est aussi utilisée pour les poternes et les tours. Le but de l'usage du matériau est tant utilitaire que décoratif. 400 000 briques ont été utilisées selon les archéologues,. Les ateliers, nécessitant une vaste surface, étaient situés hors de la ville. Les briques ont été fabriquées spécialement pour l'enceinte et sont disposées côté extérieur sur trois rangées et une profondeur de deux, et moins sur la face interne du mur. Jusqu'à une dizaine d'assises de briques est située à la base. Un réemploi de briques aurait créé une fragilité du mur.

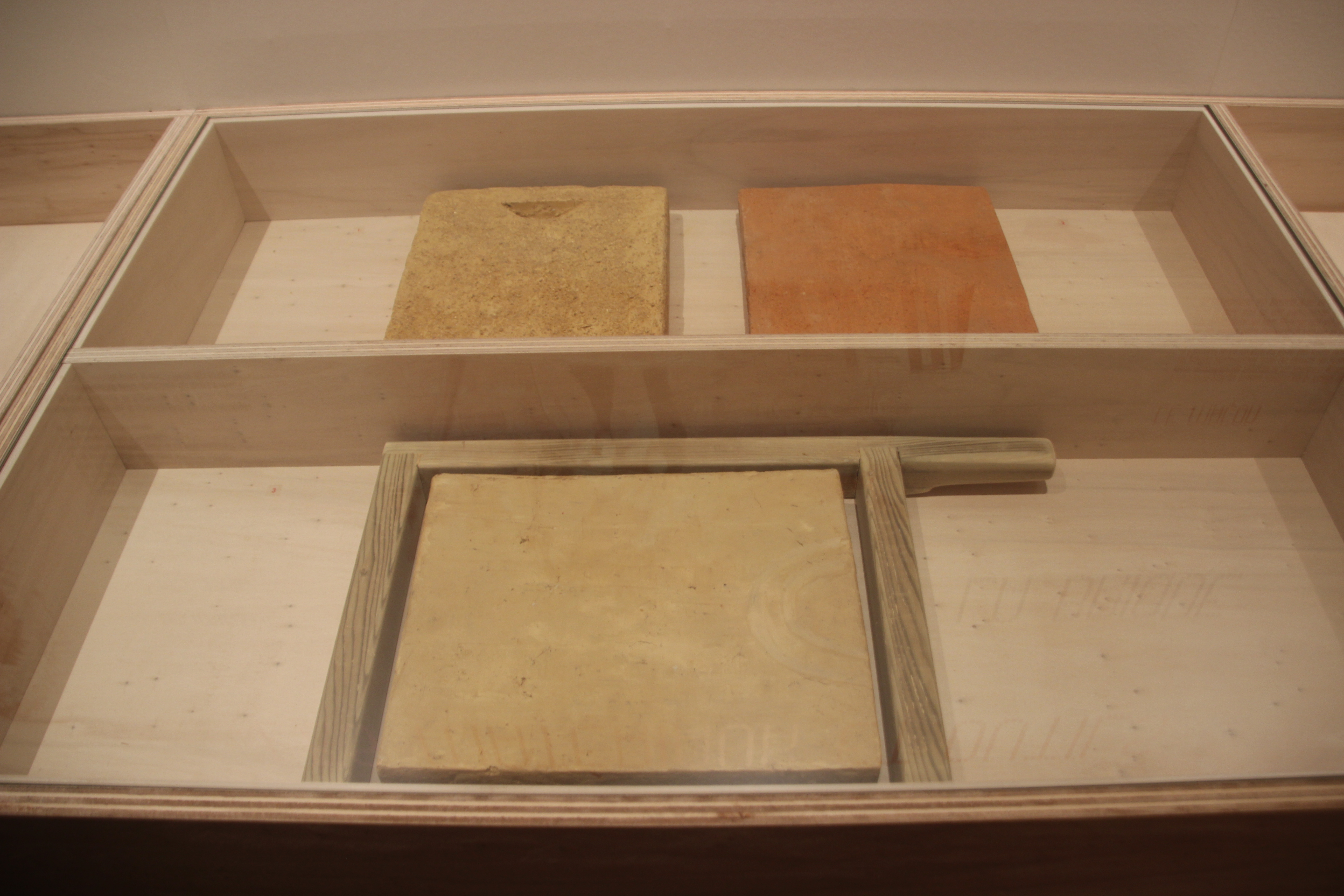
Différents types de mortier utilisés durant le chantier, exposés durant l'exposition du Mans de 2022-2023.

Le mortier de chaux utilisé, estimé à 60 000 tonnes, est de deux types. Pour lier les éléments du noyau interne, il est réalisé avec de la chaux et du sable siliceux, qui lui donnent une couleur blanc à beige. Le mortier assurant les joints du parement est confectionné avec de la chaux, du tuileau et du sable ; il est de couleur rose clair à foncé : il possède des qualités hydrofuges et présente un aspect plus esthétique,. Les briques et la teinte rose-rouge du mortier du parement ont valu à la ville le qualificatif de « ville rouge ». L'examen détaillé du mortier permet de déceler les étapes du chantier. La chaux est produite localement, peut-être à proximité immédiate du chantier, même si aucun four n'a été retrouvé, mais les spécialistes n'écartent pas une production hors de la ville.

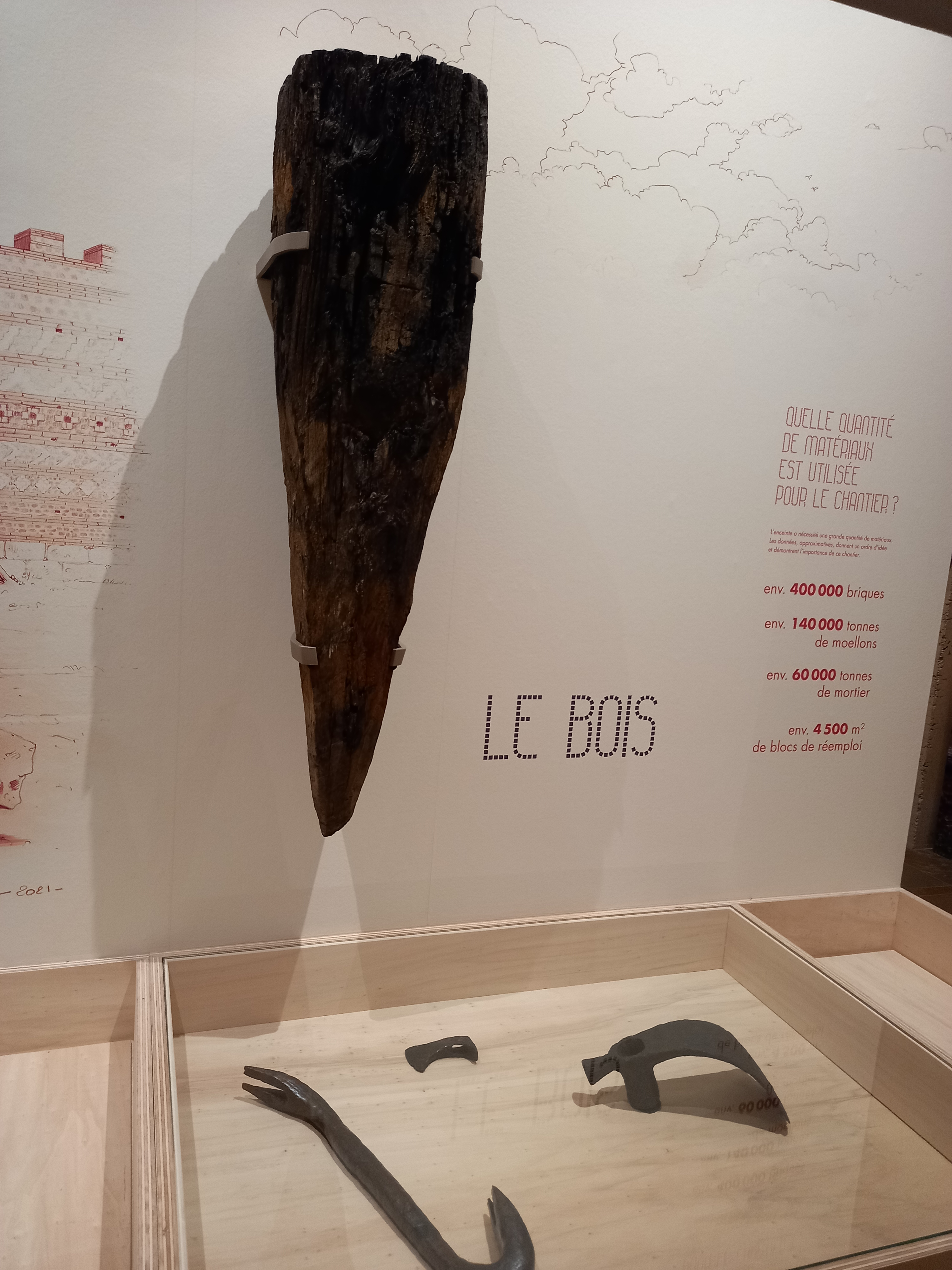
Pieu de l'enceinte.

L'usage du bois est difficile à étudier, aucun élément interne des tours n'ayant été conservé. Sur le chantier, le bois a dû être utilisé en grande quantité. De nombreux trous de boulins témoignent des échafaudages dressés. Des traces de pieux en bois ont été retrouvées dans les fouilles de la tour Saint-Joseph, les fouilleurs estimant leur nombre à 60 pour cette seule tour. Des pieux faits de troncs d'arbres ont été mis en évidence dans des fouilles des années 1970 sous la courtine de l'angle sud-ouest. Les pieux étaient peut-être destinés à assurer la construction du fait du relief,. Le sol est sableux ou argileux, avec par endroits de nombreuses sources.

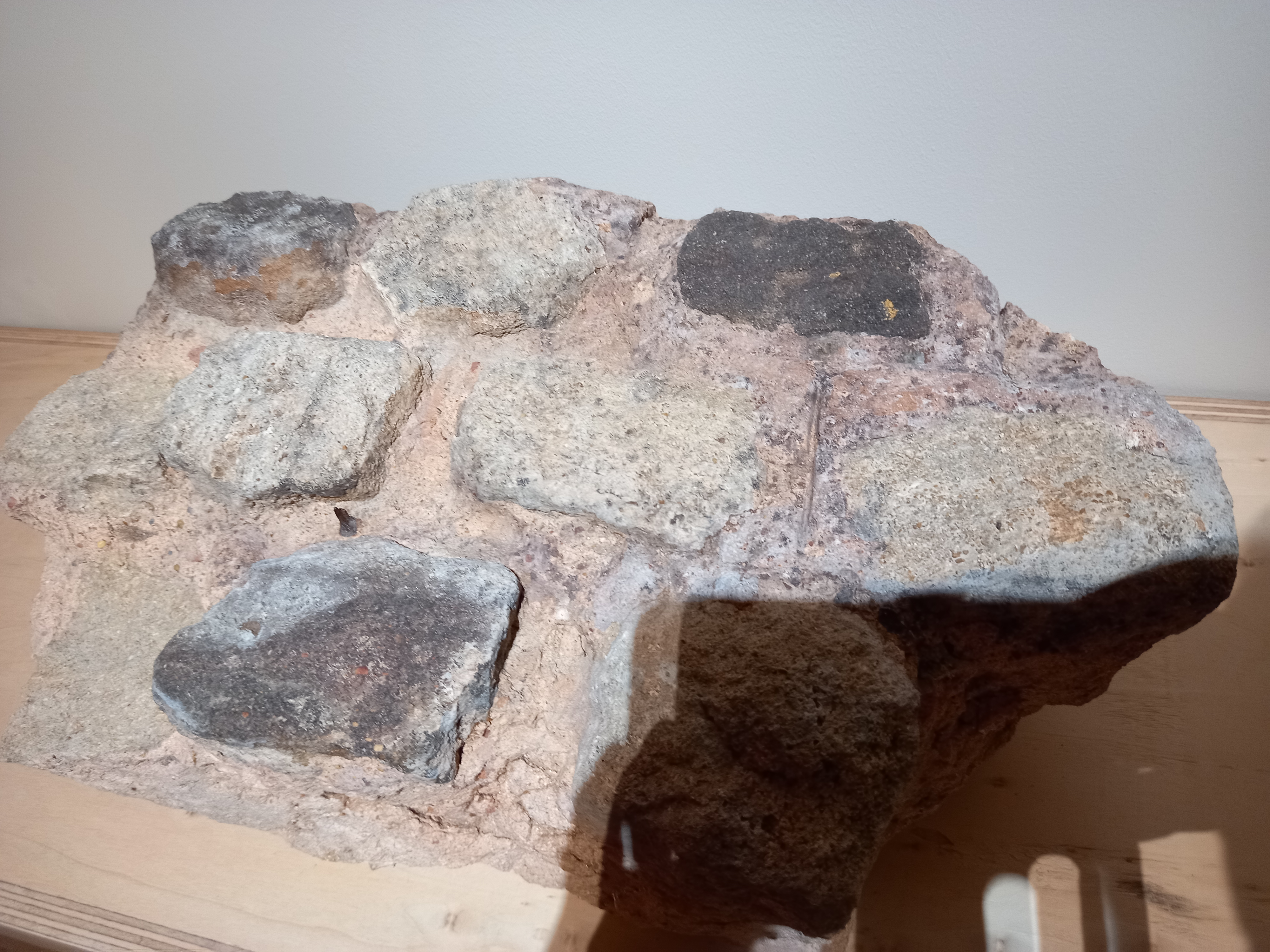
Moellons de l'enceinte du Mans.

Les blocs de pierres de grande taille proviennent d'édifices des Ier et IIe siècle. Les moellons proviennent soit de réemploi soit d'extraction locale : il y a des grès et des calcaires ; onze calcaires locaux et un grès ont été identifiés. Le volume a été estimé à 140 000 tonnes,. La façon dont les moellons ont été taillés, avec une hauteur de 9 cm, une largeur d'environ 10 cm à 13 cm et une profondeur de 17 cm à 20 cm évoque une « volonté de standardisation » ; des pierres d'un format plus grand mais aussi régulier sont utilisées pour les chaînages d'angle et les jonctions de la courtine. Cette standardisation était commandée par la régularité des différents niveaux des murs.

### Courtine, tours, portes et poternes

#### Courtine

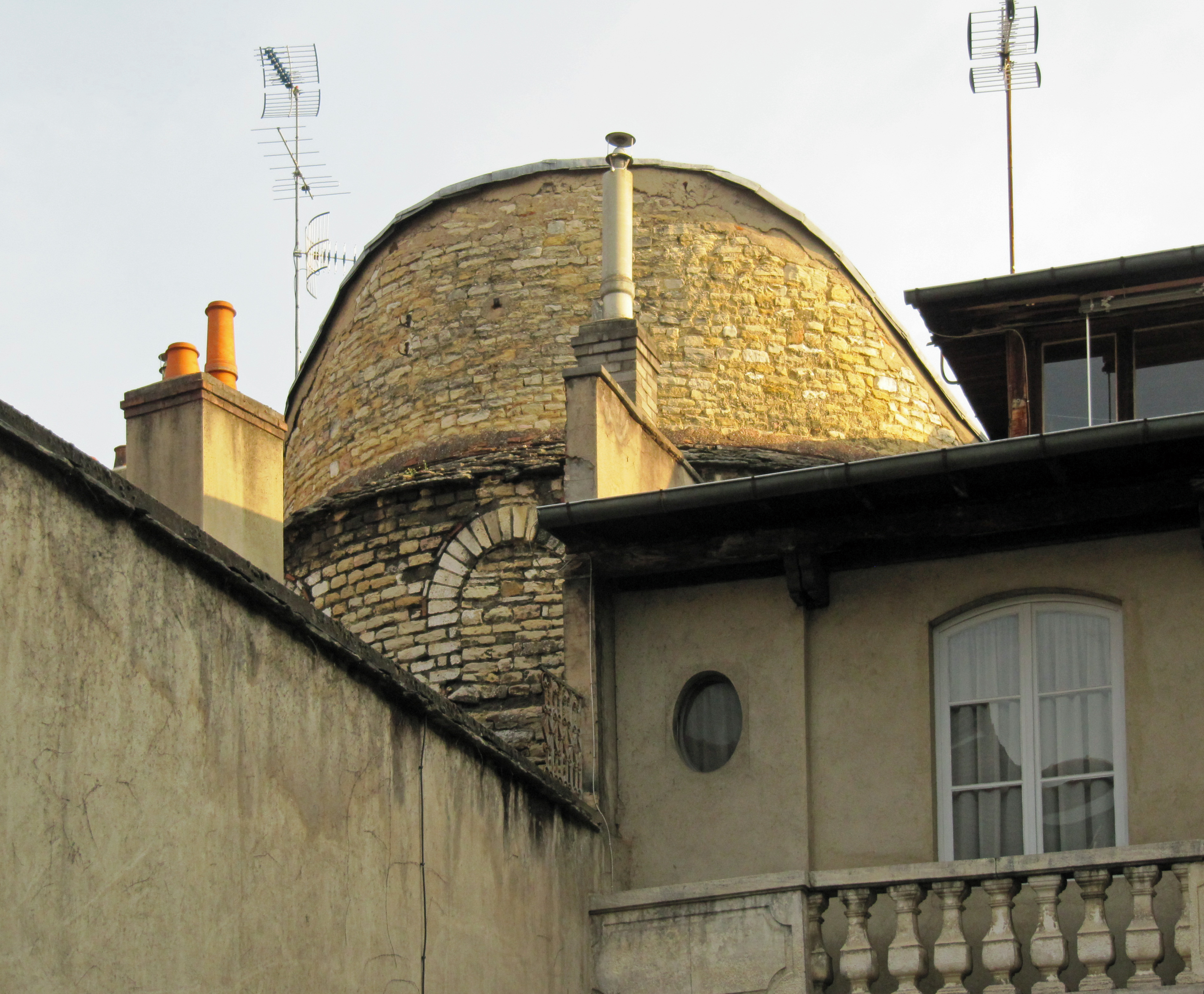
Tour romaine de l'enceinte de Dijon, dite du Petit Saint-Bénigne.

La hauteur d'origine de la courtine n'est pas connue précisément du fait des transformations de l'enceinte. Sur l'angle nord-ouest de l'enceinte est conservée une hauteur d'environ 11 m. Cette hauteur correspond à la hauteur indiquée par Grégoire de Tours pour l'enceinte de Dijon. Il témoigne en outre dans son Histoire des Francs, III, 19 de l'importance du rôle de forteresse de la ville de Dijon avec 4 portes, 33 tours et des murs larges de plus de 4 m. Le sommet était couronné par un parapet haut d'environ 2 m protégeant un chemin de ronde.

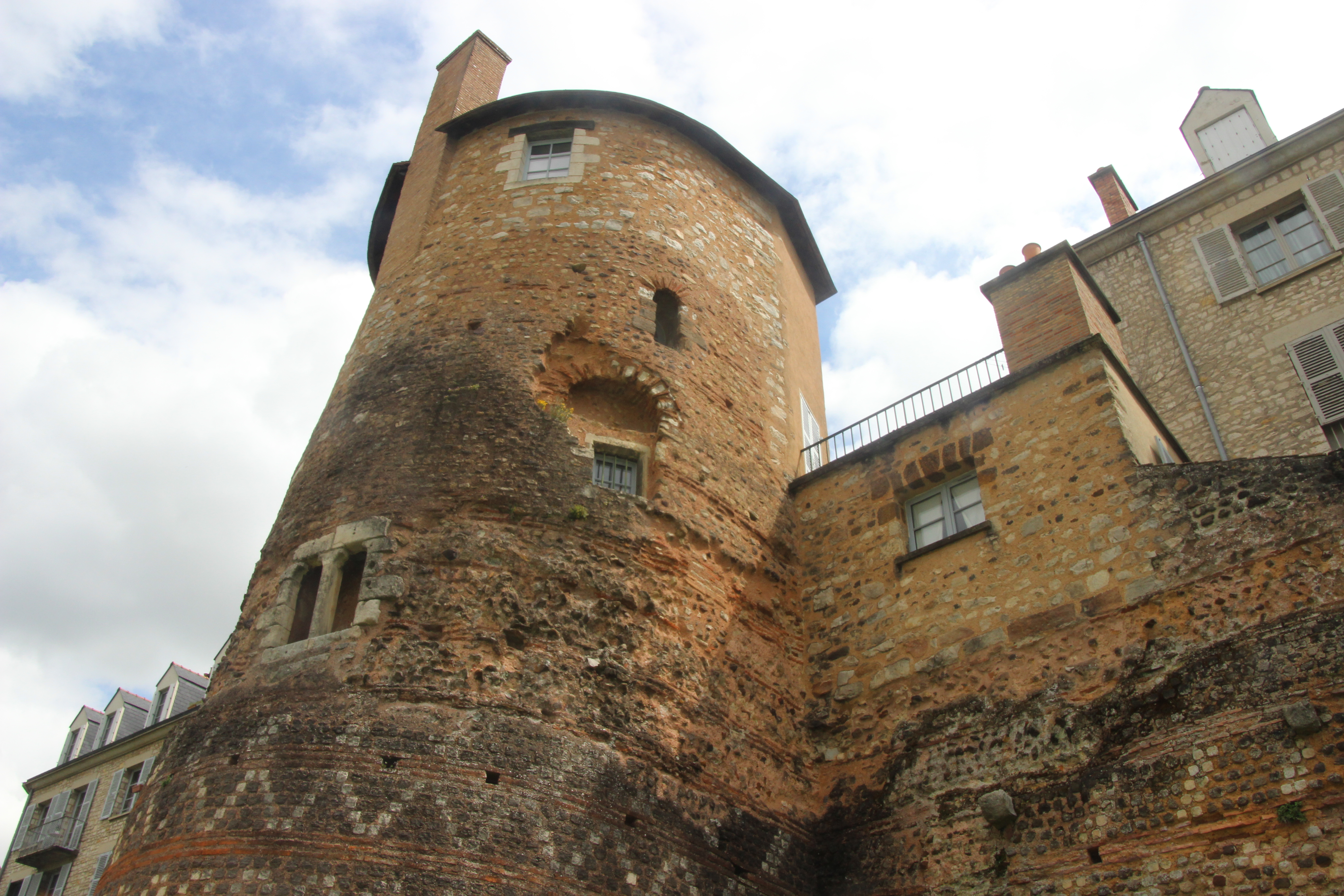
Tour Madeleine et vestiges supposés du parapet.

L'épaisseur du mur, irrégulière, se réduit avec la hauteur : la courtine est large de 4 m à 5 m à la base et devient plus mince au fur et à mesure de la hauteur soit par retrait du revêtement externe soit par « une légère obliquité ». L'épaisseur est de 3 m au sommet. La hauteur de la courtine elle-même est en moyenne de 10 m et un élément la couronnait, un merlon dont un vestige témoigne auprès de la tour Madeleine. Les cordons de briques outre l'aspect ornemental répondent à une nécessité de stabilité du mur permettant de stabiliser le parement.
Un parapet de 1,80 m à 2 m couronnait le mur, pourvu d'un chemin de ronde auquel on accédait peut-être par des escaliers ou des rampes, et de créneaux. Il a disparu ; seule la tour Madeleine en a conservé des traces sur une hauteur d'1,80 m.

#### Tours
Les tours ont été construites soit en même temps (« tour organique » selon Joseph Guilleux) soit après le mur, avec dans ce cas la mise en place d'un parement d'attente. Le mélange de technique est également présent à Jublains.

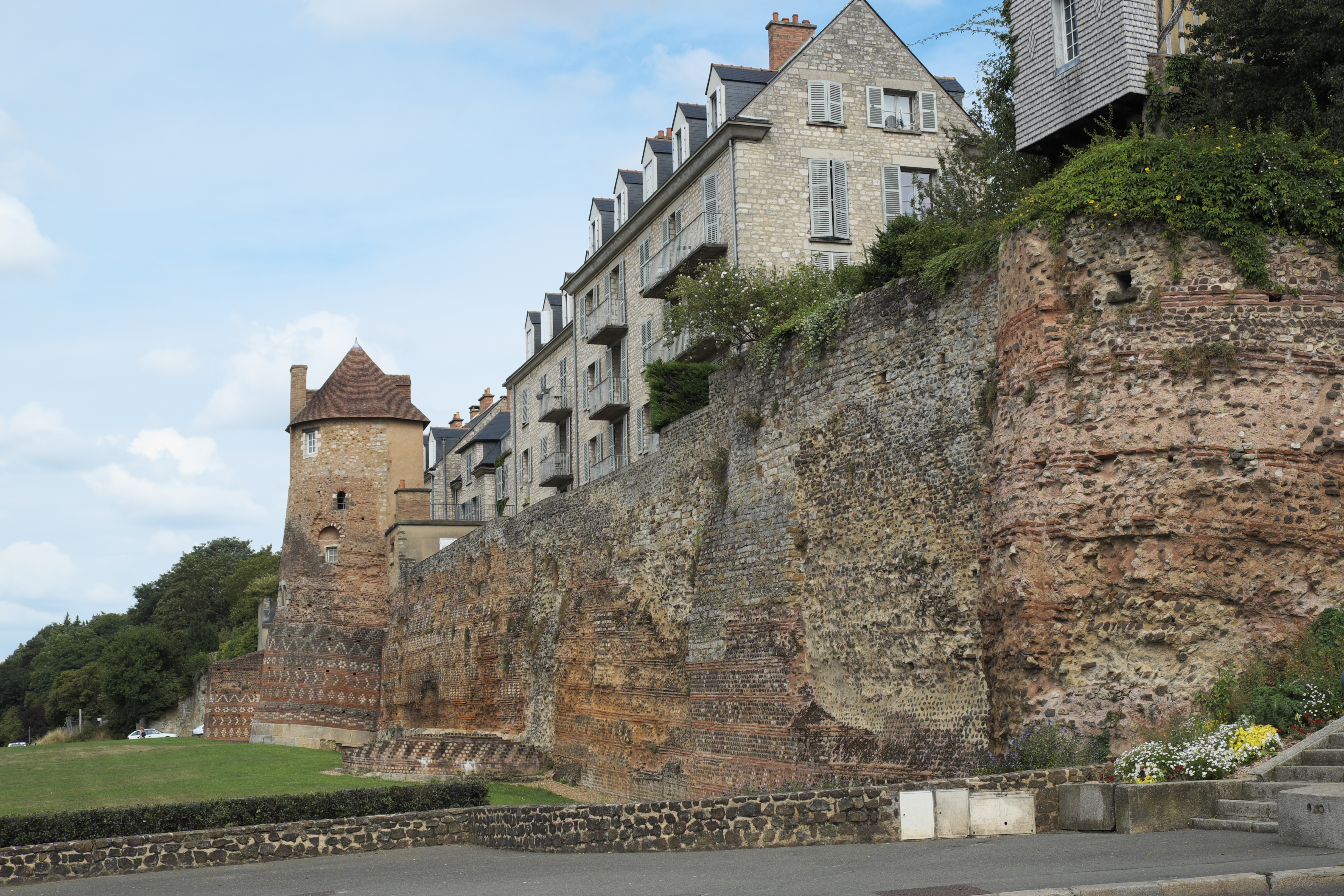
Vue de l'enceinte romaine du côté Sarthe, à partir de la tour du Tunnel.

Les tours sont bâties selon le même mode de construction que la courtine mais selon des intervalles qui ne sont pas réguliers. Elles sont localisées tous les 20 m à 40 m. Sur la façade occidentale, la localisation des tours et l'intervalle qui les sépare respectent les recommandations de Vitruve (1, V, 3 et 1, V, 5). Les tours du côté de la Sarthe ont l'intervalle le plus grand entre elles, environ 30 m, du fait du moindre danger lié à leur orientation vers la rivière. L'intervalle est de 15 m sur la façade nord, plus exposée.

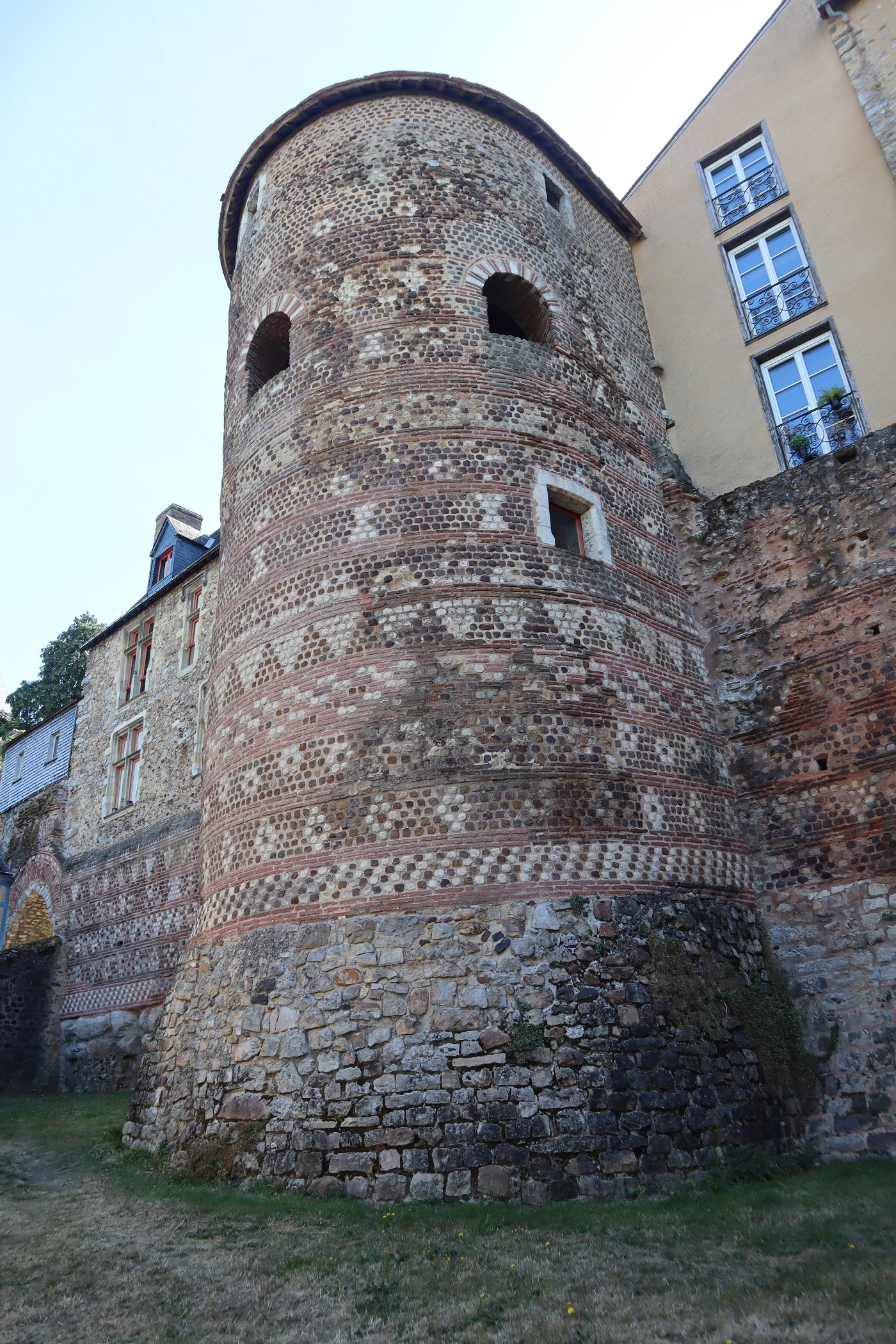
Vue générale de l'élévation de la tour du Vivier en 2020.

La hauteur moyenne des tours n'est pas aisée à déterminer, les plus élevées conservées mesurant de 13 à 14 m : la hauteur maximale devait se situer entre 15 et 17 m.
Les tours adoptent des formes diverses comme dans d'autres enceintes urbaines, en U, en cercles plus ou moins complets, et deux adoptent une forme hexagonale,, la tour des Pans-de-Gorron et celle de Saint-Michel. La proximité de ces deux exemples avec des poternes disparues peut laisser croire à d'autres tours de ce type mais elles aussi détruites. 3 tours d'angle sont conservées. Certaines tours possèdent un talon semi-circulaire et ont été réalisées selon un schéma similaire. Les tours en saillie protègent l'enceinte des agresseurs et également maintiennent la courtine.

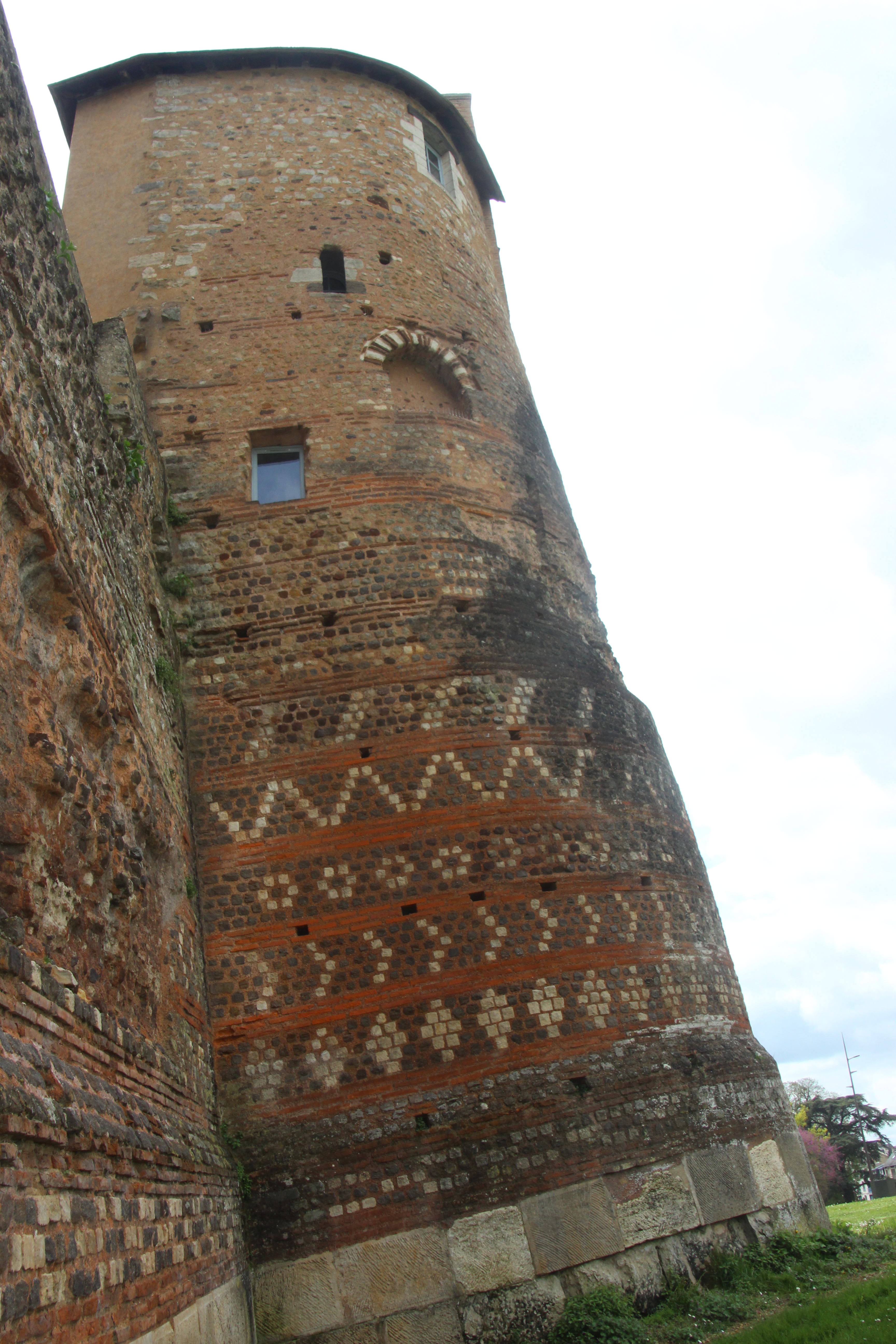
Vue de la tour Madeleine à partir de la gauche, elle apparaît très oblique.

Les tours sont très obliques afin de stabiliser la courtine. Le mur au niveau des fenêtres de la tour du Vivier a une épaisseur d'environ 0,90 m. Les tours comprenaient un système permettant l'évacuation des eaux.
Certaines tours qui ont été fouillées possèdent une plateforme de fondation. La base, haute jusqu'à 3,70 m, était pleine et comprenait parfois des pièces sans fenêtres. Les salles basses avaient un mur épais d'environ 1,30 m.

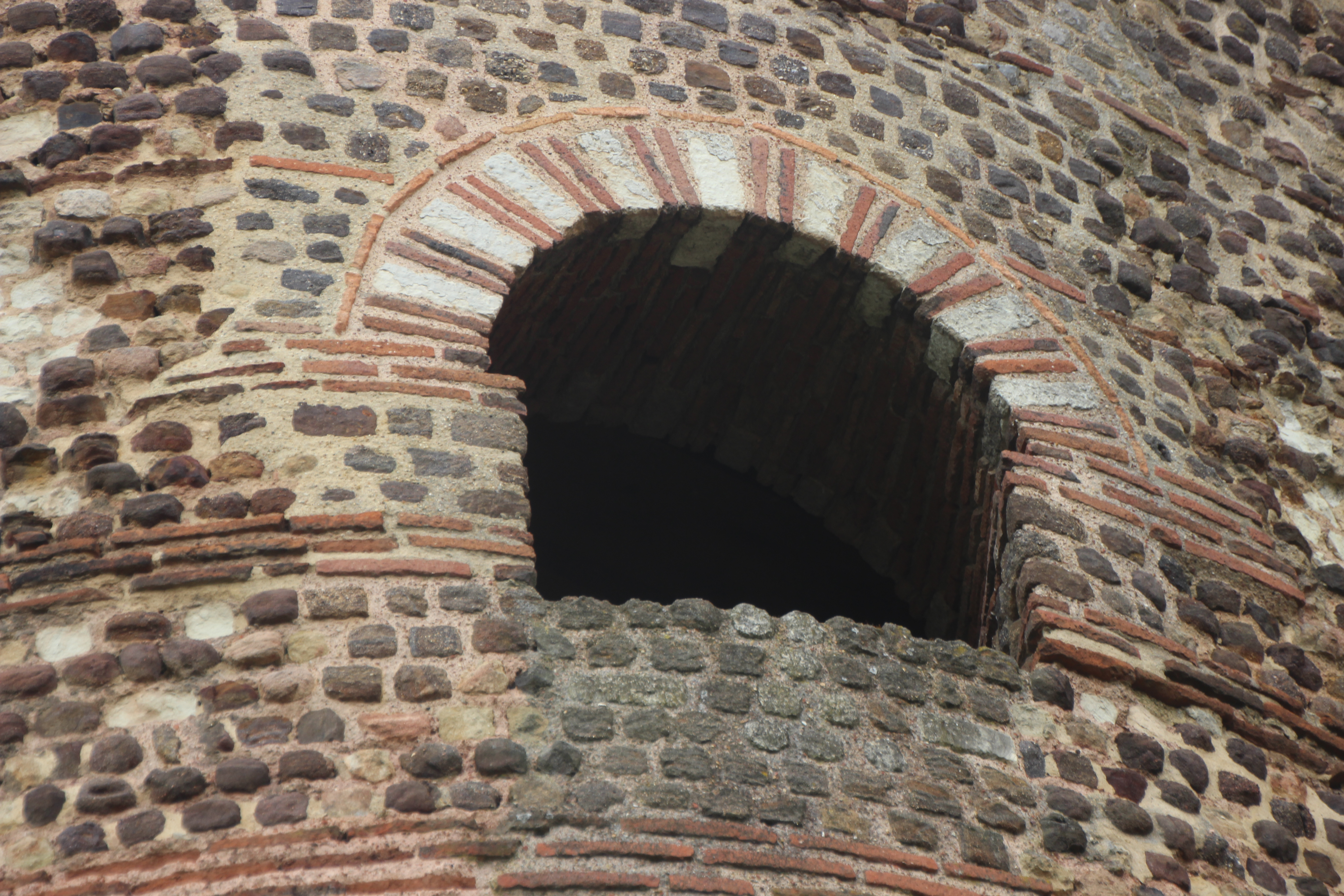
Une des fenêtres de la tour du Vivier.

Deux salles hautes étaient présentes, ouvertes de trois fenêtres parfois conservées et ces salles hautes étaient peut-être accessibles depuis le chemin de ronde. Les fenêtres sont conservées dans la partie haute des tours du Vivier et de Madeleine. Formées de briques et de calcaire, elles sont hautes de 1,30 m à 1,60 m et larges de 1,10 m à 1,65 m. Les fenêtres sont réalisées de manière relativement standardisée.
Les salles les plus hautes, accessibles par une échelle mobile, sont très mal ou pas conservées, et la couverture n'est pas connue de façon certaine ; l'hypothèse d'un pan coupé à tuiles est possible mais non certaine. La couverture pouvait également être une plateforme.

#### Portes
Le complexe comprenait au moins trois portes,, dont deux ne sont attestées que par les textes et l'archéologie. Seule la porte Saint-Martin est « remarquablement conservée dans les sous-sols d'une maison médiévale » avec baie destinée aux véhicules et deux baies piétonnières. Deux autres portes étaient peut-être situées sur les petits côtés sud et nord.

Vue générale de la Porta Nigra de Trèves, exemple emblématique de porte d'enceinte, vue côté campagne.

La topographie du site rend impossible une porte sur chacun des côtés, en particulier la façade occidentale. La face nord était peut-être munie d'une porte monumentale du fait de la topographie du lieu, avec une pente régulière. Des fouilles réalisées en 1860 dans ce secteur font supposer que les portes comportaient un porche avec un ou deux passages et des tours semi-circulaires à l'extérieur de l'enceinte selon un « schéma classique ». La porte Saint-Martin est située au fond d'un décrochement de l'enceinte, répondant au principe de Vitruve de chemins provenant de la gauche et exposant le flanc droit des assaillants.

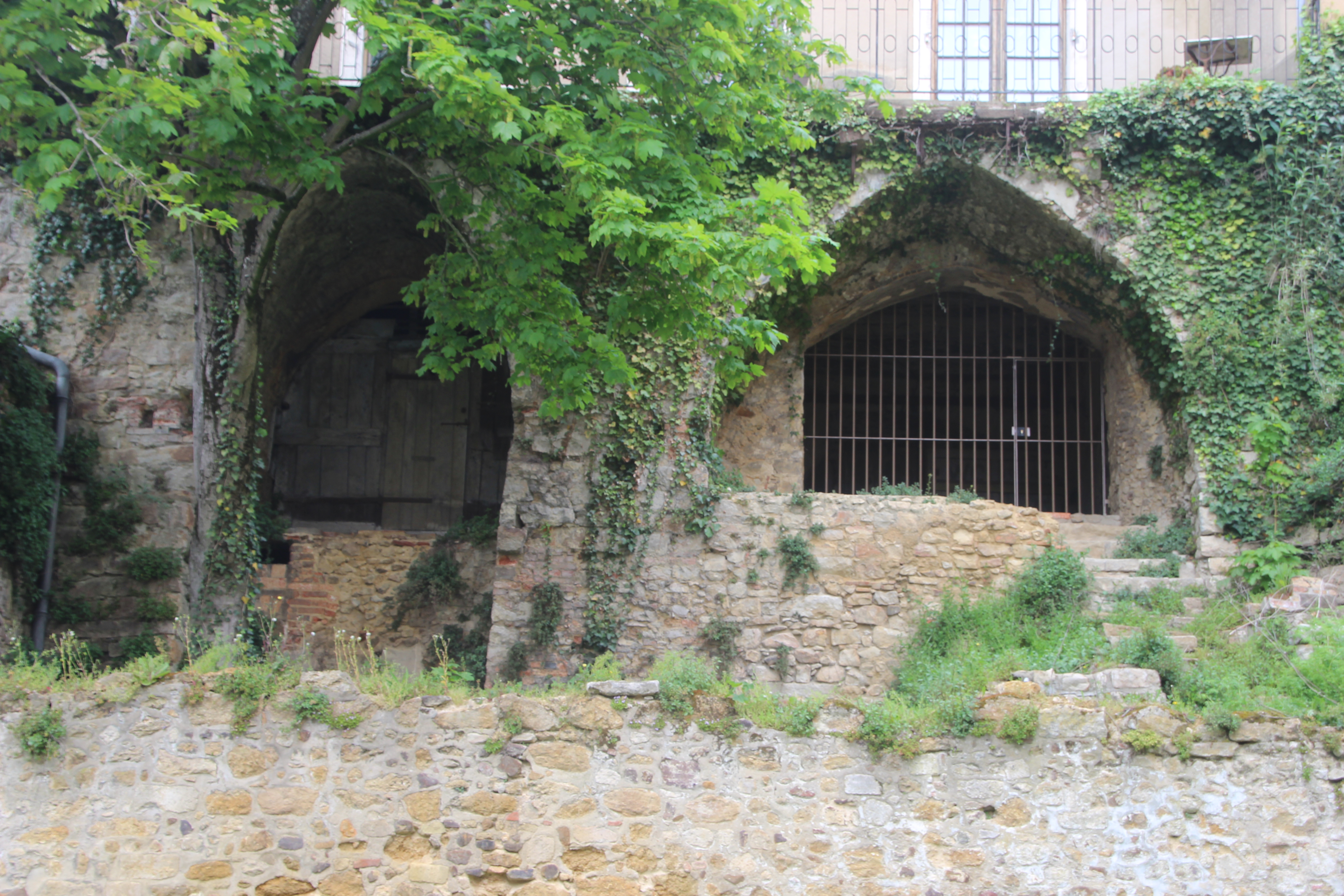
Détail des deux baies de la porte Saint-Martin

L'arcade centrale de la porte est large de 3,90 m, profonde de 1,83 m et haute de plus de 3 m ; une arcade située à gauche est un peu plus petite avec une largeur de 2,72 m et une hauteur de 3,20 m. Les salles internes de la porte ont été étudiées à la fin du XIXe siècle.
La façade de la porte mesurait 16 m et était munie d'un seul passage central comportant deux entrées latérales destinées aux piétons. Cette configuration permettait d'avoir un « contrôle d'accès à la ville ». Le sas de la porte était protégé par deux tours.

#### Poternes
Les poternes présentes dans l'enceinte du Mans répondent « plus ou moins » aux préceptes de Vitruve, avec un encadrement par des tours. Six poternes au moins sur la façade orientale permettaient l'accès aux piétons et aux cavaliers ; la Grande Poterne est la mieux préservée d'entre elles.

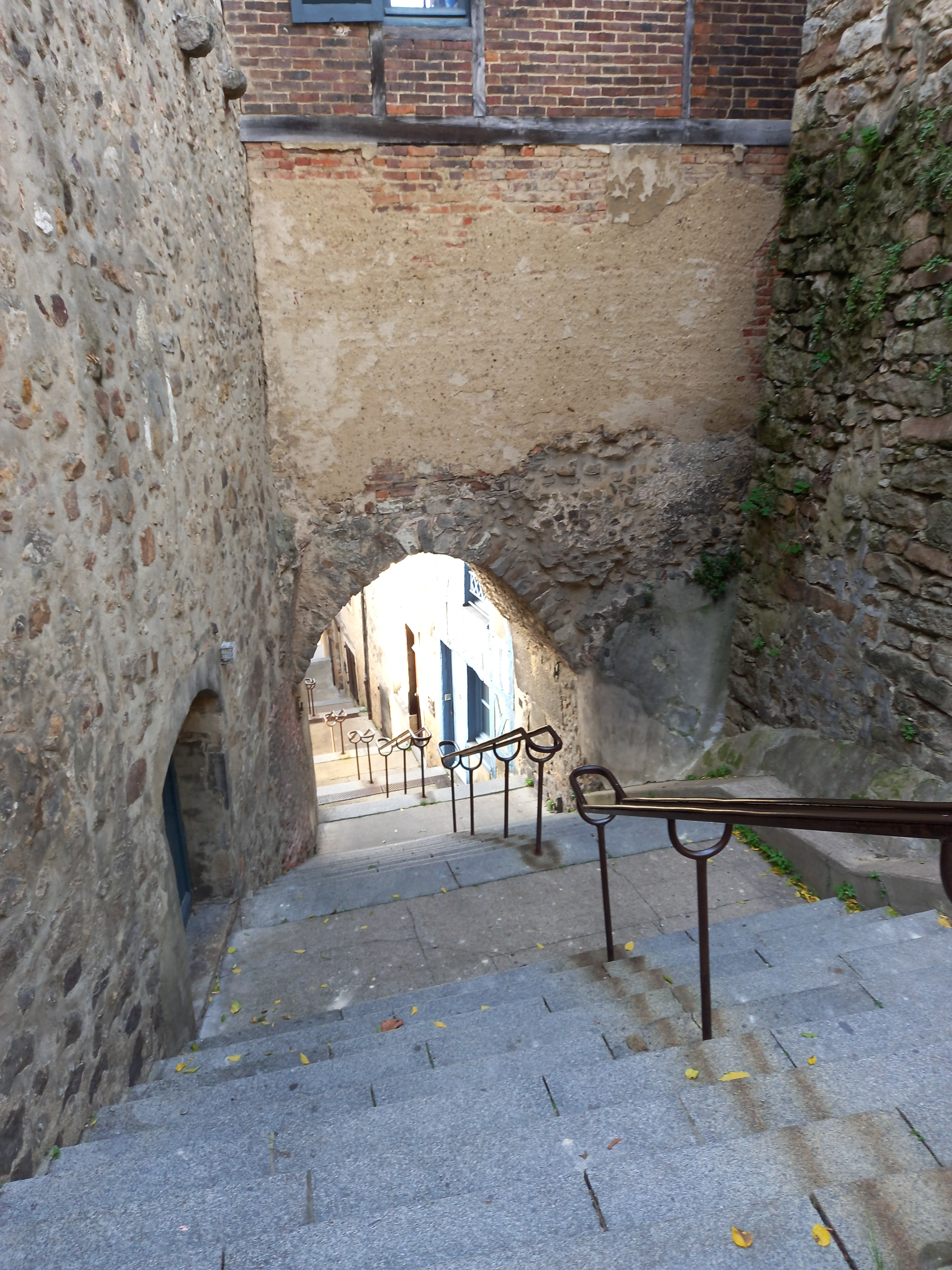
Escalier de la Grande Poterne vu de l'intérieur.

Les poternes, larges d'environ 1,90 m à 2,85 m, pouvaient être fermées par l'arrière au moyen de vantaux. La façade occidentale devait avoir un nombre de poternes équivalent selon Joseph Guilleux. Une poterne proche de la maison Saint-Bertrand est notée par Joseph Guilleux entre la cathédrale et la tour Saint-Michel mais non reprise dans les plans de 2022. Les accès aux poternes étaient très pentus.
Certaines poternes du côté de la Sarthe étaient liées à des chemins menant vers la rivière. Ces poternes se situaient au droit de talwegs remblayés.
L'enceinte comportait trois ou quatre saillants : le saillant des Fossés-Saint-Pierre, celui de la rue de la Truie-qui-file, celui de Saint-Benoît, le dernier aurait occupé l'angle nord-ouest.

#### Détails des éléments de l'enceinte
Le tableau suivant récapitule les poternes, portes et tour en partant de la porte nord et en tournant dans le sens horaire, avec le nom qui leur a été donné le cas échéant ; nombres et lettres de la première colonne renvoient aux repères de la figure « Plan de l'enceinte gallo-romaine » :
|    | Poternes, portes et tours  | État actuel | Notes | Coordonnées | Illus. |
| -- | -------------------------- | --- | ----- | ----------- | --- |
| A  | Porte nord                 | Disparue. Elle est citée dans un texte du VIIIe siècle. Le secteur est modifié aux XIe siècle, XIVe siècle et XVe siècle. L'emplacement précis est inconnu, mais sa localisation est entre la tour Margot et la tour du Cavalier, sur la place actuelle du Cardinal-Grente. |       |             | Vue d'une place avec édifices anciens et une cathédrale à l'arrière-plan à gauche.                                                                                       |
| 1  | Tour Margot                | La tour, proche de la cathédrale, abritait peut-être le monastère Saint-Aubin. Un appareillage médiéval existe daté du XVe siècle. Un noyau antique persiste. |       |             | Muraille avec tours et à gauche fragment d'un bâtiment religieux |
| 2  | Tour                       | Des vestiges existent du côté du square Robert-Triger. La destruction est peut-être contemporaine de celle de l'enceinte qui protégeait l'évêché. |       |             | |
| 3  | Tour de la Psallette       | En bon état, remaniée lors de la construction du palais épiscopal. Le parement antique est conservé à l'est sur 1,76 m et à l'ouest sur 3,33 m. La tour se présente enfoncée de 3 m dans le sol. |       |             | |
| 4  | Tour de l'évêché           | Détruite au XIVe siècle ou au XVe siècle, la tour a été retrouvée lors de fouilles en 1992. Le diamètre était de 8,30 m. |       |             | |
| 5  | Tour Saint-Joseph          | L'emplacement de la tour est identifié en 1992. C'est une tour d'angle. Sont présentes des traces d'arrachement sur 6 m de largeur. Des traces des pieux des fondations ont été retrouvées lors des fouilles du jardin de la cathédrale. La destruction est datée du XIIIe siècle, lors de la reconstruction du chœur de la cathédrale. |       |             | Mur avec traces d'arrachement et grand bâtiment à sa gauche. |
| 6  | Tour ?                     | L'existence de vestiges, d'une ou deux tours, est supposée dans le chœur de la cathédrale. |       |             | |
| 7  | Tour Saint-Michel          | Un oratoire est signalé dans cette tour au début du VIIe siècle. La tour, présente sur des plans du XVIIIe siècle, n'est plus notée sur le cadastre de 1812. Des vestiges sont retrouvés par les fouilles de Joseph Guilleux en 1994. Arasés au niveau d'une salle basse, les vestiges sont par la suite enfouis. Elle est à nouveau fouillée en 2019. Les archéologues ont retrouvé sur la courtine une flèche tracée dans le mortier ayant peut-être servi à signaler le positionnement de la tour sur la courtine. |       |             | Murs partiellement ruinés recouverts d'une structure moderne destinée à les protéger                                                                                     |
| B  | Poterne Saint-Michel       | |       |             | |
| 8  | Tour de l'hôtel Juteau     | La tour n'a pas été étudiée et n'est pas attestée autrement que du fait des distances. Elle aurait été située sur la maison canoniale Sainte-Catherine et l'hôtel Juteau. La tour était peut-être liée à une autre tour de forme hexagonale en liaison avec une poterne et adoptait peut-être cette forme. |       |             | |
| 9  | Tour Fayau                 | Le nom est issu d'un locataire du milieu du XIVe siècle. Elle est aussi appelée tour anglaise. La décision de la détruire est prise en 1751 du fait de l'état de ruine de l'édifice. Disparue. Elle est finalement détruite en 1778 mais une empreinte subsiste. L'empreinte dans le mur, d'environ 5 m peut amener à envisager une forme similaire à la tour Hueau. |       |             | Vue d'une rue et à l'arrière-plan vestiges d'un mur et bâtiments récents                                                                                                 |
| 10 | Tour d'Engoufer            | La tour est connue sous différents noms et était située à gauche de l'actuel tunnel ou sur l'entrée de ce dernier. La tour sert de siège aux chambres de la ville jusqu'en 1600. Elle a disparu. Décrite comme en mauvais état dès 1745, elle est détruite en 1776-1778. |       |             | |
| C  | Poterne de la comédie      | La poterne est découverte en 1999 et deux lits de blocs de départ de la voûte ont été identifiés par Joseph Guilleux. |       |             | |
| 11 | Tour de Bretagne           | Elle a été identifiée sous l'hôtel de ville actuel, sous « l'ancienne chambre de l'élection » et intégrée dans une tour quadrangulaire médiévale. Elle a été dégagée partiellement et a été identifiée une hauteur de 5,66 m. Une autre tour se trouverait avant la salle basse de la tour du Gros-Pilier. |       |             | Vue de murs d'un bâtiment et au centre un mur plus ancien. |
| 12 | Tour des Ponts-Neufs       | La tour est détruite à la fin du XVe siècle, à gauche de la tour du Gros-Pilier et à gauche du Pont-Neuf |       |             | |
| 13 | Tour du Chantre            | Elle est appelée aussi tour d'angle de Saint-Pierre-la-Cour. Le massif a été vu à la fin des années 1970 lors de travaux. La destruction date du XIe siècle, la ville étant sous domination normande, lors de travaux d'extension du chœur de la collégiale. |       |             | |
| D  | Porte Saint-Martin.        | La porte contenait peut-être la chapelle Saint-Martin. Elle est conservée partiellement au no 6 de la place Saint-Pierre. L'état médiéval le plus ancien de l'édifice la surplombant date du XIe siècle-XIIe siècle. Elle est abandonnée avant le milieu du XIIIe siècle et remplacée par une porte sous la collégiale, à la fin du XIe siècle ou au début du XIIe siècle, la porte elle-même est abandonnée fin XIIIe siècle-début XIVe siècle. Du fait de changement du niveau d'occupation de la place Saint-Pierre, la porte devient une poterne au Moyen Âge. L'édifice n'a pas fait l'objet d'une étude « dans le détail ». |       |             | Vestiges d'une muraille et d'un échafaudage, et deux embrasures ouvertes en ogive, surmontés d'un bâtiment                                                               |
| 14 | Tour                       | Disparue |       |             | |
| 15 | Tour                       | Disparue |       |             | |
| 16 | Tour                       | La tour romaine est intégrée dans la tour médiévale appelée Tour Vineuse et détruite en 1832. Des éléments romains sont apparus lors d'un effondrement en 1976 |       |             | |
| 17 | Tour                       | Disparue comme toutes ses homologues de la face sud de l'enceinte |       |             | |
| E  | Porte sud                  | Cette porte qui aurait été située à l'entrée de la Grande-Rue n'est pas admise par Joseph Guilleux en 2000 |       |             | |
| 18 | Tour                       | Disparue comme toutes ses homologues de la face sud de l'enceinte |       |             | |
| 19 | Tour du Petit Saint-Pierre | La forme est irrégulière. La partie antique est conservée sur une hauteur de 7 m et surplombée actuellement par une terrasse. |       |             | Vue d'une tour à l'arrière-plan, au-delà d'un portail. La tour est couverte en partie haute de fleurs.                                                                   |
| F  | Petite poterne             | La poterne, appelée du Petit-Saint-Pierre au milieu du XIIIe siècle, possédait une double archivolte de briques. Elle est dessinée par Georges Bouet, mais qualifiée de « tentative de restitution », elle est dans un état très dégradé au milieu des années 1970. Joseph Guilleux qualifie la restauration de 1992 de « malencontreuse » avec un « résultat (...) catastrophique, aboutissant à un pastiche ». |       |             | Vue d'un mur avec deux ouvertures de taille différente superposées et pourvues d'un arc en briques                                                                       |
| 20 | Tour d'Oigny               | La partie haute s'est effondrée et la partie antique est conservée sur 7,50 m. Le nom provient d'un hôtel du XVIIIe siècle disparu en 1919. |       |             | Vue générale d'une tour ayant perdu ses parties hautes |
| 21 | Tour des écoles            | Le nom provient des « Petites-Escoles de Saint-Benoît ». L'édifice antique est recouvert sauf sur les côtés. La façade méridionale est conservée sur 9 m. |       |             | |
| 22 | Tour du Vivier             | Le nom provient d'une fontaine. La tour est haute de plus de 14 m et a conservé trois ouvertures qui donnaient sur une pièce communiquant avec le chemin de ronde. Une autre pièce sans fenêtre est située en partie basse. Cette salle basse serait profonde de 3,20 m. La partie romaine, étudiée en 1959, mesurait 13,25 m soit un différentiel de plus de 5 m par rapport au chemin de ronde. |       |             | Vue générale d'une tour vue de la gauche, avec un bâtiment comportant deux fenêtres à meneaux à gauche et un bâtiment construit en colombages à l'arrière-plan           |
| G  | Grande poterne             | La poterne est appelée de Saint-Hilaire en 1245 et est « la seule bien conservée ». Elle est haute de 4,16 m et large de 2,60 m. L'arc en plein cintre a été transformé en arc brisé. Une rainure désormais bouchée témoigne de la présence d'une porte ou d'un système de fermeture par des vantaux de bois. Le décor de l'arc mesure 0,86 m et comprend des briques posées à champ, tuiles canal, 3 rangs de briques à plat séparés après le premier par un rang de moellons. |       |             | Vue d'une porte dans une muraille, avec des bâtiments situés à gauche et à droite, dont l'arc est constitué de briques et traversée par un escalier avec une forte pente |
| 23 | Tour Saint-Hilaire         | Elle est conservée par des traces d'arrachement. La tour devait protéger la Grande Poterne. Elle appartenait peut-être à un particulier dès le dernier tiers du XIVe siècle. |       |             | |
| 24 | Tour des Ardents           | La tour a été mutilée au XVIIIe siècle lors de l'édification d'un hôtel particulier. Seules une chambre basse et la base de la tour antique sont conservées. |       |             | Vue d'un bâtiment comportant une tour dont la base est décorée |
| 25 | Tour de Tucé               | Le nom provient d'un hôtel particulier du XVIe siècle. la base mesure 1,75 m et la hauteur antique avec décor 7,80 m. Une chambre basse aveugle est présente. |       |             | Vue d'une tour percée de fenêtres à partir de la droite et accolée à un édifice                                                                                          |
| 26 | Tour de l'Estang           | Une « portion sud de son pied » est conservée sur 3,75 m de haut. La tour est représentée par Louis Moullin en 1854 et est détruite dans les trois années suivantes. |       |             | Vue d'une aquarelle |
| 27 | Tour du tunnel             | Des dégagements ont lieu dans les années 1990. Le côté sud qui la relie à la courtine est cassé sur plus de 5,70 m, le côté nord conserve 10 m de mur romain. La tour s'est tassée sur elle-même du fait de l'humidité du sol. |       |             | Vue d'une tour qui s'est tassée sur elle-même. |
| H  | Poterne du tunnel          | La poterne conserve des rainures et des trous liés à un système de fermeture. Inutilisée comme poterne avant le milieu du XIIIe siècle, elle est redécouverte en 1953, elle est large d'environ 1,80 m et haute sous voûte de 3,55 m avec un passage profond de 4,20 m. Considérée comme une porte marine un temps, cette interprétation n'est plus de mise du fait du niveau de la Sarthe. |       |             | Vue d'une ouverture dont l'arc est réalisé en briques, et fermée par une grille                                                                                          |
| 28 | Tour Hueau                 | La tour est détruite dans les années 1830, n'est conservée désormais qu'une hauteur d'environ 0,80 m. Deux dessins sont conservés, un d'Arcisse de Caumont et l'autre de Richard Charles Hussey. Le rayon de la tour était de 3,50 m et une largeur de 7 m, pour une prise sur le mur d'environ 5 m. |       |             | Vue de vestiges d'une tour adossée à un mur |
| 29 | Tour de la Madeleine       | Le nom provient d'une maison canoniale. La hauteur antique conservée est de 14 m. Trois fenêtres sont présentes dans une pièce au premier étage. Une autre fenêtre est percée dans le second étage. |       |             | Vue d'une tour à partir de sa base, comportant une base décorée et des fenêtres dans ses parties supérieures                                                             |
| 30 | Tour des Pans-de-Gorron    | La tour, d'« une très grande qualité de construction », est de forme hexagonale et conservée sur 10,50 m au niveau de la courtine. le rayon de chaque arête de la tour mesure 3,75 m. |       |             | Vue d'une tour hexagonale en ruines et un édifice contemporain à droite                                                                                                  |
| I  | Poterne de Gourdaine       | Elle a disparu après le XVIIe siècle, se situant sur le site occupé par la rue des Pans-de-Gorron. Des vestiges de cette poterne ont été retrouvés, briques de l'arc de la voûte et blocs du jambage. |       |             | Vestiges de briques sur un mur. |
| 31 | Tour                       | |       |             | |
| 32 | Tour de Gourdaine          | Disparue de nos jours. Elle existe encore au XVIIe siècle, étant propriété de la ville puis du chapitre de la cathédrale, mais est détruite le siècle suivant. La tour était peut-être liée à une autre tour de forme hexagonale en liaison avec une poterne et adoptait peut-être cette forme. |       |             | |
| 33 | Tour du cavalier           | Un appareillage médiéval existe, du début du XVe siècle, lorsqu'une nouvelle porte a été créée pour le château. La porte romaine a été soit enveloppée soit reconstruite. |       |             | Vue d'une tour recouverte d'un toit. |

### Décor

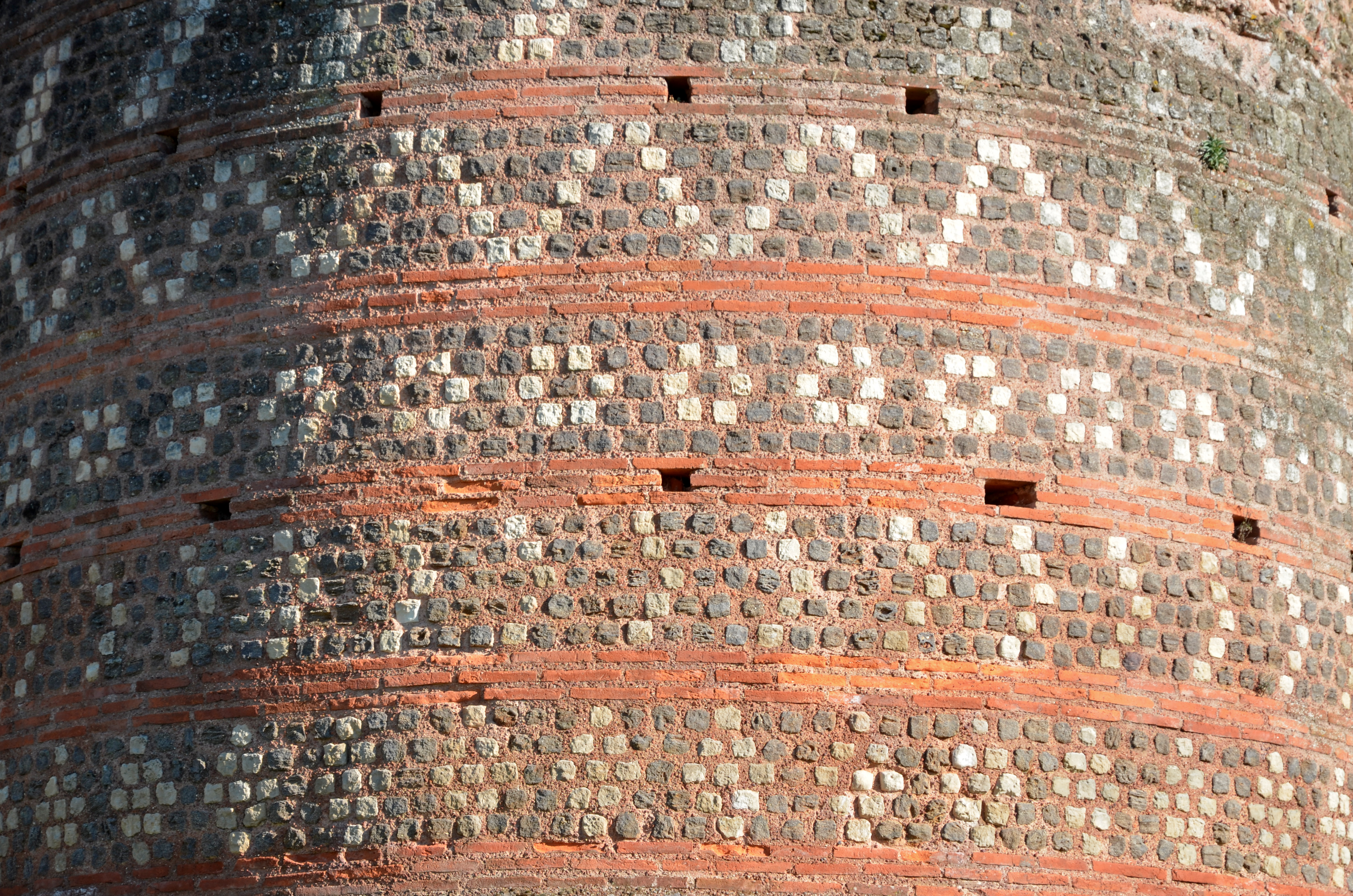
Décor extérieur d'une tour.

#### Caractères généraux du décor de l'enceinte
L'enceinte présente une couleur ocre due à l'emploi de grès rouge dite « pierre de roussard », alternant avec le calcaire crayeux plus clair, les chaînages de brique rouge et le mortier rose pâle, riche en tuileau pulvérisé. Les motifs des dessins géométriques très soignés révèlent des qualités architecturales et artistiques chez ses concepteurs et constructeurs. L'enceinte possède une spécificité, un remarquable décor sur sa façade extérieure qui fait son succès comme « archétype des enceintes urbaines de la fin de l'Antiquité »,. La décoration n'est pas totale, en effet une section entre Saint-Pierre-de-la-Cour et le Pont-Neuf n'est pas décorée.
La face interne ne comporte également pas de décor « en l'état des observations »,.

#### Blocs de réemploi

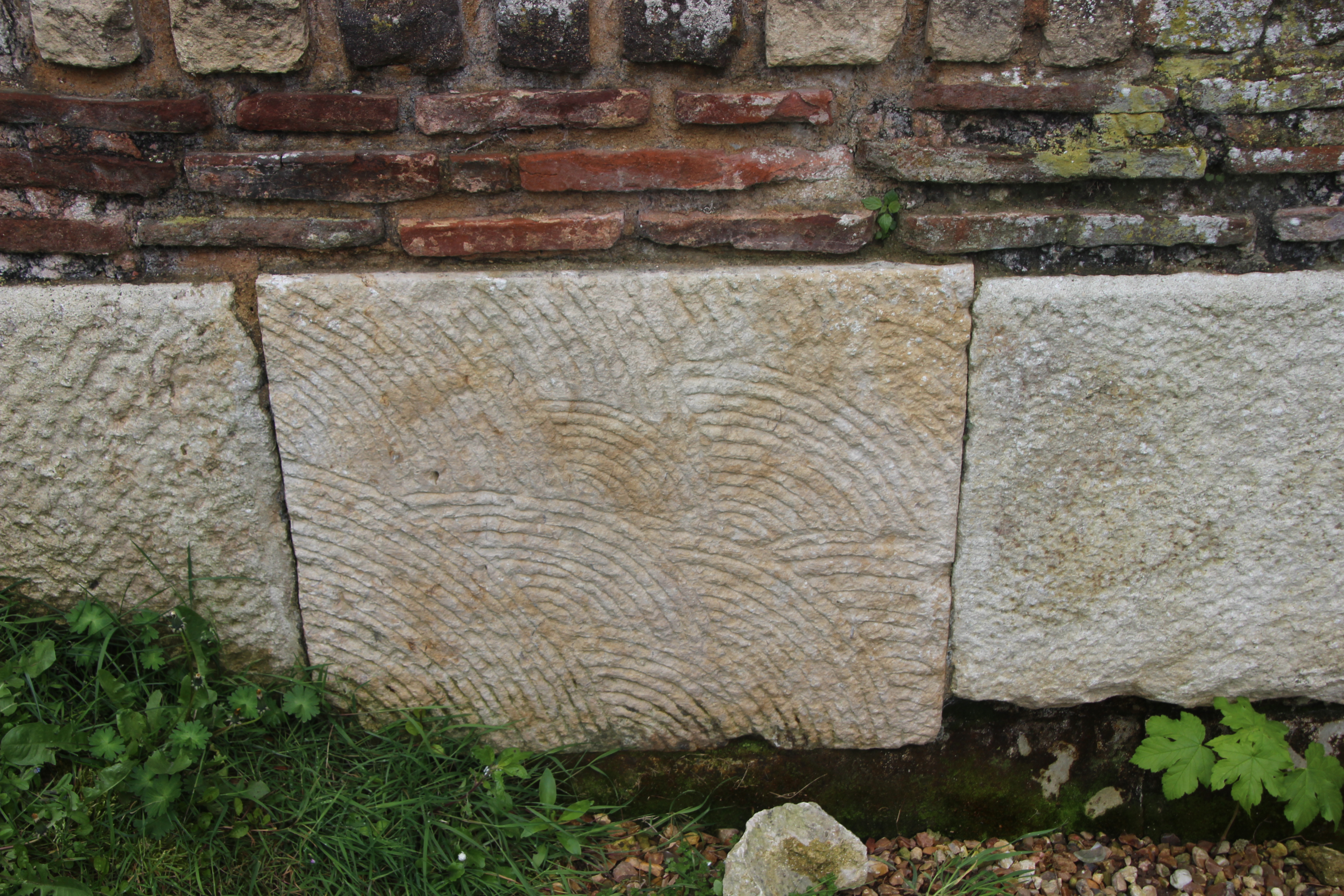
Détail du soubassement non loin de la tour Madeleine, avec blocs de réemploi sculptés.

Un soin a été réalisé dans le choix des blocs de réemploi utilisés à la base de l'enceinte, afin d'utiliser des blocs provenant de mêmes édifices, avec à la fois des tailles complémentaires et des décors en arcs de cercle. Le réemploi constitue une à trois assises et sur les sections les éléments proviennent de mêmes édifices. Entre la tour des Pans-de-Gorron et la tour Hueau des blocs ont été ciselés d'arcs de cercle, retrouvés dans les années 1950, éléments sculptés présents sur une centaine de mètres. Certains blocs portent une ciselure sur leur encadrement. La taille est datée du IVe siècle comme en témoignent des éléments similaires présents sur d'autres enceintes ou sarcophages de l'Antiquité tardive, même si des hypothèses l'ont initialement comparée à celles du cairn de Gavrinis.
Les poternes ont leur piédroit en grand appareil. L'arc de la Grande-Poterne est le seul à disposer encore de son décor.

#### Parement externe
La volonté esthétique est « encore plus spectaculaire » sur les tours et les courtines, avec la polychromie qui est présente : du grès roussard de coloris variés, du calcaire blanc, du grès clair sont utilisés avec des briques de coloris variés également. Le mortier de tuileau donne un coloris rouge,, une « teinte dominante ». La gamme de couleurs est étendue et les motifs sont disposés en « assises régulières ».

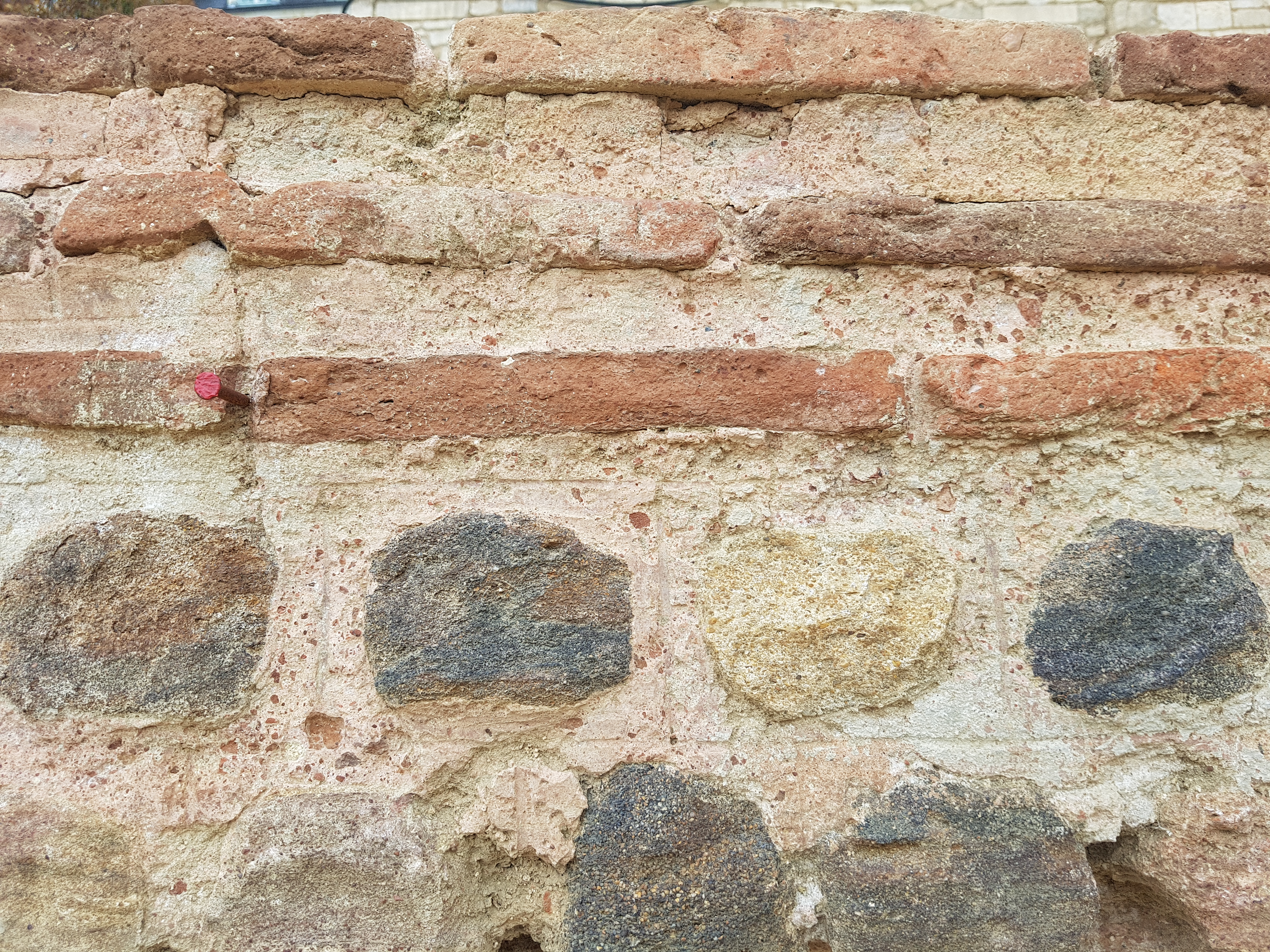
Joints tirés au fer dans les jardins de l'évêché.

Les joints tirés au fer et des registres de motifs concourent à l'esthétique. Les bâtisseurs ont fait des traits sur les joints pour accentuer l'apparence de régularité. Des motifs sont créés par alternance de moellons de calcaire et de grès, et des briques. Les motifs sont soit de caractère géométrique, soit de composition mixte.
14 motifs différents sont référencés par Joseph Guilleux,. Ils sont associés entre eux afin de « varier les effets décoratifs, ou rompre la monotonie répétitive du motif, ou combler un vide ». La variété des décors est peut-être à relier à une certaine autonomie des équipes pour ce domaine.
|    | Type de motif,.                                                                    | Illus.                                                                               |
| -- | ---------------------------------------------------------------------------------- | ------------------------------------------------------------------------------------ |
| 1  | semis                                                                              |                                                                                      |
| 2  | lignes horizontales, selon différents types                                        |                                                                                      |
| 3  | lignes obliques selon différents types là aussi                                    | série de blocs de pierres en forme de lignes obliques de part et d'autre de briques. |
| 4  | dents-de-scie                                                                      |                                                                                      |
| 5  | V, motif peu présent et parfois inversé                                            | Motif en forme de V fait à partir de pierres de coloris divers.                      |
| 6  | pointes de flèches                                                                 |                                                                                      |
| 7  | triangles, selon une « grande variété »                                            | Détail d'un mur décoré de différents motifs dont des triangles                       |
| 8  | cercles pointés, type de décor très répandu tant sur la courtine que sur les tours | Motif en forme de cercle créé à partir de pierres de coloris divers.                 |
| 9  | demi-cercles, souvent associés à des triangles                                     |                                                                                      |
| 10 | losanges de tailles différentes                                                    | Motifs de losanges réalisés à partir de pierres de couleur différentes               |
| 11 | sabliers de hauteurs différentes et de coloris soit brun soit clair                | Décor divers dont motif de sablier et un autre registre avec motif de cercle.        |
| 12 | X, uniquement présent entre la poterne du Tunnel et la tour Hueau                  |                                                                                      |
| 13 | chevrons                                                                           |                                                                                      |
| 14 | colonnes, motif rare mais présent en particulier sur la tour d'Oigny               |                                                                                      |

#### Tradition locale... mais présente ailleurs

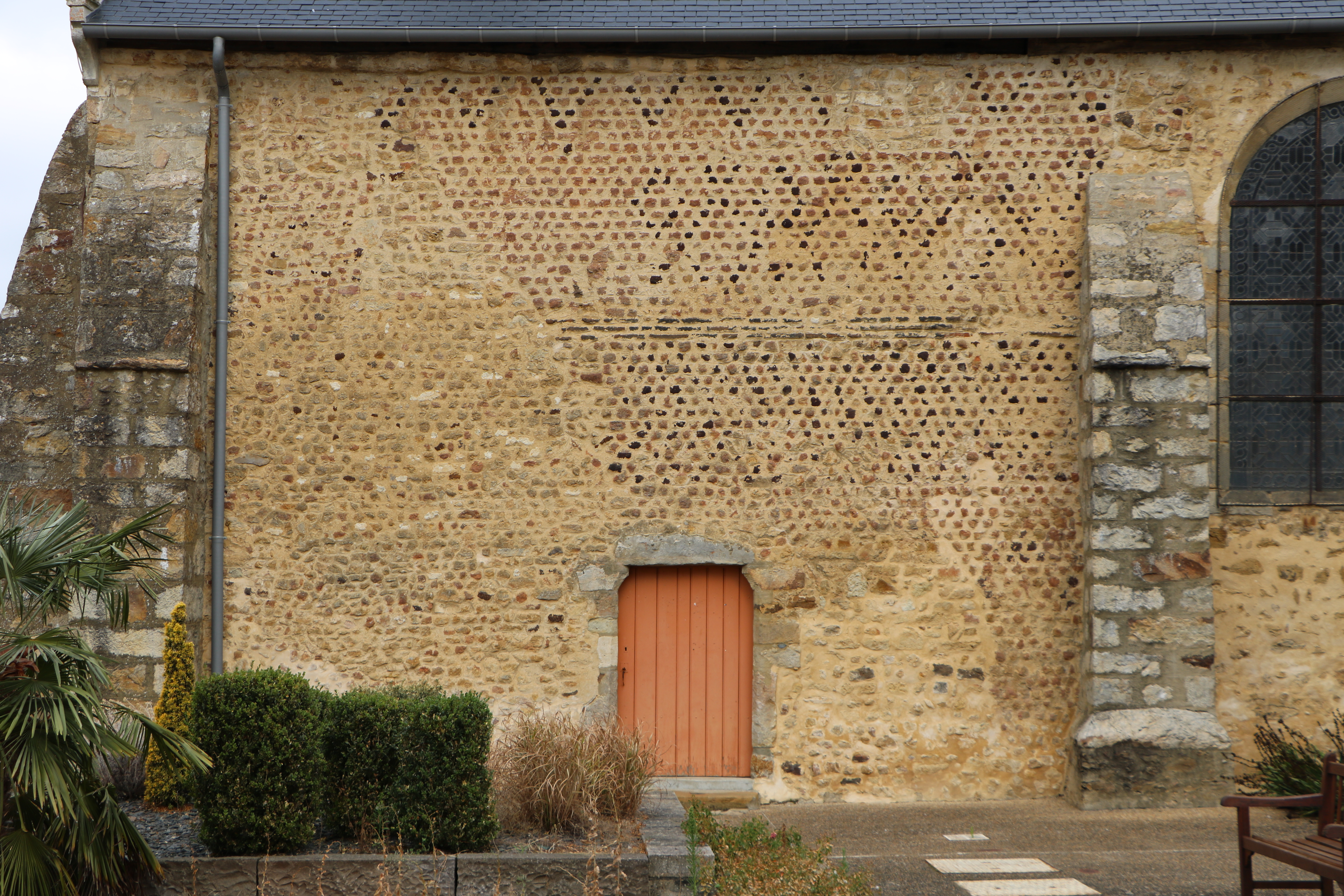
Mur romain de l'église Saint-Germain de Savigné-l'Évêque.

Le décor est lié à « une tradition constructive locale » identifiée sur des vestiges d'un édicule cultuel découverts sur le site des Jacobins au Mans et datés de 15-20 mais aussi à Aubigné-Racan, Savigné-l'Évêque ou sur le site d'une tour polygonale d'une villa romaine à Juillé. La tradition est liée à l'usage des diverses roches disponibles chez les Aulerques Cénomans, variété liée à la particularité géologique que le secteur occupe une « position à l'interface » du Massif armoricain et du Bassin parisien.
Le décor se trouve sur d'autres sites mais à une autre échelle : Nantes, Rennes, Jublains, mais aussi Mâcon, Bourges ou Die.
L'usage local du décor plaide pour la contribution de main d’œuvre locale au chantier. Joseph Guilleux évoque de la part des responsables locaux une « manifestation d'un patriotisme local » par l'élaboration d'un décor sur un édifice décidé par le pouvoir impérial.

## Entre usage militaire et dégradations: l'enceinte du Moyen Âge à l'époque moderne

Plan des enceintes jusqu'au Moyen Âge :
Enceinte gallo-romaine
Fossés XIVe siècle
XIe siècle
XVe siècle
XIIIe siècle
XVIe siècle
XIVe siècle

### Moyen Âge
Les recherches sur l'histoire de l'enceinte après l'Antiquité sont récentes. Les sources se multiplient après le XIVe siècle.
L'enceinte retrouve une fonction militaire dans les différentes périodes de troubles jusqu'au XVIe siècle : raids bretons, vikings, conflits médiévaux, guerre de Cent Ans, guerre de Religion,.
Le rôle de l'enceinte se transforme au cours de la période médiévale. Au Haut Moyen Âge, l'enceinte tient un rôle défensif et symbolique. Les portes symbolisent la ville et la distinguent des faubourgs. À la fin du Moyen Âge, cette fonction défensive persiste mais l'enceinte définit en outre le « cadre territorial et juridique » de la ville.
Le Mans confirme son rôle de capitale de cité et de siège du pouvoir « pour quinze siècles » : préfecture militaire, siège d'un évêché, siège d'un comté puis rôle administratif continu jusqu'au XVIIIe siècle.

#### Haut Moyen Âge

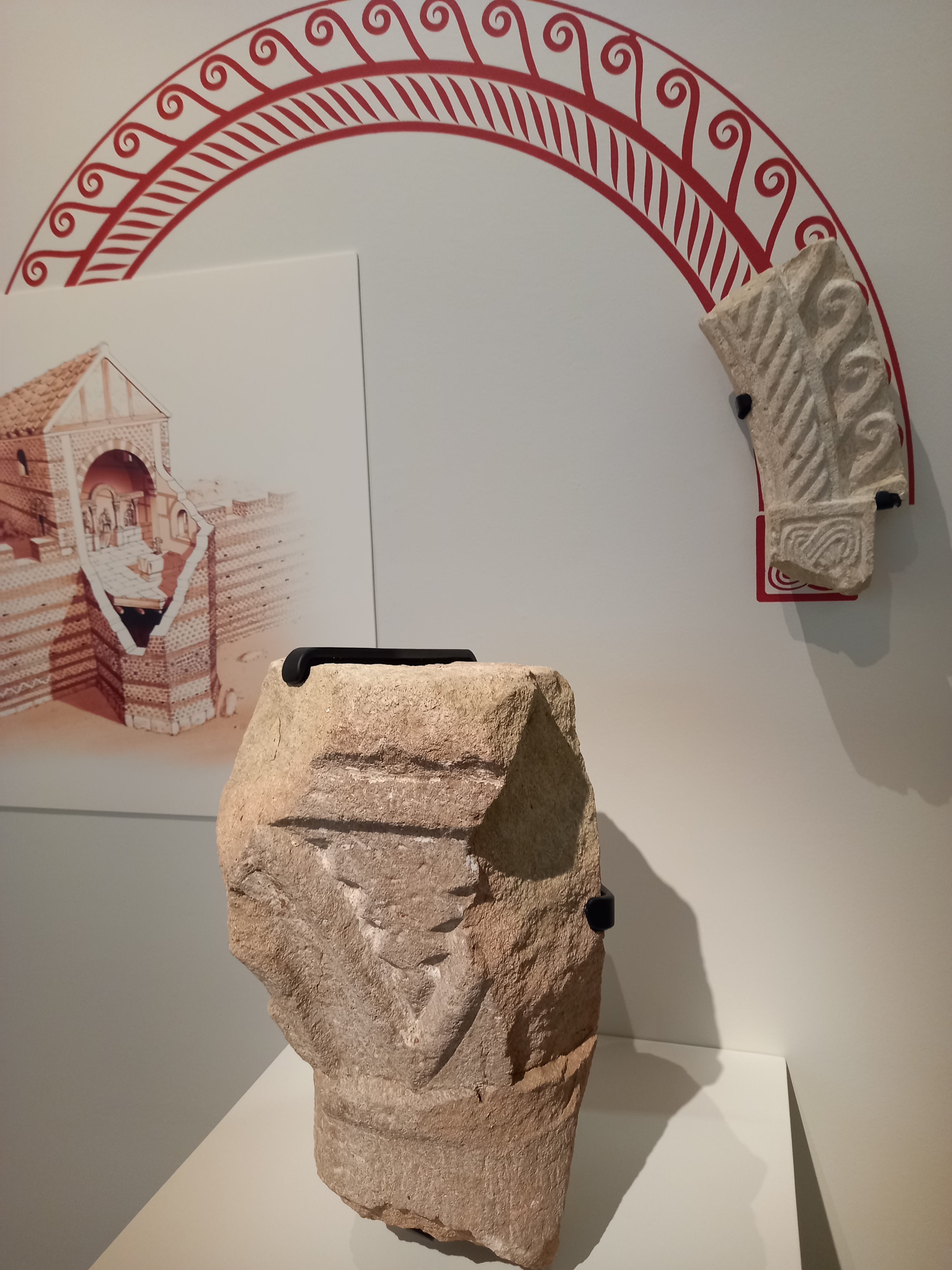
Vestiges lapidaires de l'oratoire Saint-Michel, chapiteau et fragment d'arcade, IXe siècle-Xe siècle.

Même si l'Empire romain s'achève en Gaule en 486 avec la défaite de Syagrius face à Clovis, la culture reste romaine au siècle suivant. L'enceinte romaine reste importante car la ville devient siège d'un comté puis duché dès le VIIe siècle. L'entretien est sans doute pris en charge par l'évêque, « principal relais de l'autorité royale », dès le haut Moyen Âge.
Les abords de l'enceinte sont occupés par des sépultures éparses dans le secteur de la cathédrale et de l'hôtel de ville, ce qui marque une rupture avec l'habitude ancienne d'inhumations hors des villes.
Certaines tours deviennent des oratoires et des églises s'adossent aux murs pour des motifs « ostentatoires et symboliques » outre le « manque de place ». Le monastère de femmes de Saint-Aubin daté du VIIe siècle est localisé dans une tour, près de la porte de la ville et non loin de la cathédrale. Deux autres oratoires sont peut-être également situés dans des tours, celui de Saint-Pierre et celui de Saint-Martin, la situation du Mans étant similaire à bien d'autres villes. Les tours sont susceptibles d'accueillir les pèlerins et leur assurer un lieu sécurisé de repos.
Le choix est fait d'implanter la cathédrale à son emplacement définitif est fait « sans doute » au Ve siècle au niveau le plus haut de la ville enclose. Les groupes épiscopaux sont situés dans l'espace protégé de la cité. Le testament de l'évêque Bertrand du Mans daté de mars 616 signale un oratoire dédié à saint Michel dans une tour.
La période voit le comte du Maine renforcer son pouvoir face à l'évêque. L'enceinte du Mans sert de « cadre au développement de la vie urbaine » et symbole de lieu de pouvoir. Les deux autorités s'installent sur l'enceinte face à la vallée de l'Isaac et la question d'une relation consciente avec une continuité du pouvoir romain se pose. L'évêque déménage aux XIe siècle-XIIe siècle des alentours de la tour Saint-Michel au côté nord-est de l'enceinte, non loin du transept de la cathédrale.
Le palais des comtes du Maine est installé pour sa part sur l'« emplacement probable » du forum. La collégiale Saint-Pierre-de-la-Cour est fondée à proximité de la porte Saint-Martin.

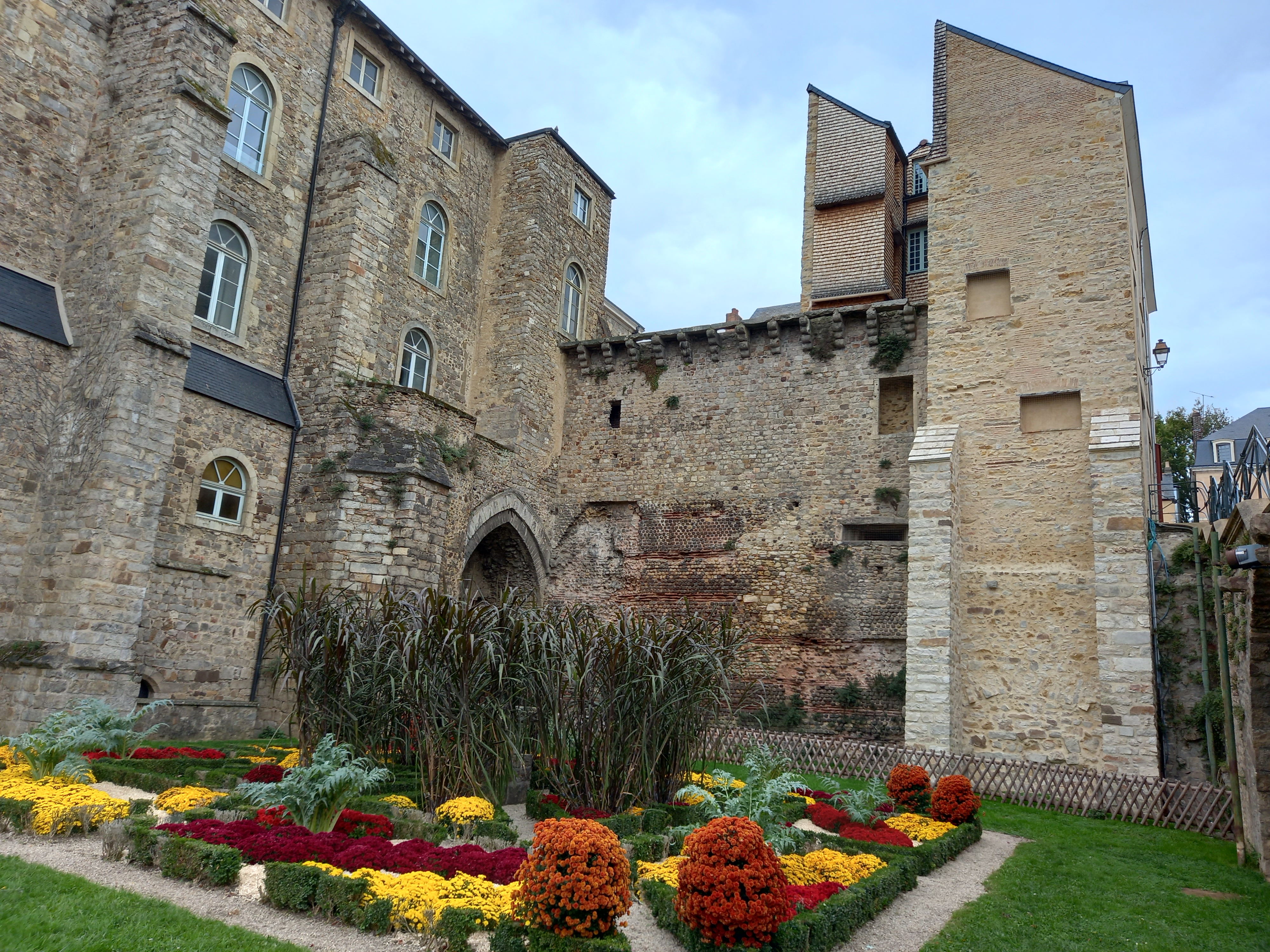
Vue générale du Jardin Pierre-de-Ronsard.

L'enceinte romaine sert alors de « cadre au développement de la vie urbaine et (...) symbole de la ville en tant que lieu de pouvoir ».
Le duc du Maine devenu depuis 856 roi des Francs, Charles le Chauve, confie temporairement le commandement ducal à son fils Louis le Bègue et restaure en 869 les murailles pour renforcer les défenses de la ville face aux incursions bretonnes et normandes, Le Mans est pillé par les Bretons en 844 et 850 et par les Vikings alliés aux Bretons en 865-866,. Charles le Chauve ordonne des travaux de restauration, tout comme à Tours ou Reims.

#### DuXIesiècleauXIVesiècle
Le Mans est convoitée au XIe siècle, d'où « une multitude de conflits et de révoltes ». Guillaume de Normandie, le futur Conquérant, en prend le contrôle en 1062 : il avait fait bâtir deux mottes au lieudit Montbarbet et une grosse tour sur la face nord de l'enceinte, en utilisant le rempart romain tout comme il fait à Rouen ou Londres. Il autorise l'arasement d'une tour afin d'étendre la collégiale.
L'enceinte romaine devient le lieu de pouvoir de l'époque médiévale, tant religieux que politique, peut-être du fait de la volonté des nouvelles autorités de s'inscrire dans la lignée de l'Empire romain,.
L'enceinte n'est pas modifiée aux XIIe siècle-XIIIe siècle. L'utilité de l'enceinte se confirme durant le Moyen Âge, où elle connut des destructions partielles et de nombreuses restaurations, mal datées.
La ville est assiégée en 1100 par Élie Ier du Maine puis par Philippe Auguste en 1189. Philippe Auguste autorise la destruction d'une portion de l'enceinte en 1217 afin de reconstruire le chevet de la cathédrale en style gothique. L'enceinte dans le secteur de la cathédrale intègre le complexe ecclésiastique dans le premier quart du XVe siècle.

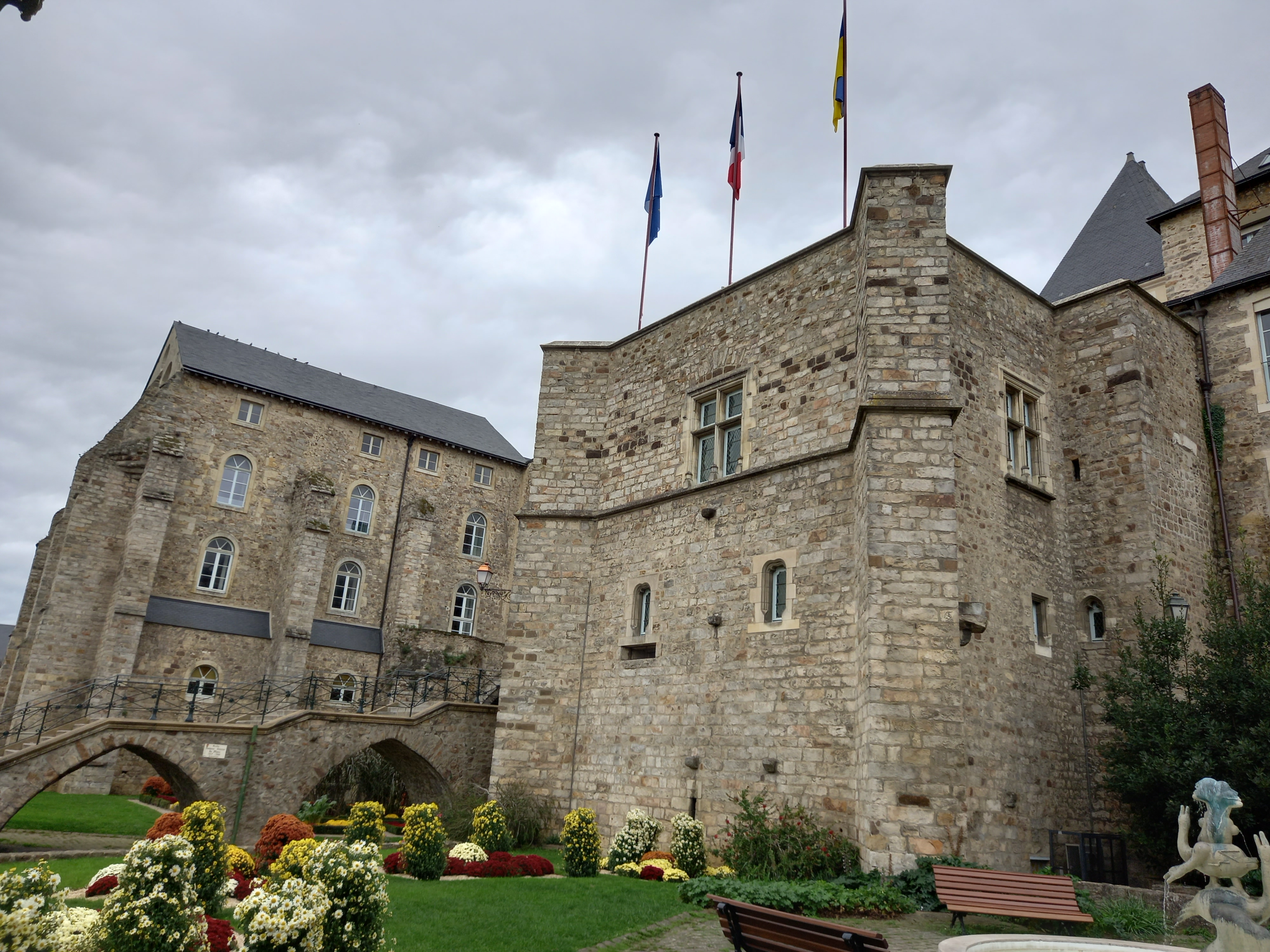
Au premier plan à droite, tour du Gros-Pilier édifiée à la fin du XIVe siècle.

L'enceinte est modifiée pendant la guerre de Cent Ans du fait d'une insécurité générale qui suit la capture du roi Jean le Bon à la bataille de Poitiers de 1356, avec l'ajout de mâchicoulis et de tours voire des enceintes supplémentaires pour protéger les faubourgs de la ville. Les abords de l'enceinte sont également modifiés à la suite du développement de l'artillerie. Un fossé est ajouté, large de 25 m et profond au maximum de 5 m. De la terre a permis de mettre en place un talus aux abords de la cathédrale et bâtir une enceinte complémentaire, avec une nouvelle tour et des aménagements de la tour Saint-Michel. Près de la Sarthe, une nouvelle enceinte de 600 m de long fut créée. Cette enceinte du quartier des tanneries double alors le rempart antique.
En 1370-1380, Louis Ier duc d'Anjou fait construire un nouveau logis au-delà de la muraille, édifice dénommé la tour du Gros-Pilier. L'escalier des Ponts-Neufs est construit dans le même temps, alors que la courtine romaine est surélevée de plus de 5 m . Au XIVe siècle l'enceinte côté Fossés-Saint-Pierre est renforcée notamment par des tours et tourelles. La tour construite sur ordre de Guillaume est renforcée et intégrée à une enceinte. Au travers de toutes ces modifications l'enceinte antique reste « un élément majeur du dispositif ».

L'enceinte avec une portion de la double muraille, médiévale dite des Tanneries au premier plan et romaine à l'arrière-plan.

En période de paix, l'enceinte n'est pas entretenue et des constructions s'y adossent. L'habitat se rapproche de l'enceinte antique, dont des maisons canoniales des XIIe siècle et XIIIe siècle, en particulier celle de Saint-Bertrand. Une fenêtre médiévale est présente dans la tour Madeleine. Des blocs de soubassement de calcaire issu de réemploi sont volés pendant la période ; l'édifice ainsi fragilisé se dégrade.
L'hôtel de Tucé est daté principalement de la fin du XVe siècle mais est plus ancien ; la tour de Tucé sert alors de chapelle et de chambre, et cette tour comporte un décor de faux appareil daté des XIIIe siècle-XIVe siècle. La porte Saint-Martin est donnée au chapitre de la collégiale Saint-Pierre-de-la-Tour vers 1170-1180. Les fossés rue des Fossés-Saint-Pierre sont occupés par des zones d'habitat dense au XIIIe siècle-XIVe siècle, occupé par des familles riches selon le mobilier retrouvé dans les fouilles des années 1980. Les fouilles à proximité de la cathédrale et du Jet d'eau ont permis de faire le même constat. Le lotissement des fossés est « certainement » une décision comtale destinée à procurer des revenus.

### Époque moderne

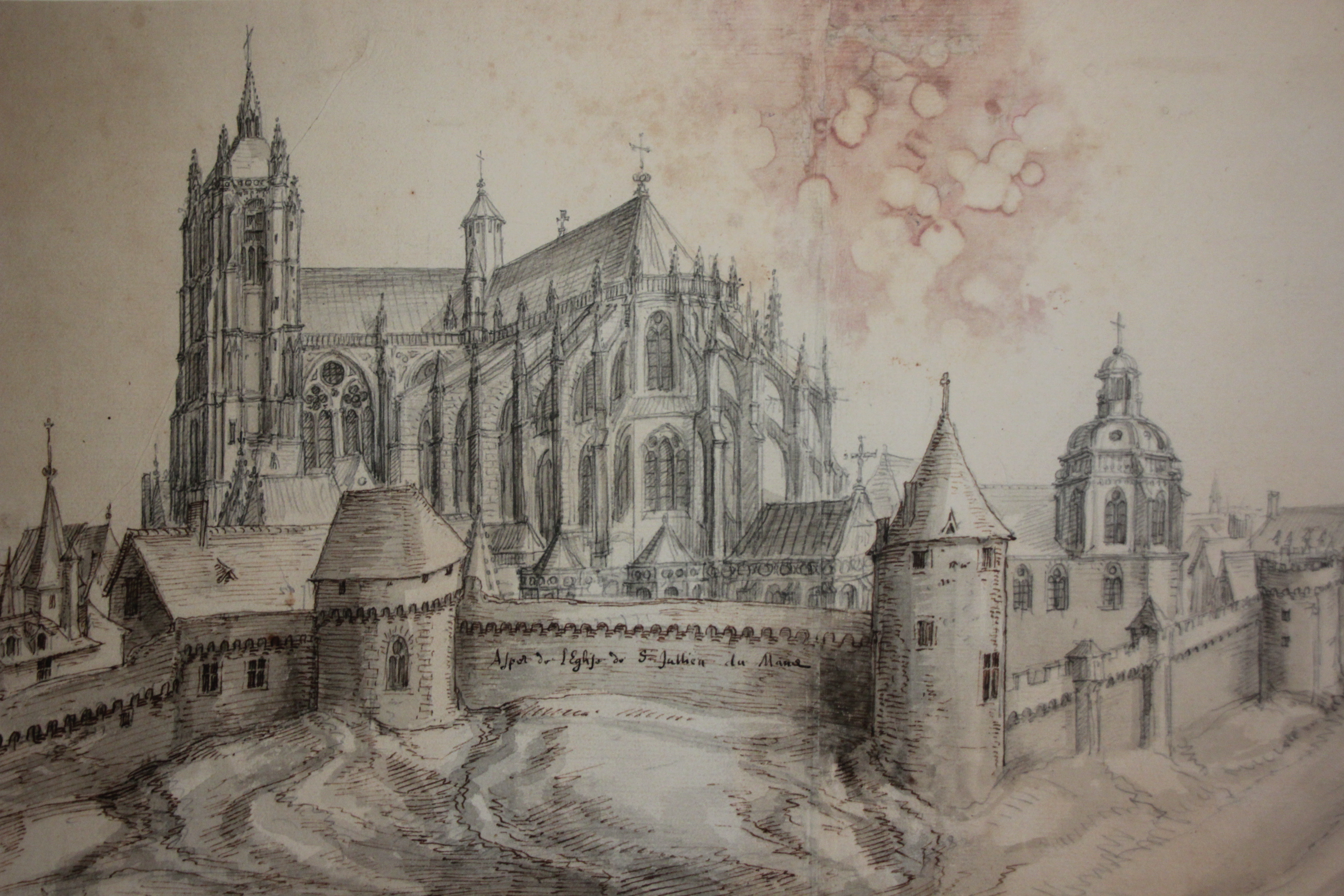
Vue partielle de la gravure dite Aspect de l'Église de Saint Jullien du Mans le 8 janvier 1624 et Achevée le 4 juillet 1637, dessin de Martellange Étienne (1569-1641).

La population de la ville augmente par pics, au début du XIVe siècle, vers 1560 et au milieu du XVIIIe siècle : des fossés sont creusés et des maisons « souvent aisées » sont bâties sur l'enceinte qui ne sert pas en période de paix, n'est plus entretenue et dont certains éléments sont loués. La Grande Poterne conserve sa fonction.
Dès la fin du XVe siècle, des chartes communales octroient aux échevins la gestion des enceintes, confirmées par un arrêt royal de 1687 : les tours sont alors utilisées pour des réunions du conseil de la ville dont une attestée en 1489 ou pour d'autres usages publics, alors que d'autres sont louées à des habitants. L'administration royale de la sénéchaussée constate un mauvais entretien de l'enceinte en 1671, une visite est alors organisée en présence des représentants de la ville ; malgré les préconisations, l'enceinte continue de se dégrader comme il est constaté en 1772.
Des éléments de l'enceinte sont encore possédés par des institutions religieuses, dont la porte Saint-Martin, qui est surmontée au XVIIIe siècle d'« une luxueuse demeure ». Les tours de l'enceinte côté Sarthe appartiennent alors souvent à des hôtels particuliers privés.
L'enceinte est remaniée et renforcée pendant les guerres de Religion, afin de les adapter à l'artillerie. Cet usage militaire est perdu après les Frondes du XVIIe siècle, Richelieu et Louis XIII développant les défenses aux frontières du royaume mais faisant détruire les enceintes intérieures afin de limiter les velléités de révoltes. La tour de Guillaume le Conquérant, bâtie en 1063, devenue château de la ville, est détruite en 1617,, tout comme des éléments des l'enceinte romaine, les matériaux étant réutilisés et la place libérée (actuelle place du cardinal Grente). Une tour est détruite en 1633. En 1683, le remblaiement de l'espace derrière l'angle nord-ouest, effectué par les chanoines, provoque l'effondrement de la muraille, sur une longueur de 50 mètres environ, détruisant le bâti en contrebas, dont l'église de Gourdaine.

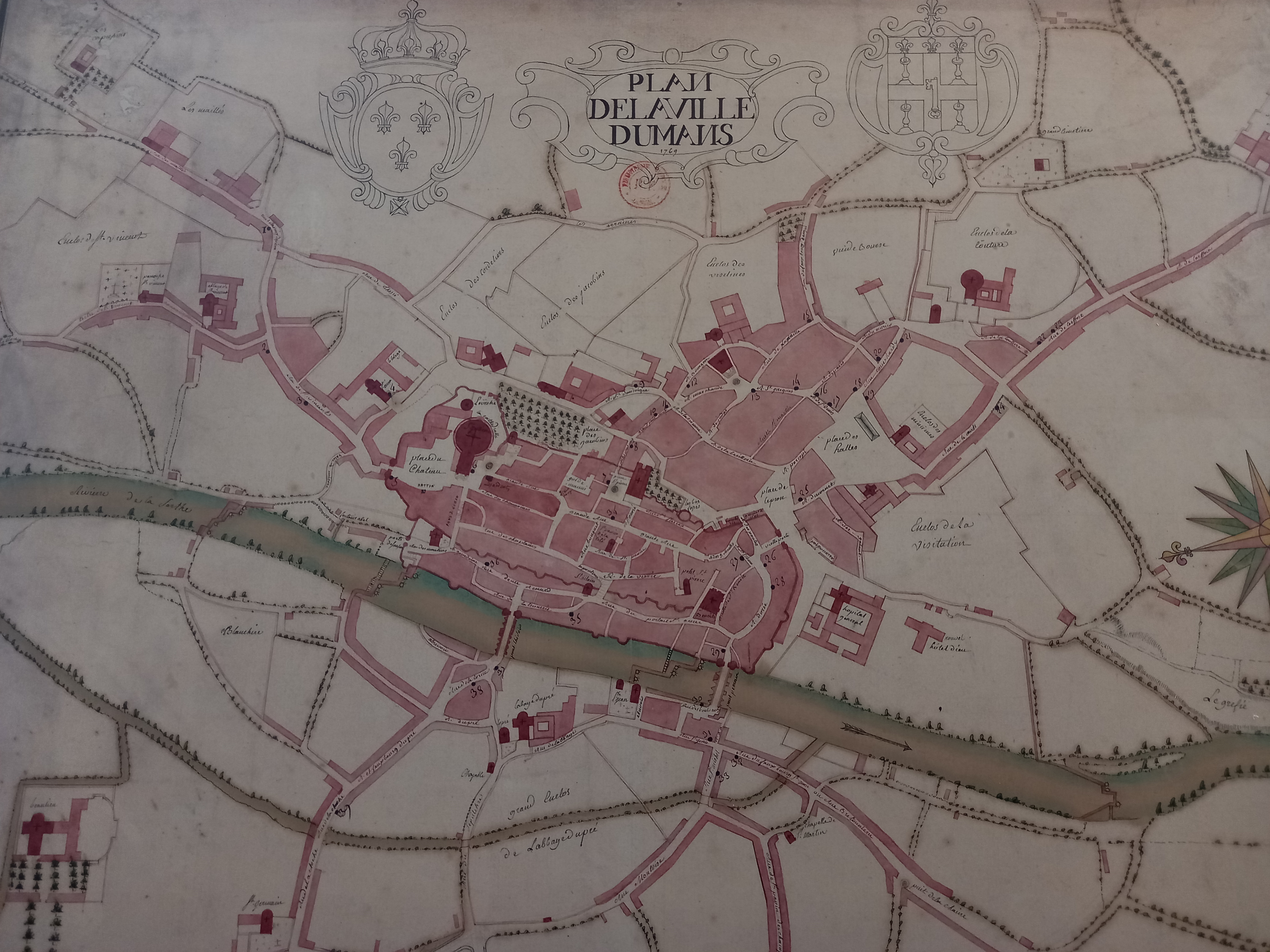
Plan de la ville du Mans en 1769, la ville déborde alors de ses enceintes successives du fait de l'activité urbanistique de la période.

En 1680-1690 « un tournant majeur de la politique municipale » a lieu, les fossés sont comblés et des éléments fortifiés du XVe siècle-XVIe siècle sont détruits. Le 20 février 1696, la propriété de l'édifice est transférée à la ville sur décision de Louis XIV.
L'objectif est d'embellir la ville en créant des places et de faciliter la circulation. De nouvelles routes sont construites et de nouveaux bâtiments sont établis (marché, poissonnerie, boucherie). Un escalier est construit, l'actuel escalier des Boucheries. En 1688, la tour Margot est transférée à l'évêque pour des travaux de l'Officialité.
Les travaux se terminent au début du XVIIIe siècle, mais les aménagements urbains perdurent jusqu'à la fin du siècle. Les tours Fayau et d'Engoufer, menaçant de tomber en ruine, sont détruites en 1776-1778. Pendant toute la période de profonds remaniements urbanistiques, l'enceinte romaine est conservée car elle fait office de mur de soutènement à la ville haute et du fait de « son imbrication avec le bâti résidentiel et religieux ».

## Entre abandon, études et mise en valeur: l'enceinte auxXIXe-XXIesiècles

### Abandon
La croissance démographique du Mans est importante entre 1830 et 1848. La ville se dote d'importants équipements et lutte pour assainir les rives de la Sarthe. Le décor de l'enceinte est masqué par des enduits. La tour Hueau, dessinée en 1830, est détruite par le propriétaire, désireux d'agrandir son terrain.

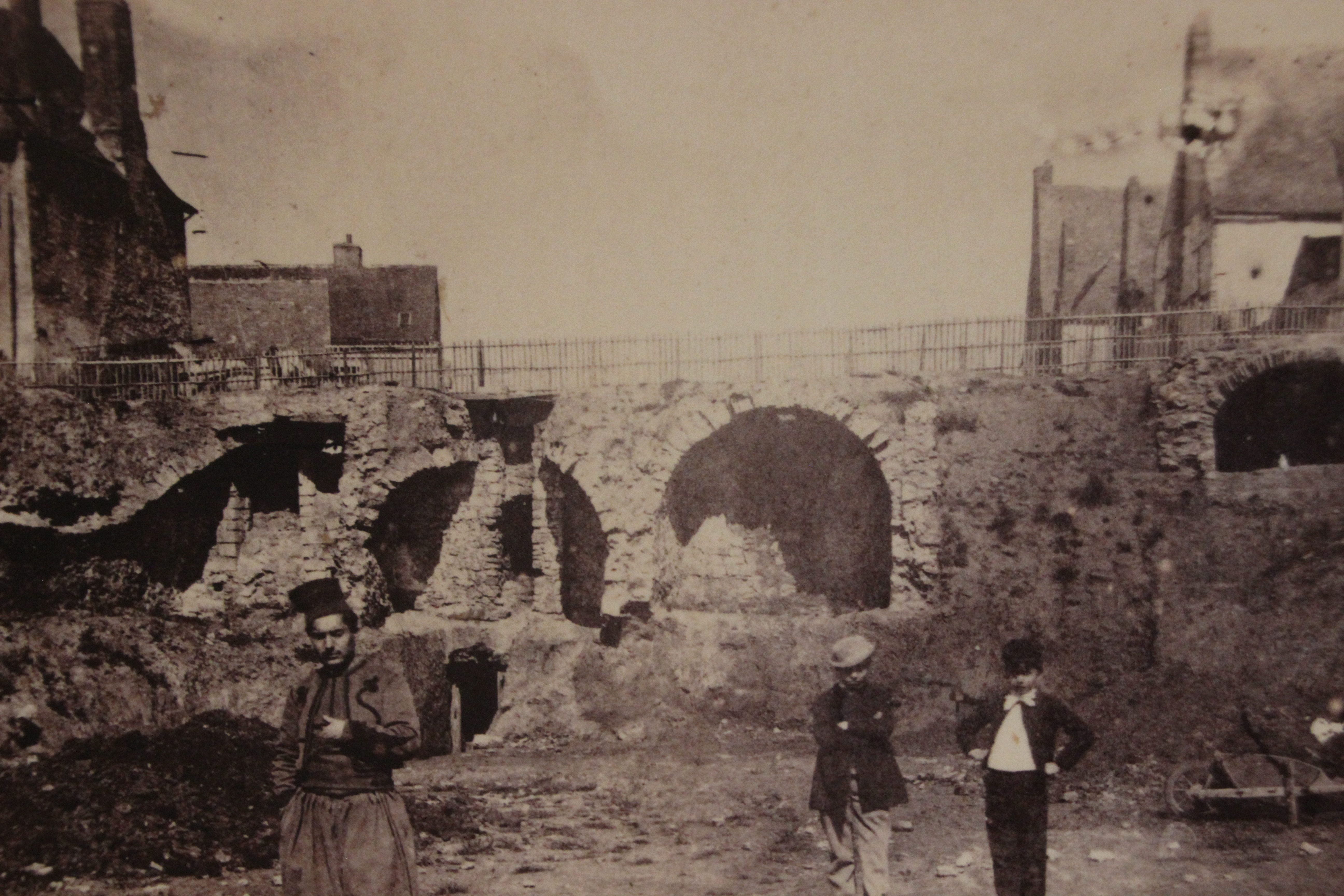
Photographie ancienne, vers 1870, présentant les travaux du tunnel.

Une galerie souterraine, décidée à la fin des années 1840, ouvre dès 1851 mais ferme dès 1857. Des sections de la muraille sont démolies en 1853-1854 pour ouvrir l'escalier vers la place des Jacobins.
Un nouveau projet moitié tunnel moitié voie dégagée permettant au quartier de la rive droite de la Sarthe d'être relié au reste de la ville, proposé par Eugène Caillaux, est adopté en 1872 et achevé en 1877. Les historiens protestent en vain, notamment Edward Augustus Freeman, mais une ouverture de 20 m est créée à la dynamite.
L'habitat et l'artisanat enserrant la muraille restent denses et le quartier insalubre. Des éboulements touchent l'édifice entre la fin du XIXe siècle et le XXe siècle.

### Études et aléas

#### Des origines à la fin duXIXesiècle

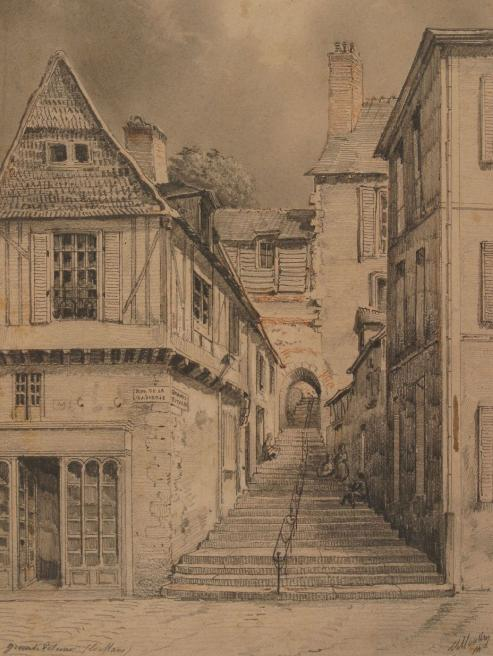
Dessin de la grande poterne par Louis Moullin, vers 1854

La documentation sur l'enceinte se multiplie après le XIVe siècle. L'intérêt pour l'Antiquité se manifeste en France au XVIe siècle. Le mouvement atteint la ville vers 1540 selon François Grudé. Le premier véritable historien qui étudie l'édifice en le décrivant et le datant de l'Empire romain est Louis Maulny (circa 1681-1765), conseiller au Présidial de son état.
Les premiers travaux significatifs de la part d'érudits locaux sont datés de la seconde moitié du XVIIIe siècle. Pierre Renouard (1744-1825) étudie les vestiges d'Allonnes et l'enceinte, il opère de « véritables observations archéologiques ». De la même période et surtout du XIXe siècle date une vague de représentations de la ville par les peintres, mais l'enceinte est alors très peu visible. L'enceinte est utilisée lors des constructions, en appui pour les courtines et les tours sont utilisées, pourvues de toitures en ardoise. L'enceinte est masquée par un quartier artisanal de tanneurs et de meunerie, et les abords de la muraille sont insalubres.

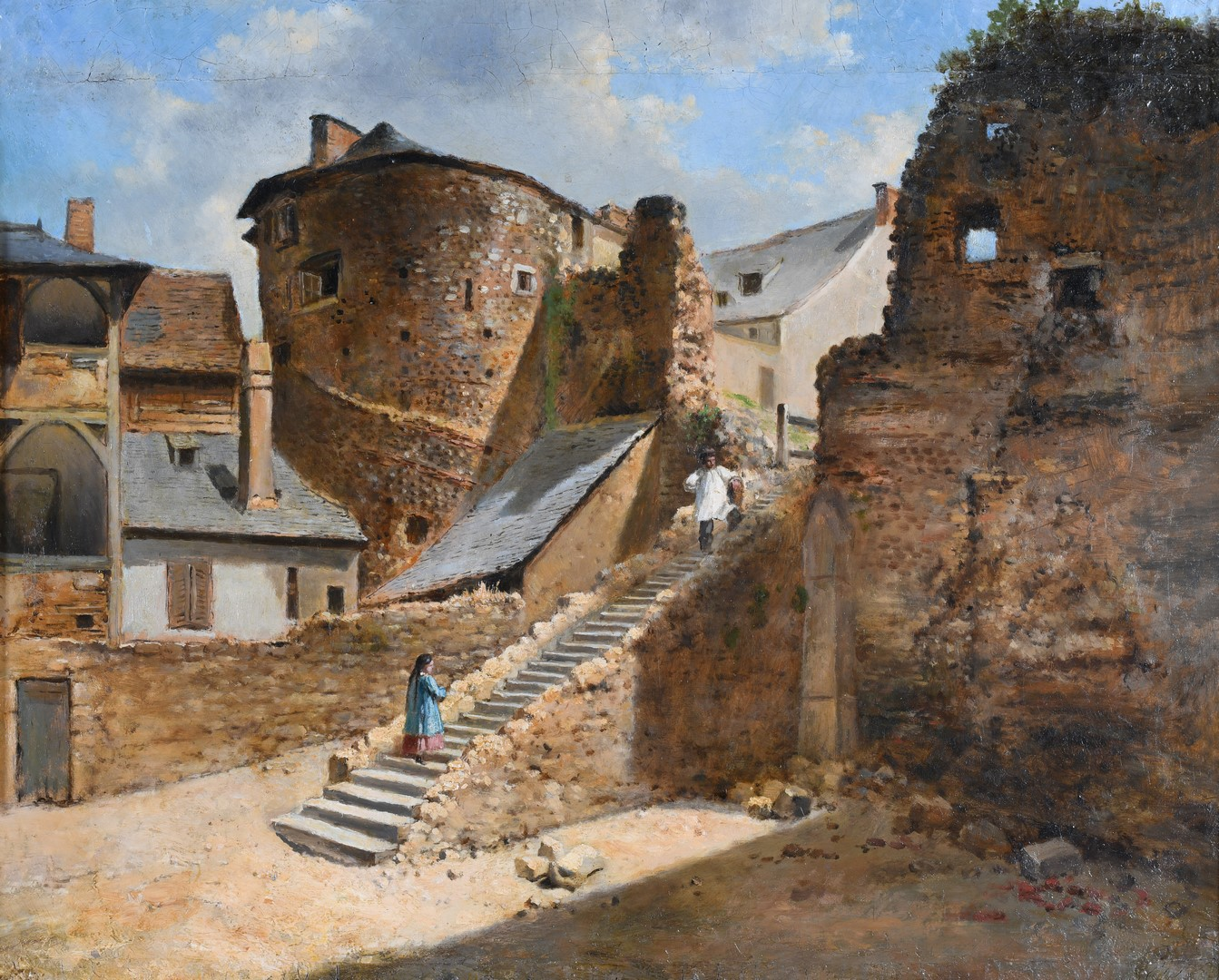
L'enceinte gallo-romaine avant la construction du tunnel, Georges Crinier, 1869, musée du Mans.

L'enceinte romaine a été beaucoup étudiée par les sociétés savantes et les historiens au XIXe siècle. L'enceinte est étudiée en particulier par Arcisse de Caumont, « figure marquante de l'archéologie » dès 1826, qui publie l'édifice dans son Cours d'antiquités monumentales en 1830. Les antiquaires du lieu représentent à partir des années 1830 les édifices anciens après les destructions liées à la Révolution française. Un « réel engouement » s'anime autour de l'édifice, la ville accueille un congrès de la société française d'archéologie dès 1836. Après un rapport de Prosper Mérimée de 1850, la muraille romaine est classée au titre des monuments historiques en 1862. Le même siècle voit la muraille médiévale détruite en grande partie du fait du développement urbain.
Louis Moullin réalise environ une centaine de dessins vers 1854 dont certains sont des témoignages précieux car leurs secteurs connaissent de profonds changements dans les décennies qui suivent, en particulier du fait de la construction du tunnel ou dans le secteur de la cathédrale du fait de la construction de l'escalier du Jet d'eau. Les œuvres témoignent d'une « approche esthétique et sensible » non dénuée d'une volonté de pittoresque.

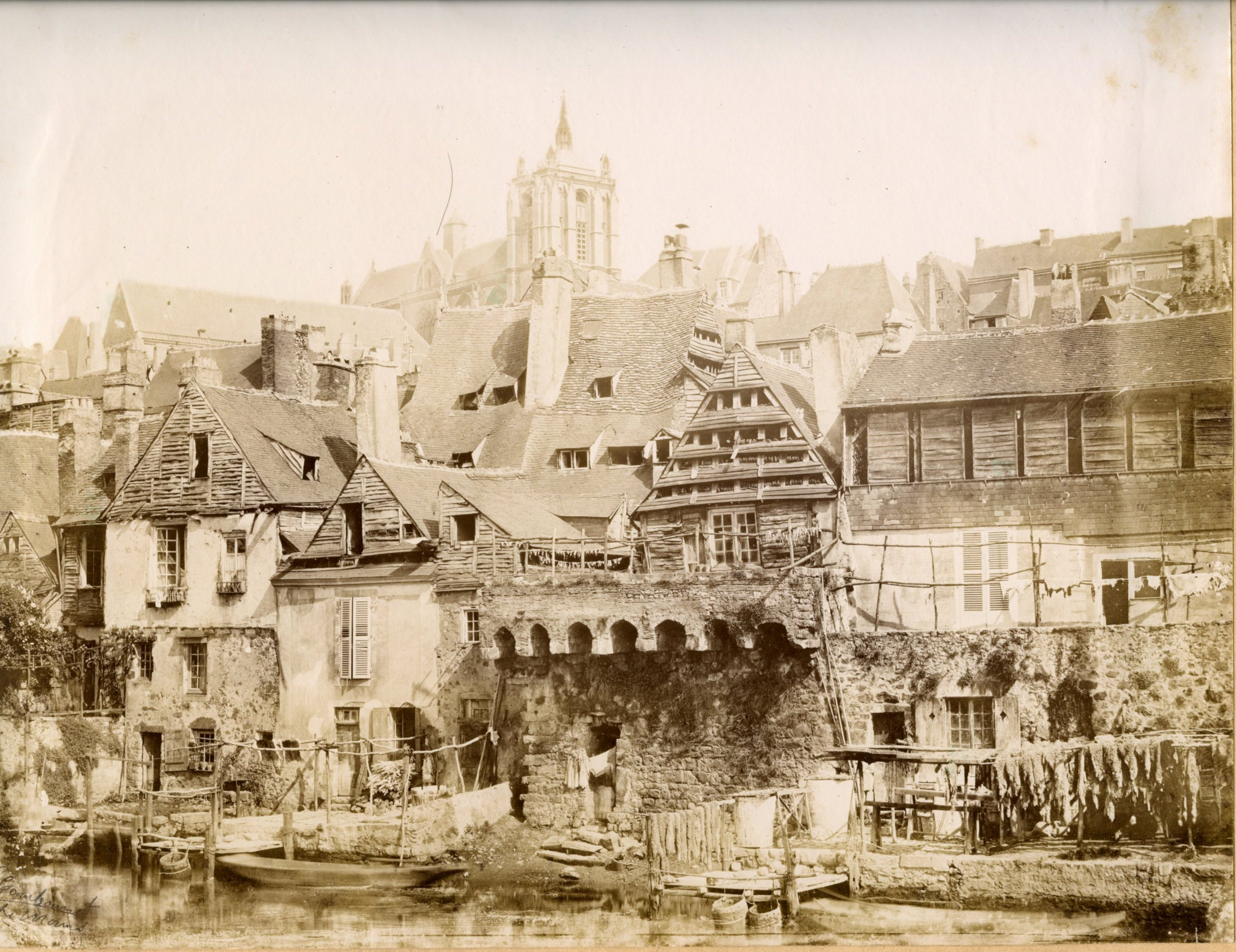
Quartier des tanneries au début du XXe siècle.

La photographie se développe à partir des années 1850 et dans les années 1870-1880 sur demande du musée archéologique de la ville. Les photographies témoignent des changements importants dans la ville et des destructions, même si seules celles de Gatien Chaplain-Duparc documentent les fouilles réalisées lors des grands travaux du tunnel. Georges Crinier représente la zone qui va être détruite par le tunnel en 1869, cependant la représentation du mur romain n'est pas « un sujet en soi ».
Les cartes postales qui se diffusent au début du XXe siècle comportent parfois « un intitulé fautif ». La muraille romaine est « quasi invisible tant pour les peintres que pour les habitants », alors que les vestiges médiévaux du quartier des tanneries sont mis en évidence.

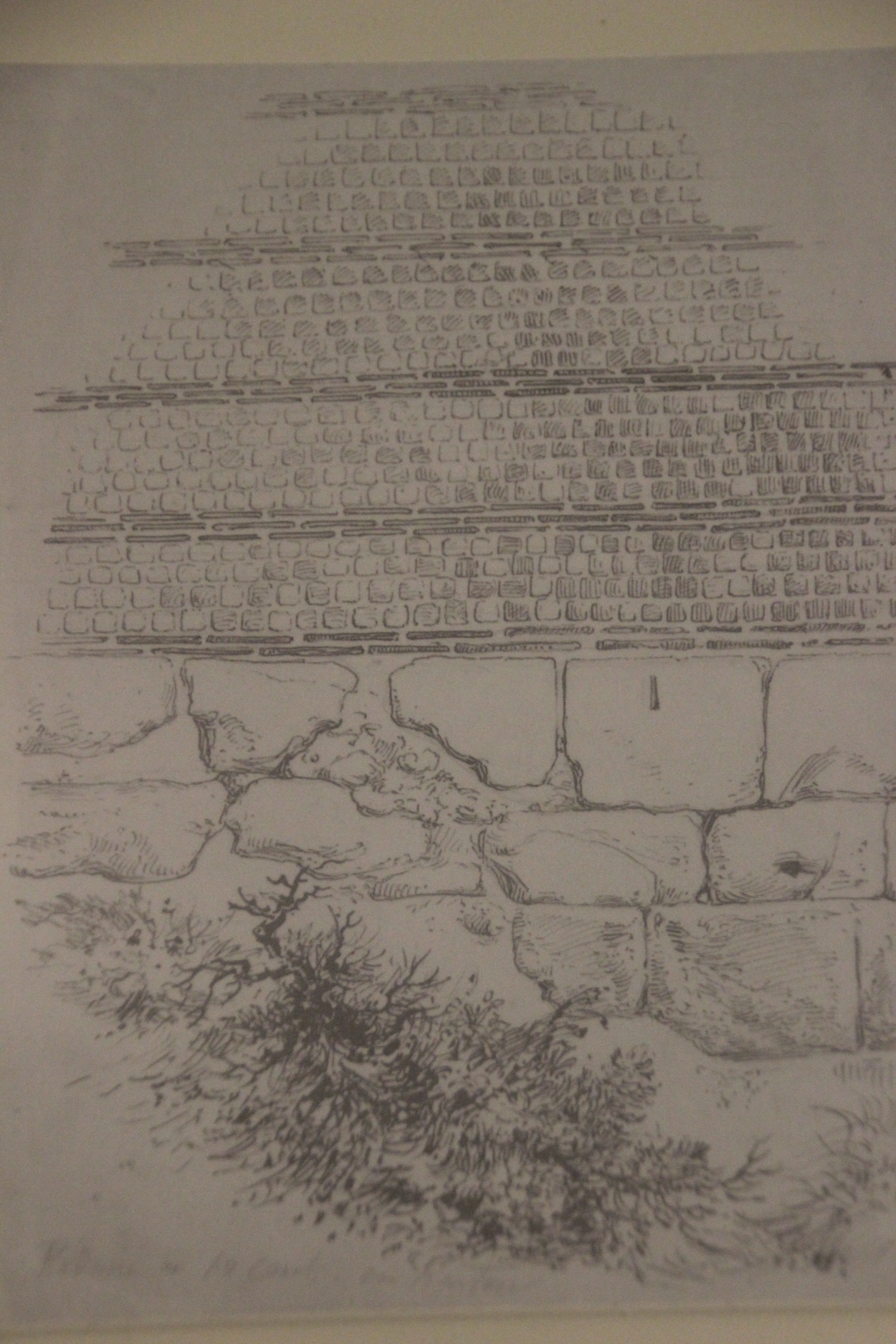
Gros blocs et petits appareils près de la Grande Poterne, Georges Bouet.

Des travaux ont lieu à partir de la seconde moitié du XIXe siècle afin de décrire et étudier l'édifice, ainsi Georges Bouet, Robert Triger ou Adrien Blanchet. Le dernier étudie les enceintes en étudiant en parallèle la numismatique, l'épigraphie et date les enceintes du dernier quart du IIIe siècle. Les auteurs du XIXe siècle datent l'enceinte du IIIe siècle au VIe siècle mais surtout des IIIe siècle-début IVe siècle. Georges Bouet réalise plus de trente dessins pour une publication destinée à l'enceinte sous la plume de Robert Charles en 1881. Robert Charles est très prudent pour la datation de l'enceinte et place sa construction entre la seconde moitié du IIIe siècle et la mort de l'empereur Julien en 363. L'enceinte est décrite et son histoire étudiée à partir des années 1850 dans le cadre des sociétés et revues savantes.
Les éboulements de sections de l'enceinte entraînent des affaires judiciaires entre habitants et municipalité afin d'obtenir des « travaux de mise en sécurité ». Une affaire a lieu après l'éboulement en 1887 rue de la Porte Sainte-Anne d'une section à la suite de pluies, un autre procès a lieu en 1893 ; ces démêlés sont des défaites judiciaires pour la ville qui est considérée comme propriétaire par la voie judiciaire.

#### Du début duXXesiècleau début duXXIesiècle

##### Prise de conscience et premières restauration: jusqu'aux années 1970

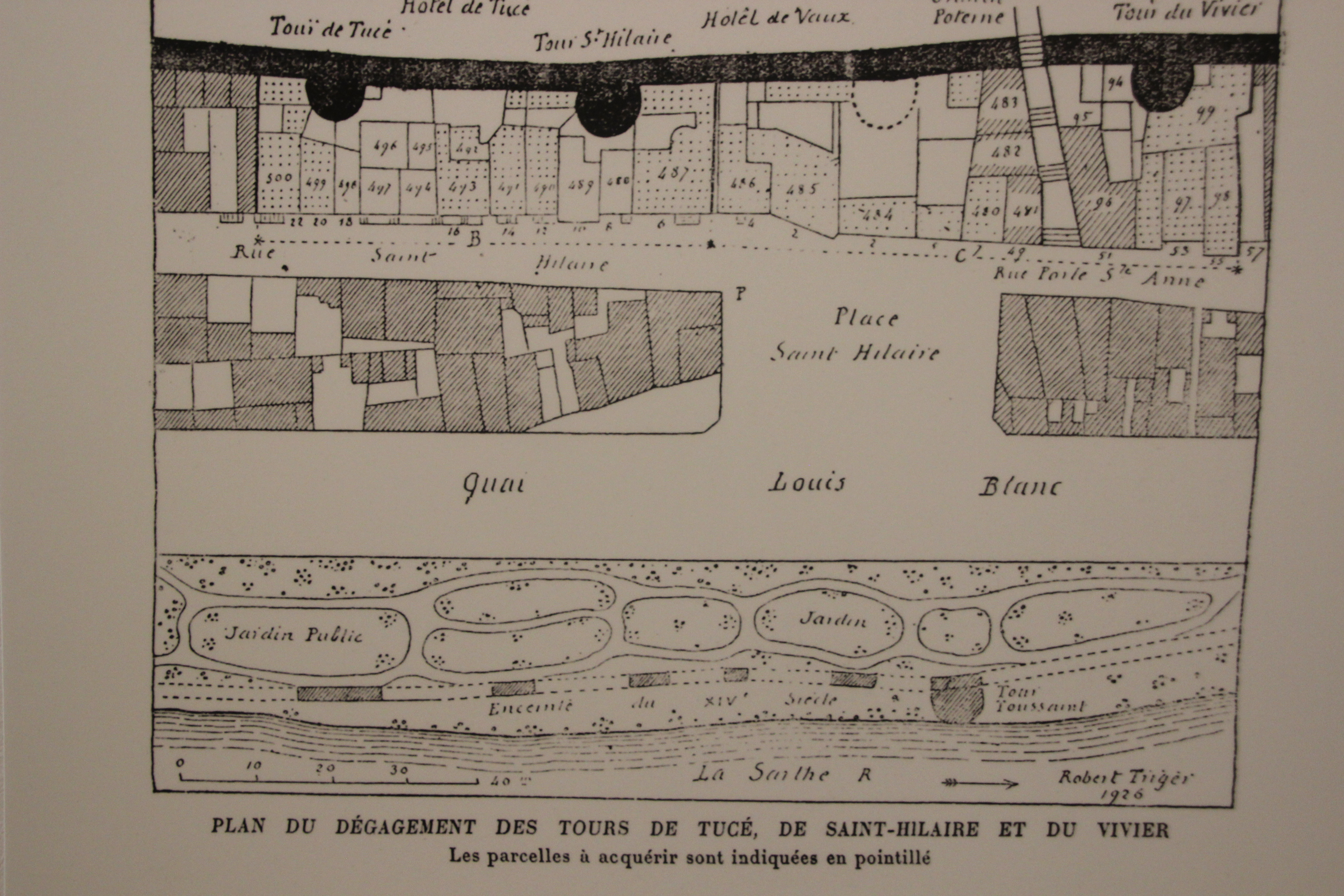
Plan du dégagement des tours de Tucé, de Saint-Hilaire et du Vivier, Robert Triger, 1926.

La ville surveille et entretient la muraille à partir du début du XXe siècle. Cette prise de conscience doit beaucoup à l'action de Robert Triger qui interpelle presse et spécialistes à partir de 1907-1910. Les municipalités décident d'acquérir des maisons entourant l'enceinte au travers d'« un programme d'acquisition de parcelles » et de dégager le monument pour rendre « la muraille accessible », à partir des années 1910, puis dans les années 1920 et années 1930 dans la partie ouest et est : l'objectif est alors de détruire des logements insalubres et de développer le tourisme. L'enceinte participe alors à « la communication touristique de la ville », comme en témoigne une affiche de l'Automobile Club de l'Ouest et du syndicat d'initiative de la Sarthe datée de 1935. Ce dégagement partiel est terminé en 1926.
Certaines tours sont restaurées, la tour du Tunnel en 1953 et celle du Vivier en 1969. La dernière fait l'objet d'une surveillance et d'un étayage à partir de 1949, cependant les dégradations sur d'autres parties de l'édifice se poursuivent.
Des études scientifiques émaillent le dégagement de l'enceinte, et de nouvelles découvertes ont lieu comme le dégagement de la poterne du tunnel publiée dans la revue Gallia en 1953. Des associations de sauvegarde se créent dans la ville et contribuent à la protection de l'édifice.

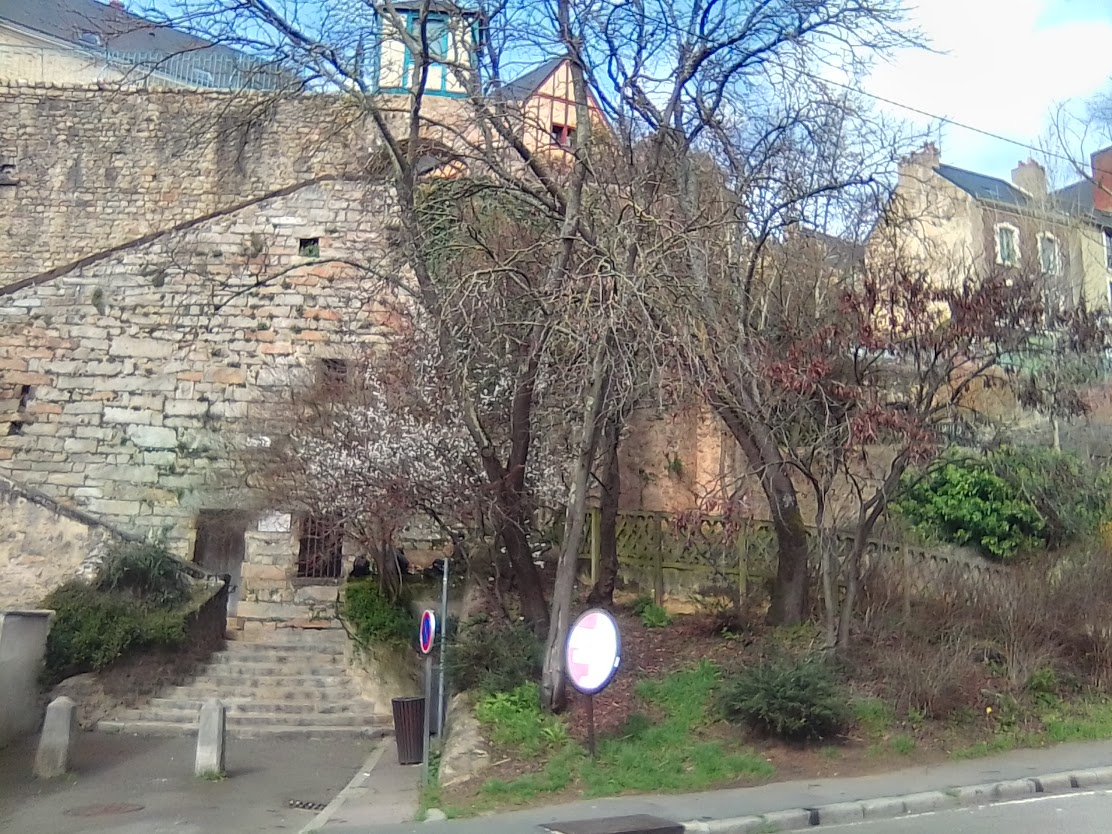
Muraille rue des Fossés Saint-Pierre.

L'enceinte est « un sujet de recherche académique » dans les années 1960. En 1966 et à la suite de la Loi Malraux, un secteur sauvegardé est créé dans la ville. Jacques Biarne, professeur d'histoire romaine à l'université du Maine, et Joseph Guilleux consacrent des travaux à l'édifice, le premier publie un travail en 1975 et le second consacre vingt années à une thèse soutenue en 1998, « une des monographies de référence sur ce type d'édifices ». Joseph Guilleux mène ses travaux en parallèle aux aménagements que connaît la ville, la ville connaît en effet une période de rénovation urbaine.
L'édifice est fragile dans les années 1970, avec un effondrement qui a lieu en 1972 dans le quartier Saint-Benoît et un autre en 1976, rue des fossés Saint-Pierre, non loin de la collégiale Saint-Pierre-la-Cour.
Un projet de route en bord de Sarthe émerge à la fin des années 1970, et finalement abandonné face aux protestations des spécialistes, dont Joseph Guilleux, mettant l'accent sur les dommages qu'aurait pu subir l'édifice et dénonçant « l'incurie des politiques ». Après ce dernier événement, le projet de restauration est lancé définitivement.

##### Amplification de la recherche et politique volontariste

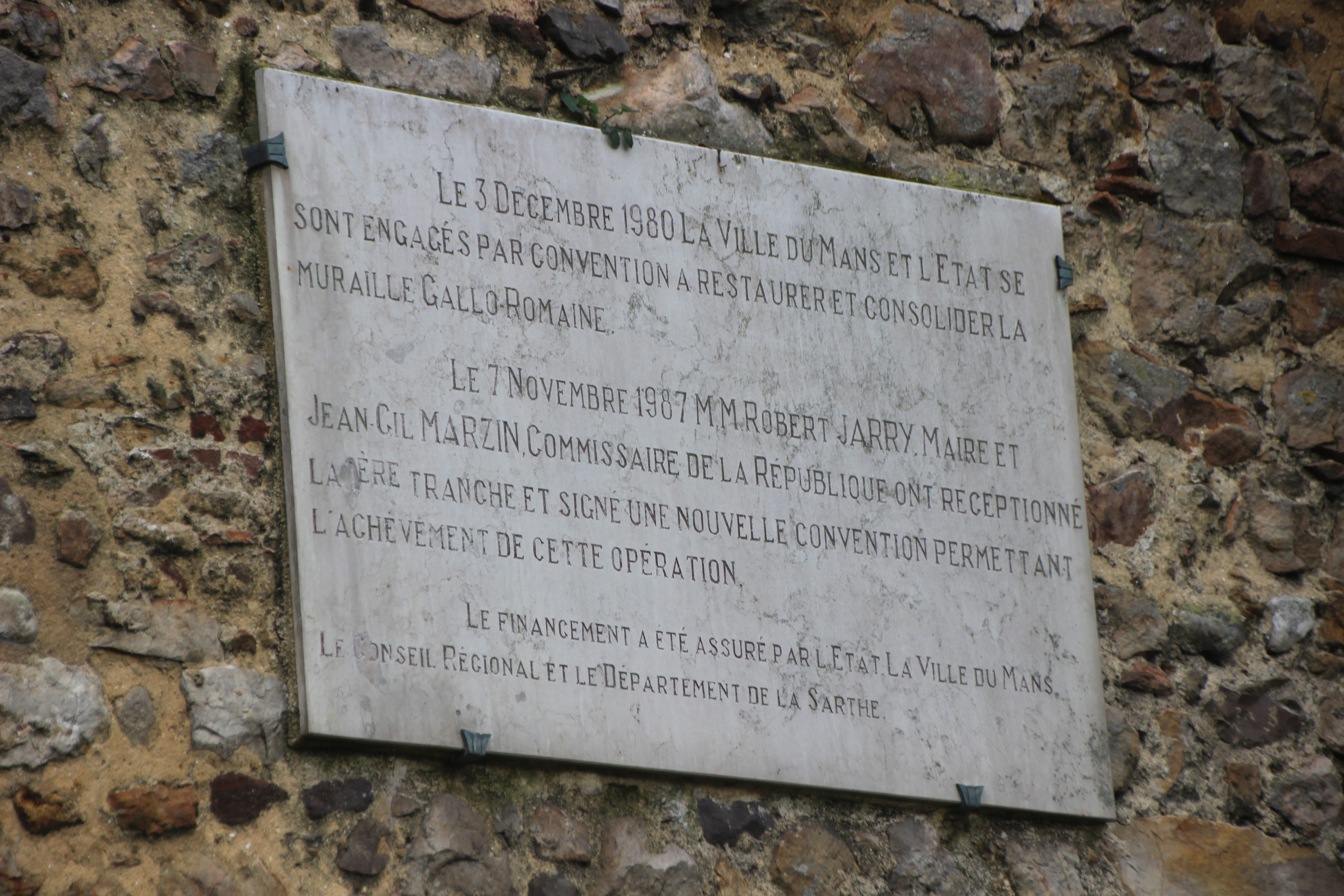
Plaque commémorative de la signature de la convention, partie basse de la courtine de la tour de Tucé.

Lors d'un colloque en 1980 un bilan est fait et un message d'alerte lancé, dans la revue Archéologia, en août, l'enceinte y est qualifiée de « trésor du patrimoine national en danger ». Une convention est signée en 1980 ou 1981 entre la ville et l'État afin d'amplifier les recherches sur l'édifice, sa restauration et sa valorisation.
Une étude à base d'archéomagnétisme a lieu au milieu des années 1980 et date l'édifice de 280 (entre 265 et 295), Jacques Biarne propose par la suite 275-295. Joseph Guilleux propose 280 puis du fait d'une amélioration de la datation propose 309-546. Les matériaux de construction sont étudiés dans les années 1980 et 1990. Une fouille de 2019 dans le jardin Pierre-de-Ronsard a permis de dégager une couche archéologique datée d'après la construction de l'enceinte et a livré une monnaie de Crispus de 318-319. Une monnaie de Constance II datée de 337-338 a été retrouvée non loin de la cathédrale. Les études récentes liées à l'amélioration des techniques de datation et d'augmentation des échantillons permettent de dater la section entre la collégiale et la cathédrale des années 320-360. Les chantiers s'étalaient « sur plusieurs décennies ».

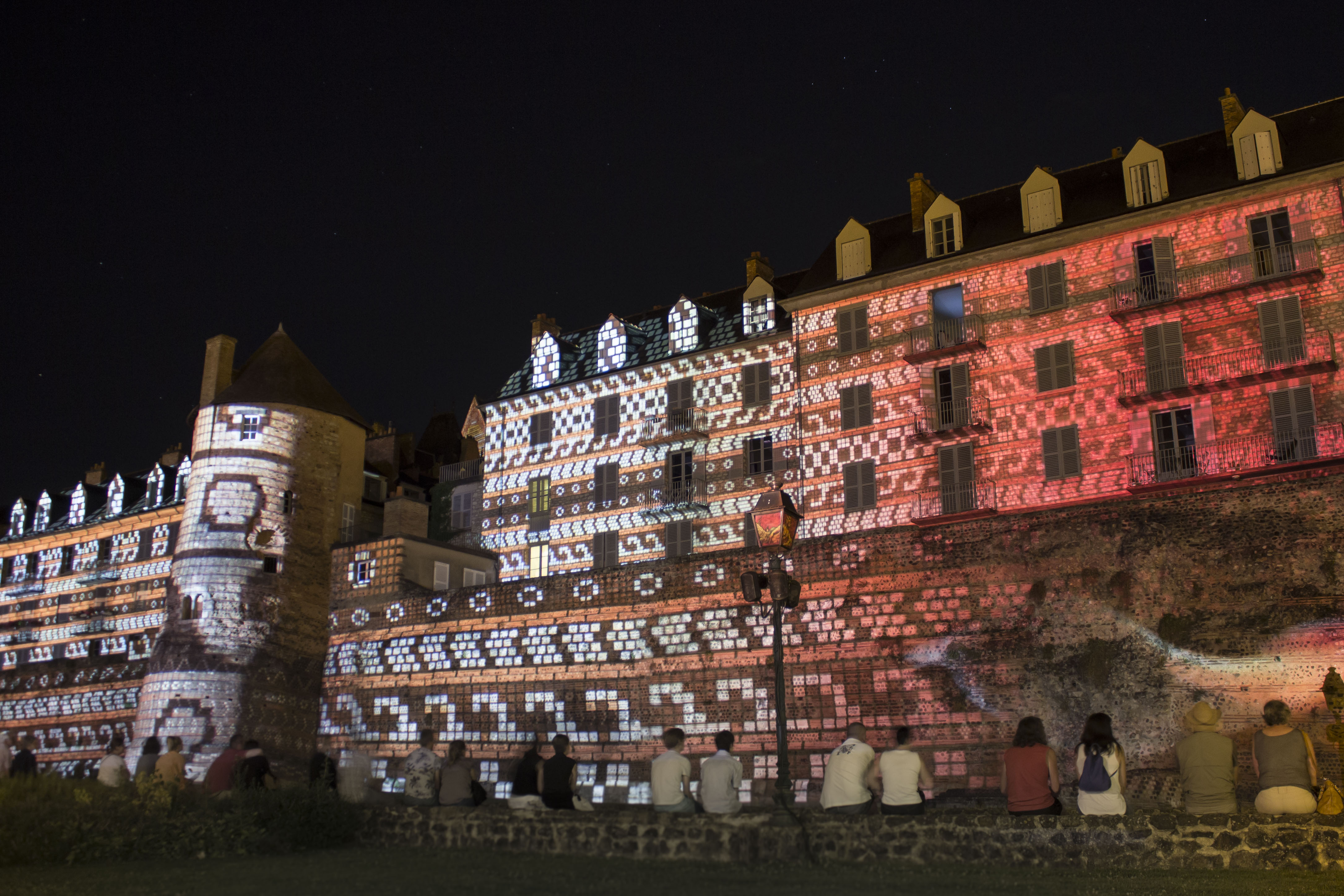
L'enceinte illuminée lors de la Nuit des chimères, en 2015.

Depuis les années 1980, des études archéologiques comprenant des bénévoles ont permis de la dégager — notamment sur toute sa partie ouest —, entièrement restaurée et mise en valeur. Elle devient, à l'occasion, un lieu de fêtes et d'illuminations. Une exposition a lieu en 1989-1990. La façade occidentale est totalement restaurée au milieu des années 1990.
Joseph Guilleux soutient une thèse à l'université du Maine en 1998, dirigée par Jacques Biarne et publiée sous une forme condensée en 2000. Le volume de la carte archéologique de la Gaule consacrée au département de la Sarthe paraît en 2001. Joseph Guilleux devient président de l'office de tourisme du Mans.
La fin du XXe siècle et le début du XXIe siècle voit une démarche d'archéologie préventive menée par l'AFAN puis l'INRAP. Un projet collectif de recherches « ambitieux » débute en 2017, avec à la fois des fouilles préventives et des fouilles programmées. Les études mobilisent une trentaine de spécialistes. Les études sur l'histoire de l'enceinte après l'Empire romain sont récentes.

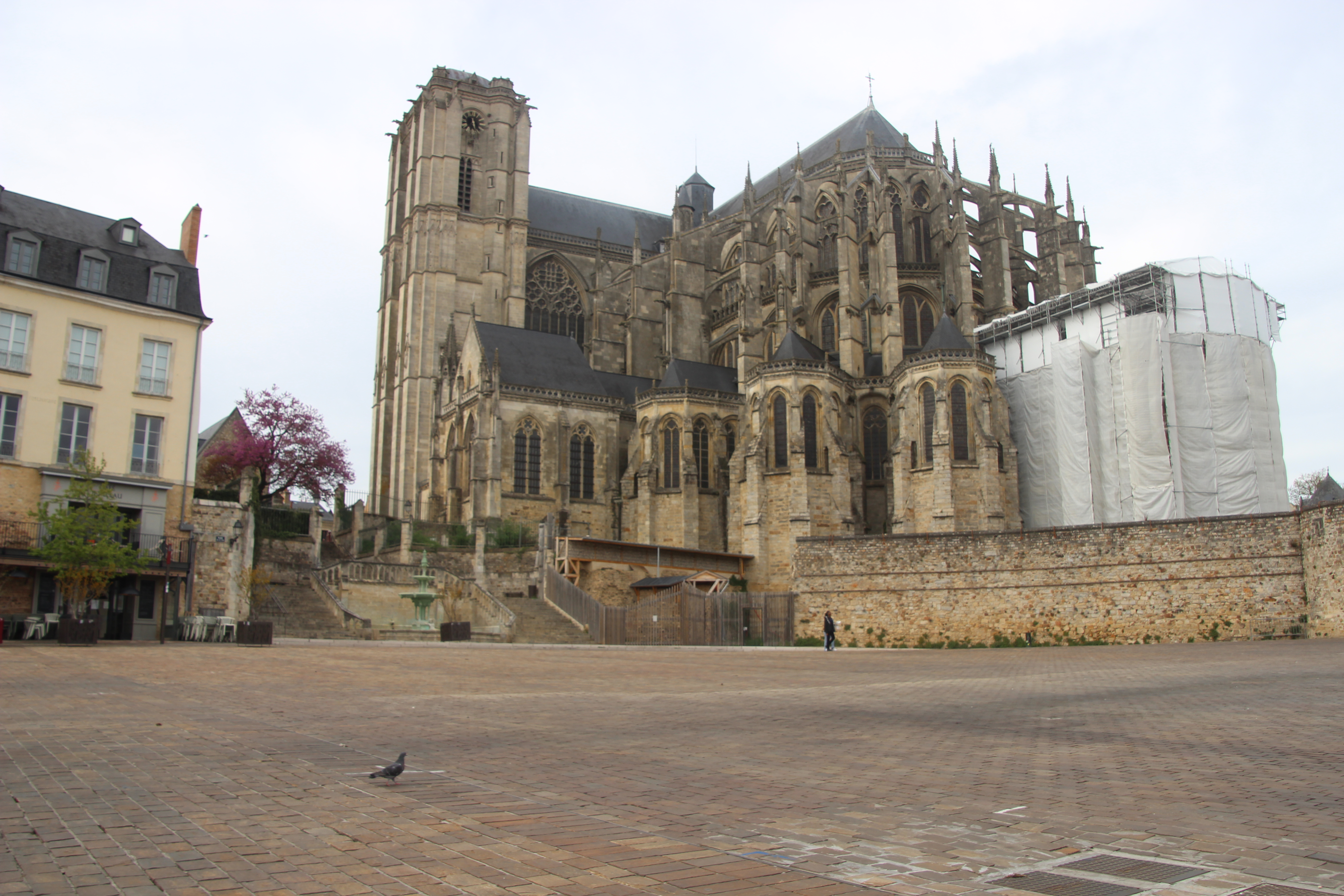
Vue générale de la Place du Jet d'eau avec la cathédrale en travaux, l'enceinte médiévale et les vestiges romains.

Les recherches des années 2010 portent sur la façade orientale de la muraille, qui avait été moins étudiée que la façade bordant la Sarthe. Le secteur entre le tunnel Wilbur-Wright et le Jet d'eau est mis en valeur, et un projet de jardin archéologique au pied de la cathédrale est en cours en 2022. La tour Saint-Michel et des tronçons de l'enceinte sont redécouverts. En 2018, trois tours sont dégagées avec un pan de mur aux abords immédiats de la cathédrale lors de fouilles en prévision d'aménagement de jardins.

### Mise en valeur

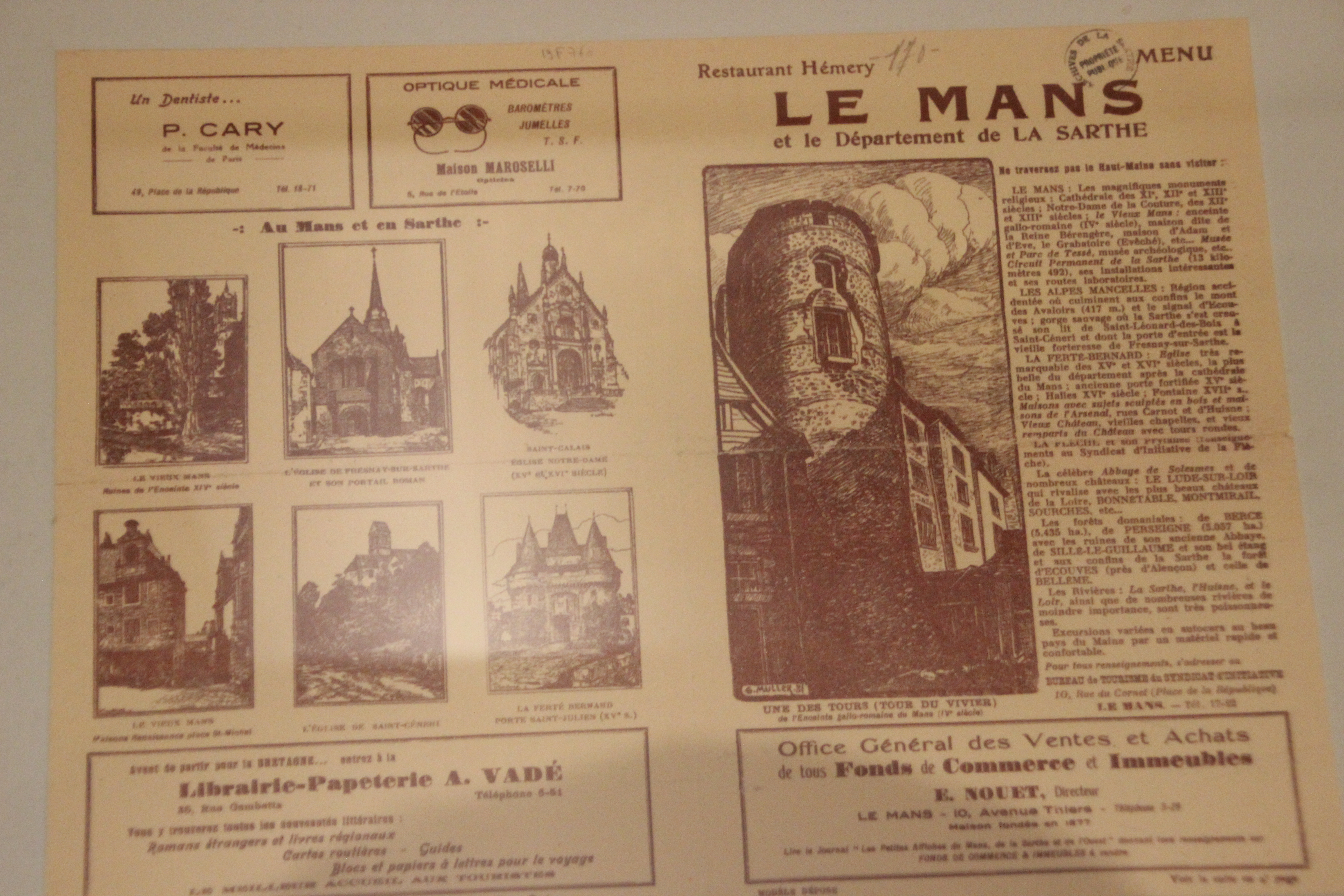
Menu d'un restaurant de la première moitié du XIXe siècle avec la tour du Vivier et d'autres éléments touristiques de la ville.

Le potentiel touristique de l'enceinte est connu dès le début du XXe siècle. Dès la fin du XIXe siècle, les savants convainquent les autorités du potentiel touristique du site. La muraille est à partir de la fin du XXe siècle entretenue soigneusement en particulier le désherbage et le nettoyage.

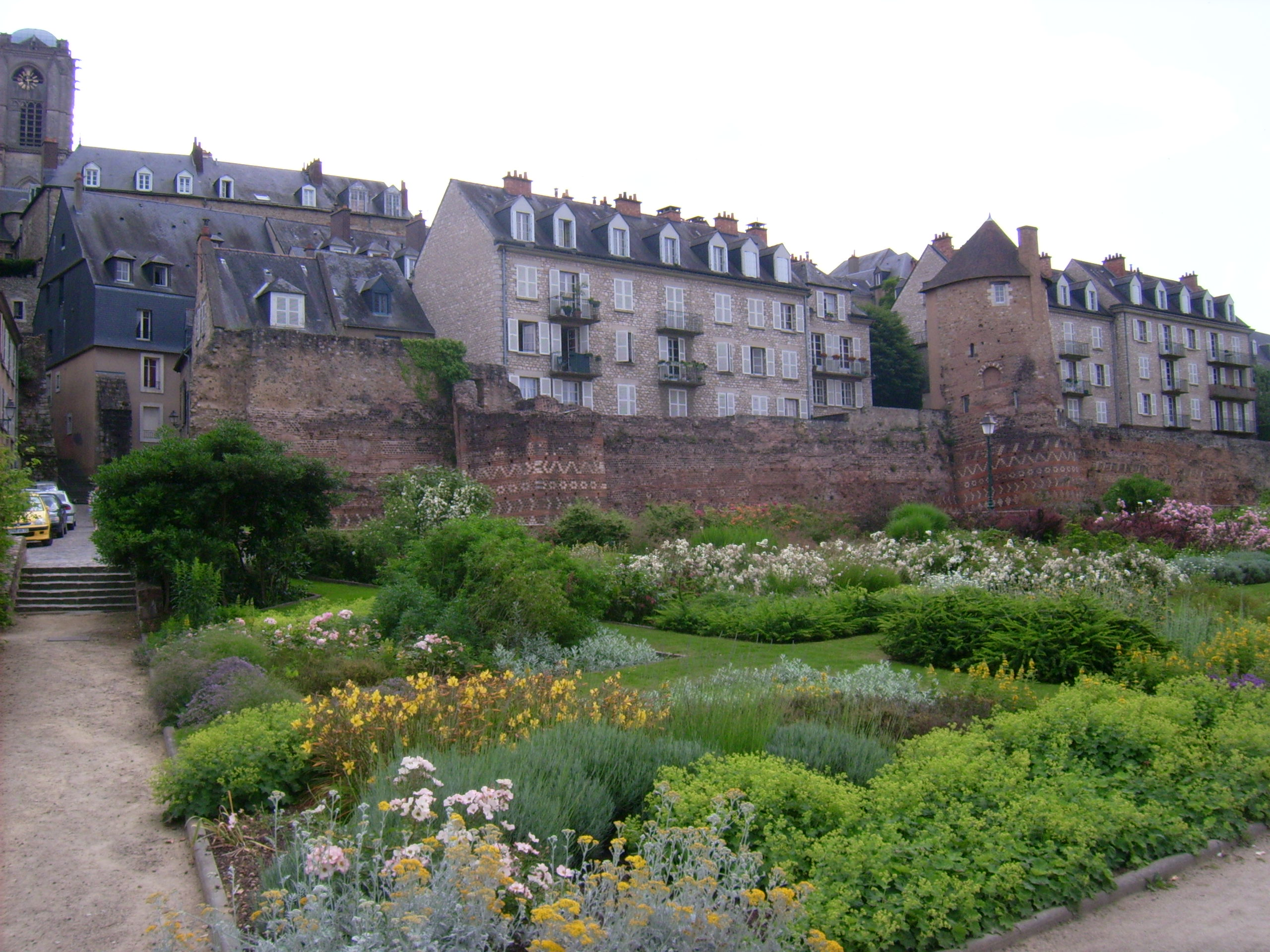
Aménagements paysagers au pied de la muraille romaine en 2007.

50 % de la muraille est dégagée. Les dégagements permettent la mise en place d'une promenade par suppression de parkings et la plantation d'une végétation adaptée dans des jardins à la thématique liée aux anciennes activités artisanales pratiquées localement. Les jardins de Gourdaine sont alors créés. La promenade permet aux visiteurs une vue sur le mur et la population adopte ce monument longtemps caché.
Une illumination de l'édifice est mise en place en 2000 et deux ans plus tard la ville obtient le label « ville d'art et d'histoire ». La valorisation patrimoniale, outre la « nuit des chimères » qui se déroule tous les étés de début juillet à début septembre, est accompagnée par des festivals. En 2009, avec l'ouverture du musée Carré Plantagenêt, une ouverture large de 20 m dans le mur du musée permet aux visiteurs de voir le mur entre la collégiale Saint-Pierre-de-la-Cour et l'escalier des Ponts-Neufs. Le périmètre protégé par l'enceinte romaine est dénommée désormais « Cité Plantagenêt ».
L'enceinte est candidate au patrimoine mondial de l'UNESCO tout d'abord entre 2012 et 2014, mais ce premier projet est abandonné. Le projet est à nouveau discuté en 2015 et en 2016,. Des experts travaillent sur le dossier afin de mettre en avant sa « valeur universelle exceptionnelle », alors que la politique de l'institution internationale tend à vouloir rééquilibrer les sites inscrits et dans un contexte où la France est bien pourvue. D'autres enceintes sont protégées par l'organisme international, comme celle de Lugo ou de Rome. Un projet collectif de recherche conjoint des universités du Mans et de Nantes débute en 2017 et entraîne un approfondissement des connaissances sur l'enceinte. En parallèle, un travail de médiation est mené avec divers acteurs, alors que dans le même temps les services de la ville travaillent sur les conséquences du projet sur la gestion du site. Le dossier n'est pas clos en 2022.

#### Publications

##### Ouvrages généraux
- Julie Bouillet, Stéphane Augry, Estelle Bertrand et Hugo Meunier (dir.), Au pied du mur. L'enceinte romaine du Mans, Gand, Snoek, 2022, 199 p. (ISBN 978-94-616-172-93). .
- Joseph Guilleux, L'Enceinte romaine du Mans, Saint Jean d'Angély, Jean-Michel Bordessoules, 2000, 268 p. (ISBN 2-913471-15-3). .
- Pierre Chevet, Hugo Meunier et Martial Monteil, « Le Mans/Vindinum, chef-lieu de la cité des Aulerques Cénomans », Revue archéologique de l'ouest, no 11,‎ 2022, p. 167-199 (ISSN 1775-3732). .
- François Dornic (dir.), Marc Auffret, Jacques Biarne, Paul Bois, François Garnier, Jean Gouhier, Michèle Ménard et Robert Philippe, Histoire du Mans et du pays manceau, Toulouse, Privat, 1988, 2e éd. (1re éd. 1975), 396 p. (ISBN 2-7089-4758-3).

##### Histoire
- Estelle Bertrand, « La ville du Mans, chef-lieu de la cité des Aulerques Cénomans », dans Au pied du mur, 2022, p. 18.
- Estelle Bertrand, « L'enceinte malmenée : les dommages (XIXe – XXe siècle) », dans Au pied du mur, 2022, p. 174.
- Estelle Bertrand, « L'enceinte à l'épreuve du temps : les dommages (XIXe – XXe siècle) », dans Au pied du mur, 2022, p. 175-179.
- Pierre Chevet, « Le Mans/Vindinum au IIIe siècle : un long déclin avant la construction de l'enceinte », dans Au pied du mur, 2022, p. 23-25.
- Martial Monteil, « Contexte historique », Archéologia, no 34,‎ 2022, p. 10-13. .
- Martial Monteil, « La construction des enceintes romaines tardives en Gaule et dans l'Empire », dans Au pied du mur, 2022, p. 28-33.
- Stéphane Augry et Hugo Meunier, « L'enceinte antique du Moyen Âge au XVIIIe siècle », Archéologia, no 34,‎ 2022, p. 46-55. .
- Hugo Meunier, « L'enceinte et ses abords aux XVIIe et XVIIIe siècles », dans Au pied du mur, 2022, p. 158-161.
- Estelle Bertrand et Carole Hirardot, « L'enceinte dans la ville au XIXe siècle », dans Au pied du mur, 2022, p. 166.
- Estelle Bertrand et Carole Hirardot, « L'enceinte du Mans vue par les savants et les artistes », dans Au pied du mur, 2022, p. 167-173.
- Bénédicte Fillion-Braguet, « Le lapidaire du haut Moyen Âge de la tour Saint-Michel », dans Au pied du mur, 2022, p. 136-137.
- Hugo Meunier, « Le devenir de l'enceinte urbaine entre Moyen Âge et temps modernes », dans Au pied du mur, 2022, p. 120-121.
- Hugo Meunier et Martial Monteil, « Le Mans : que sait-on de la ville de l'Antiquité tardive ? », dans Au pied du mur, 2022, p. 90-94.
- Hugo Meunier, « L'enceinte et la ville au haut Moyen Âge », dans Au pied du mur, 2022, p. 128-133.
- Stéphane Augry et Hugo Meunier, « L'enceinte dans le tissu urbain médiéval (Xe – XVIe siècle) », dans Au pied du mur, 2022, p. 139-148.

##### Historiographie et valorisation patrimoniale
- Hugo Meunier et Martial Monteil, « Les évocations de l'enceinte par les érudits entre les XVIe et XVIIIe siècles », dans Au pied du mur, 2022, p. 162-163.
- Stéphane Augry, Hugo Meunier et Martial Monteil, « 40 ans de recherches archéologiques (1980-2022) », Archéologia, no 34,‎ 2022, p. 14-21. .
- Estelle Bertrand, « 40 ans de restauration et de mise en valeur », Archéologia, no 34,‎ 2022, p. 56-61. .
- Estelle Bertrand et Franck Miot, « Demande d'inscription à l'Unesco », Archéologia, no 34,‎ 2022, p. 63. .
- Hugo Meunier et Martial Monteil, « Le renouveau des connaissances sur l'enceinte romaine du Mans », dans Au pied du mur, 2022, p. 34-37
- Estelle Bertrand, « Érudits et archéologues, entre recherches et sauvegarde », dans Au pied du mur, 2022, p. 180-183.
- Estelle Bertrand, « Les recherches de Joseph Guilleux », dans Au pied du mur, 2022, p. 186-187.
- Estelle Bertrand et Élodie Salin, « L'enceinte restaurée, patrimoine de la Ville du Mans », dans Au pied du mur, 2022, p. 188-191.
- Franck Miot et Estelle Bertrand, « La demande d'inscription Unesco », dans Au pied du mur, 2022, p. 192-193.

##### Construction
- Hugo Meunier, Martial Monteil et Stéphane Augry, « L'enceinte romaine du Mans : une construction monumentale », Archéologia, no 34,‎ 2022, p. 22-35. .
- Stéphane Augry, « Éléments inédits de l’enceinte romaine », Archéopages, vol. 41,‎ 2015, p. 94-95 (ISSN 1622-8545, lire en ligne, consulté le 2 mars 2023).
- Joseph Guilleux, « L'enceinte romaine de la ville du Mans et les thermes de l'ancienne école Claude Chappe », Revue archéologique, no 37,‎ 2004, p. 214-217 (ISSN 0035-0737, lire en ligne, consulté le 2 mars 2023).
- Hugo Meunier et Martial Monteil, « Le Mans. L'enceinte romaine et la nef de la collégiale comtale Saint-Pierre-de-la-Cour », Bulletin monumental, nos 177-1,‎ 2019, p. 59-63 (ISSN 0007-473X).
- Jean-François Nauleau, « La brique », dans Au pied du mur, 2022, p. 71-72.
- Arnaud Coutelas, « Les mortiers de chaux », dans Au pied du mur, 2022, p. 73-74.
- Arnaud Coutelas et Stéphane Augry, « La production de chaux », dans Au pied du mur, 2022, p. 75.
- Stéphane Augry, « Le bois », dans Au pied du mur, 2022, p. 76-77.
- Valérie Deloze et Alexandre Polinski, « La pierre : le regard des géologues », dans Au pied du mur, 2022, p. 78-79.
- Hugo Meunier et Martial Monteil, « L'enceinte du Mans : situation topographique et tracé », dans Au pied du mur, 2022, p. 38-39.
- Stéphane Augry, Hugo Meunier et Martial Monteil, « Les fonctions de l'enceinte », dans Au pied du mur, 2022, p. 40-43
- Hugo Meunier et Martial Monteil, « Dater l'enceinte : nouvelles données et évolution des propositions », dans Au pied du mur, 2022, p. 47-48.
- Hugo Meunier et Martial Monteil, « Le chantier », dans Au pied du mur, 2022, p. 58-64.
- Hugo Meunier et Martial Monteil, « Les matériaux de construction », dans Au pied du mur, 2022, p. 70.
- Hugo Meunier et Martial Monteil, « Les caractéristiques architecturales de l'enceinte », dans Au pied du mur, 2022, p. 80-87.
- Hugo Meunier et Martial Monteil, « Le Mans : que sait-on de la ville de l'Antiquité tardive ? », dans Au pied du mur, 2022, p. 90-94
- Stéphane Augry, « La fouille archéologique des jardins de la cathédrale », dans Au pied du mur, 2022, p. 150-154

#### Résumés d'opérations
- Joseph Guilleux, « Le Mans – Rue des Fossés Saint-Pierre. Sondage (1993) », sur Archéologie de la France – Informations, 2020 (ISSN 2114-0502, consulté le 2 mars 2023).
- Joseph Guilleux, « Le Mans – Place du Général-Grente. Sauvetage urgent (1992) », sur Archéologie de la France – Informations, 2020 (ISSN 2114-0502, consulté le 2 mars 2023).
- Hugo Meunier et Martial Monteil, « L’enceinte romaine du Mans : bilan des connaissances. Projet collectif de recherche (2020) », sur Archéologie de la France – Informations, 2023 (ISSN 2114-0502, consulté le 2 mars 2023).
- Nicolas Prouteau, « Le Mans – Tour du Tunnel. Sondage (2009) », sur Archéologie de la France – Informations, 2020 (ISSN 2114-0502, consulté le 2 mars 2023).
- Marie-Ève Scheffer, « Le Mans – Hôtel de Ville. Évaluation (1999) », sur Archéologie de la France – Informations, 2022 (ISSN 2114-0502, consulté le 2 mars 2023).